# Liste der Nummer-eins-Alben in den deutschen deutschsprachigen Albumcharts
In der Liste der Nummer-eins-Alben in den deutschen deutschsprachigen Albumcharts werden alle Alben aufgelistet, die in der jeweiligen Woche die Chartspitze der deutschen deutschsprachigen Albumcharts erreicht haben.

## Datenbasis und Hinweise zur Interpretation der aufgeführten Statistiken
Die Deutschen deutschsprachigen Albumcharts werden im Auftrag des Bundesverband Musikindustrie vom deutschen Marktforschungsunternehmen GfK Entertainment ermittelt. Sie erfassen Verkäufe von Bild- beziehungsweise Tonträgern, Downloads und Musikstreamings mit deutschsprachigem Inhalt als Endverbraucher. Dabei bilden sie einen Auszug aus den regulären Album Top 100 ab, in denen Verkäufe unabhängig von jeglichen Repertoire-Segmenten erfasst werden. Bei den Deutschen deutschsprachigen Albumcharts handelt sich um sogenannte „Artist–Charts“, das heißt Sampler werden nicht berücksichtigt. Eine parallele Platzierung eines Produktes sowohl in den Album Top 100 als auch in den Deutschsprachige Album Top 15 ist daher nicht nur grundsätzlich möglich, sondern wird bei stark verkaufenden Produkten die Regel sein.
Vom 15. Juli 1962 bis 15. November 1976 wurden die Albumcharts monatlich ermittelt, vom 15. Dezember 1976 bis zum 31. August 1978 halbmonatlich. Danach gelten die Verkaufszahlen der Alben innerhalb einer Woche als Maßstab. In früheren Jahren war es manchmal üblich, verschiedene Versionen eines Liedes von verschiedenen Interpreten zusammenzufassen. Außer dem Hauptinterpreten sind diese weiteren Interpreten in Klammern ergänzt. Bis 1977 ermittelte diese Zahlen der Musikmarkt, ab 1977 die Media Control GmbH & Co.KG und seit 2013 GfK Entertainment. Die Daten bis 2015 bestehen aus einer eigenen Auswertung, bei der das jeweils erfolgreichste deutschsprachige Album aus den deutschen Albumcharts herausgefiltert wurde. Seit 2015 veröffentlicht die GfK Entertainment die „Top 15 deutschsprachige Alben“, bei dem die GfK nach dem gleichen Prinzip die 15 erfolgreichsten Alben jeder Chartwoche aus den Albumcharts herausfiltert.
Die hier dargestellten Auswertungen der Deutschen deutschsprachigen Albumcharts beschreiben lediglich Interpreten, die sich besonders häufig oder besonders lange an der Spitze der Chartauswertung aufhielten. Daraus können jedoch keine Verkaufszahlen oder weitere kommerzielle Erfolge abgeleitet werden. Die hier dargestellten Auswertungen der deutschen Albumcharts beschreiben lediglich die erfolgreichsten deutschsprachigen Alben. Dies ist nicht gleichbedeutend mit einem Nummer-eins- oder Top-10-Erfolg. Die Albuminhalte müssen zum größeren Teil (über 50 %) in deutscher Sprache geschrieben sein. Instrumentalstücke sind komplett aus der Liste ausgenommen.

## Liste der Nummer-eins-Alben nach Jahr
| 1962 | 1963 |
| --- | --- |
| - Soundtrack – My Fair Lady – Deutsche Originalaufnahme - 17 Monate (15. Juli 1962 – 14. Dezember 1963, insgesamt 36 Monate) | - Soundtrack – My Fair Lady – Deutsche Originalaufnahme - 17 Monate (15. Juli 1962 – 14. Dezember 1963, insgesamt 36 Monate) - Jürgen von Manger – Stegreifgeschichten / Stegreifgeschichten 2. Teil - 1 Monat (15. Dezember 1963 – 14. Januar 1964) |
| 1964 | 1965 |
| - Jürgen von Manger – Stegreifgeschichten - 1 Monat (15. Dezember 1963 – 14. Januar 1964) - Freddy Quinn – Weihnachten auf hoher See - 1 Monat (15. Januar – 14. Februar) - Verschiedene Interpreten – Die Spitzenreiter 1963 - 2 Monate (15. Februar – 14. April) - Soundtrack – My Fair Lady – Deutsche Originalaufnahme - 2 Monate (15. Mai – 14. Juli, insgesamt 36 Monate) - Verschiedene Interpreten – Die große Starparade 1964/1 - 1 Monat (15. Juli – 14. August) - Freddy Quinn – Freddy und das Lied der Prärie - 1 Monat (15. August – 14. September) - Soundtrack – My Fair Lady – Deutsche Originalaufnahme - 14 Monate (15. September 1964 – 14. November 1965, insgesamt 36 Monate) | - Soundtrack – My Fair Lady – Deutsche Originalaufnahme - 14 Monate (15. September 1964 – 14. November 1965, insgesamt 36 Monate) - Françoise Hardy – Portrait in Musik - 1 Monat (15. November – 14. Dezember) - Soundtrack – My Fair Lady – Deutsche Originalaufnahme - 1 Monat (15. Dezember 1965 – 14. Januar 1966, insgesamt 36 Monate) |
| 1966 | 1967 |
| - Soundtrack – My Fair Lady – Deutsche Originalaufnahme - 1 Monat (15. Dezember 1965 – 14. Januar 1966, insgesamt 36 Monate) - Verschiedene Interpreten – Die Spitzenreiter 1965 - 1 Monat (15. Januar – 14. Februar) - Soundtrack – My Fair Lady – Deutsche Originalaufnahme - 1 Monat (15. Februar – 14. März, insgesamt 36 Monate) - Udo Jürgens – Portrait in Musik - 1 Monat (15. März – 14. April) - Verschiedene Interpreten – Die Spitzenreiter 1965 - 1 Monat (15. April – 14. Mai) - Esther & Abi Ofarim – Noch einen Tanz - 3 Monate (15. Mai – 14. August, insgesamt 4 Monate) - Hildegard Knef – Die neue Knef - 1 Monat (15. August – 14. September, insgesamt 2 Monate) - Esther & Abi Ofarim – Noch einen Tanz - 1 Monat (15. September – 14. Oktober, insgesamt 4 Monate) - Verschiedene Interpreten – Die Große Starparade 1966/1 - 1 Monat (15. Oktober – 14. November) - Hildegard Knef – Die neue Knef - 1 Monat (15. November – 14. Dezember, insgesamt 2 Monate) - Verschiedene Interpreten – Schlager Des Jahres 1966 - 1 Monat (15. Dezember 1966 – 14. Januar 1967) | - Verschiedene Interpreten – Schlager Des Jahres 1966 - 1 Monat (15. Dezember 1966 – 14. Januar 1967) - Roy Black – Roy Black - 2 Monate (15. Januar – 14. März, insgesamt 3 Monate) - Verschiedene Interpreten – Die schönsten russischen Volkslieder - 4 Monate (15. März – 14. Juli) - Roy Black – Roy Black - 1 Monat (15. Juli – 14. August, insgesamt 3 Monate) - Verschiedene Interpreten – Schlager schlagen ein IV - 2 Monate (15. August – 14. Oktober) - Verschiedene Interpreten – Eine Stern Stunde der Musik – Vergißmeinnicht - 1 Monat (15. Oktober – 14. November) - Udo Jürgens – Was ich dir sagen will - 3 Monate (15. November 1967 – 14. Februar 1968) |
| 1968 | 1969 |
| - Udo Jürgens – Was ich dir sagen will - 3 Monate (15. November 1967 – 14. Februar 1968) - Peter Alexander – Schlager-Rendezvous mit Peter Alexander - 1 Monat (15. Februar – 14. März, insgesamt 3 Monate) - Roy Black – Roy Black 2 - 1 Monat (15. März – 14. April) - Peter Alexander – Schlager-Rendezvous mit Peter Alexander - 2 Monate (15. April – 14. Juni, insgesamt 3 Monate) - Heintje – Heintje - 9 Monate (15. Juni 1968 – 14. März 1969, insgesamt 11 Monate) | - Heintje – Heintje - 9 Monate (15. Juni 1968 – 14. März 1969, insgesamt 11 Monate) - Karel Gott – Die goldene Stimme aus Prag - 2 Monate (15. März – 14. Mai) - Heintje – Heintje - 2 Monate (15. Mai – 14. Juli, insgesamt 11 Monate) - Udo Jürgens – Udo Live - 2 Monate (15. Juli – 14. September) - Musical – Hair – The American Tribal Rock Musical - 1 Monat (15. September – 14. Oktober) - Heintje – Ich sing ein Lied für Dich - 2 Monate (15. Oktober – 14. Dezember) - Verschiedene Interpreten – Stunde der Stars - 1 Monat (15. Dezember 1969 – 14. Januar 1970)                                                                                              |

| 1970 | 1971 |
| --- | --- |
| - Verschiedene Interpreten – Stunde der Stars - 1 Monat (15. Dezember 1969 – 14. Januar 1970) - Udo Jürgens – Udo ’70 - 1 Monat (15. Januar – 14. Februar, insgesamt 2 Monate) - Verschiedene Interpreten – Stunde der Stars - 1 Monat (15. Februar – 14. März) - Udo Jürgens – Udo ’70 - 1 Monat (15. März – 14. April, insgesamt 2 Monate) - Verschiedene Interpreten – Eine Stern Stunde der Musik – Vergißmeinnicht (1970) - 2 Monate (15. April – 14. Juni) - Verschiedene Interpreten – Stunde der Stars (1970) - 6 Monate (15. Juni – 14. November) - Ivan Rebroff – Kosaken müssen reiten - 1 Monat (15. Dezember 1970 – 14. Januar 1971) | - Ivan Rebroff – Kosaken müssen reiten - 1 Monat (15. Dezember 1970 – 14. Januar 1971) - Peter Alexander – Mein Geschenk für dich - 6 Monate (15. Januar – 14. Juli) - Verschiedene Interpreten – Wim Thoelke präsentiert: 3×9 – 9 Stars mit 27 Melodien - 5 Monate (15. Juli – 14. Dezember) - Verschiedene Interpreten – Stars für uns – Hilfe für alle - 3 Monate (15. Dezember 1971 – 14. März 1972) |
| 1972 | 1973 |
| - Verschiedene Interpreten – Stars für uns – Hilfe für alle - 3 Monate (15. Dezember 1971 – 14. März 1972) - James Last – Polka Party - 1 Monat (15. April – 14. Mai) - Tony Marshall – Schöne Maid - 5 Monate (15. Mai – 14. September) - Reinhard Mey – Mein achtel Lorbeerblatt - 5 Monate (15. September 1972 – 14. Februar 1973) | - Reinhard Mey – Mein achtel Lorbeerblatt - 5 Monate (15. September 1972 – 14. Februar 1973) - Heino – Seine großen Erfolge 3 - 1 Monat (15. Februar – 14. März) - James Last – Sing mit … - 4 Monate (15. März – 14. Juli) - Verschiedene Interpreten – Wim Thoelke präsentiert: 3×9 – 9 Stars mit 27 Melodien (1973) - 2 Monate (15. Juli – 14. September) - Otto – Otto - 1 Monat (15. September – 14. Oktober) - Verschiedene Interpreten – Stars & Hits für das rote Kreuz 73/74 - 3 Monate (15. Oktober 1973 – 14. Januar 1974) |
| 1974 | 1975 |
| - Verschiedene Interpreten – Stars & Hits für das rote Kreuz 73/74 - 3 Monate (15. Oktober 1973 – 14. Januar 1974) - Verschiedene Interpreten – Stunde der Stars (1973) - 1 Monat (15. Januar – 14. Februar) - Mireille Mathieu – MM - 1 Monat (15. Februar – 14. März) - Verschiedene Interpreten – 20 Top-Hits Original - 1 Monat (15. März – 14. April) - James Last – Sing mit … 2 - 1 Monat (15. April – 14. Mai) - Otto Waalkes – Otto 2 - 6 Monate (15. Mai – 14. November) - Udo Lindenberg & Panik-Orchester – Ball Pompös - 1 Monat (15. November – 14. Dezember) - Verschiedene Interpreten – Super 20 - 3 Monate (15. Dezember 1974 – 14. März 1975, insgesamt 4 Monate) | - Verschiedene Interpreten – Super 20 - 3 Monate (15. Dezember 1974 – 14. März 1975, insgesamt 4 Monate) - Udo Jürgens – Meine Lieder - 3 Monate (15. März – 14. Juni) - Verschiedene Interpreten – Super 20 - 1 Monat (15. Juni – 14. Juli, insgesamt 4 Monate) - Otto Waalkes – Oh, Otto - 2 Monate (15. Juli – 14. September) - Mike Krüger – Mein Gott, Walther - 3 Monate (15. September – 14. Dezember) - Verschiedene Interpreten – Super 20 – Super Neu - 3 Monate (15. November 1975 – 14. März 1976) |
| 1976 | 1977 |
| - Verschiedene Interpreten – Super 20 – Super Neu - 3 Monate (15. November 1975 – 14. März 1976) - James Last – Sing mit … 4 - 1 Monat (15. März – 14. April) - Verschiedene Interpreten – Wim Thoelke präsentiert: Der Große Preis (II) - 3 Monate (15. April – 14. Juli) - Otto – Das 4. Programm - 2 Monate (15. Juli – 14. September) - Verschiedene Interpreten – Die großen Schlager aus Musik ist Trumpf - 1 Monat (15. September – 14. Oktober) - Verschiedene Interpreten – Starparade - 2 Monate (15. Oktober – 14. Dezember) - Verschiedene Interpreten – Hithaus mit Herz - ½ Monat (15. Dezember – 31. Dezember) | - Peter Maffay – Und es war Sommer - 2 Monate (1. Januar – 28. Februar) - Frank Zander – Zander’s Zorn - 2½ Monate (1. März – 14. Mai) - Otto – Das Wort zum Montag - 3½ Monate (15. Mai – 31. August) - Verschiedene Interpreten – Der große Preis – Wim Thoelke präsentiert: Stars und ihre goldenen Hits – Neu ’77 - ½ Monat (1. September – 14. September) - Verschiedene Interpreten – Hit-Tornado - 2 Monate (15. September – 14. November) - Verschiedene Interpreten – Hit-Kiste - 1½ Monate (15. November – 31. Dezember) |
| 1978 | 1979 |
| - Verschiedene Interpreten – Heimat, deine Lieder - 1½ Monate (1. Januar – 14. Februar) - Paul Biste – 40 Schunkellieder - 1 Monat (15. Februar – 14. März) - Slavko Avsenik & Seine Original Oberkrainer – Die 20 Besten - 1 Monat (15. März – 14. April) - Udo Jürgens & Die Deutsche Fußballnationalmannschaft ’78 – Buenos Dias Argentina - 1 Monat (15. April – 14. Mai) - Verschiedene Interpreten – Super 20 – Hitparade - 1½ Monat (15. Mai – 30. Juni) - Vader Abraham – Vader Abraham im Land der Schlümpfe - ½ Monat (1. Juli – 14. Juli, insgesamt ½ Monat + 3 Wochen) - Ernst Mosch & Seine Original Egerländer Musikanten – Die 20 größten Erfolge - ½ Monat (15. Juli – 31. Juli) - Otto – Ottocolor - ½ Monat (1. August – 14. August) - Paul Biste – Die 20 schönsten Wanderlieder - 3 Wochen (15. August – 3. September) - Vader Abraham – Vader Abraham im Land der Schlümpfe - 1 Woche (4. September – 10. September, insgesamt ½ Monat + 3 Wochen) - Kraftwerk – Die Mensch-Maschine - 1 Woche (11. September – 17. September, insgesamt 3 Wochen) - Vader Abraham – Vader Abraham im Land der Schlümpfe - 1 Woche (18. September – 24. September, insgesamt ½ Monat + 3 Wochen) - Kraftwerk – Die Mensch-Maschine - 1 Woche (15. September – 1. Oktober, insgesamt 3 Wochen) - Milva – Von Tag zu Tag – Lieder von Mikis Theodorakis - 1 Woche (2. Oktober – 8. Oktober, insgesamt 3 Wochen) - Kraftwerk – Die Mensch-Maschine - 1 Woche (9. Oktober – 15. Oktober, insgesamt 3 Wochen) - Freddy Quinn – Nimm mich mit, Freddy - 1 Woche (16. Oktober – 22. Oktober, insgesamt 6 Wochen) - Milva – Von Tag zu Tag – Lieder von Mikis Theodorakis - 1 Woche (23. Oktober – 29. Oktober, insgesamt 3 Wochen) - Freddy Quinn – Nimm mich mit, Freddy - 5 Wochen (30. Oktober – 3. Dezember, insgesamt 6 Wochen) - Milva – Von Tag zu Tag – Lieder von Mikis Theodorakis - 1 Woche (4. Dezmerb – 10. Dezember, insgesamt 3 Wochen) - Vader Abraham – Vader Abraham im Land der Schlümpfe - 1 Woche (11. Dezember – 17. Dezember, insgesamt ½ Monat + 3 Wochen) - Rudolf Schock – Die Stimme für Millionen - 5 Wochen (18. Dezember 1978 – 21. Januar 1979) | - Rodolf Schock – Die Stimme für Millionen - 5 Wochen (18. Dezember 1978 – 21. Januar 1979) - James Last – Und jetzt alle - 4 Wochen (22. Januar – 18. Februar, insgesamt 5 Wochen) - Freddy Fröhlich’s Partylöwen – Hithaus Ramba Zamba – 130 Stimmungs-Hits - 5 Wochen (19. Februar – 25. März) - James Last – Und jetzt alle - 1 Woche (26. März – 1. April, insgesamt 5 Wochen) - Lale Andersen – Hafen Träume - 7 Wochen (2. April – 20. Mai) - Die Kirmesmusikanten – 24 Immer“grüne” Akkordeon-Erfolge - 4 Wochen (21. Mai – 17. Juni) - Peter Maffay – Steppenwolf - 14 Wochen (18. Juni – 23. September) - Ronny – Stimme der Prärie - 2 Wochen (24. September – 7. Oktober) - Karel Gott – Triumph der goldenen Stimme - 2 Wochen (8. Oktober – 21. Oktober) - Peter Maffay – Frei sein - 6 Wochen (22. Oktober – 2. Dezember) - James Last – Träum was schönes - 5 Wochen (3. Dezember 1979 – 6. Januar 1980) |

| 1980 | 1981 |
| --- | --- |
| - James Last – Träum was schönes - 5 Wochen (3. Dezember 1979 – 6. Januar 1980) - Andrea Jürgens – Weihnachten mit Andrea Jürgens - 2 Wochen (7. Januar – 20. Januar) - Otto Waalkes – Des ostfriesische Götterbote - 1 Woche (21. Januar – 27. Januar, insgesamt 2 Wochen) - James Last – Träum was schönes - 2 Wochen (28. Januar – 10. Februar) - Otto Waalkes – Des ostfriesische Götterbote - 1 Woche (11. Februar – 17. Februar, insgesamt 2 Wochen) - Rudi Rambas Partytiger – Hithaus Ramba Zamba 2 – 131 Stimmungs-Hits im Doppelalbum - 3 Wochen (18. Februar – 9. März) - Nina Hagen Band – Unbehagen - 3 Wochen (10. März – 30. März) - Demis Roussos – Insel der Zärtlichkeit – Demis Roussos und seine 20 Welterfolge - 5 Wochen (31. März – 4. Mai) - Mike Krüger – Der Nippel - 14 Wochen (5. Mai – 10. August) - Freddy Quinn – Komm mit auf große Fahrt - 5 Wochen (11. August – 14. September) - Peter Maffay – Revanche - 10 Wochen (15. September – 23. November, insgesamt 13 Wochen) - James Last – James Last spielt Robert Stolz - 2 Wochen (24. November – 7. Dezember) - Peter Maffay – Revanche - 3 Wochen (8. Dezember – 28. Dezember, insgesamt 13 Wochen) - Heino – Die 18 schönsten Lieder der Berge - 1 Woche (29. Dezember 1980 – 4. Januar 1981) | - Heino – Die 18 schönsten Lieder der Berge - 1 Woche (29. Dezember 1980 – 4. Januar 1981) - Die Schlümpfe – Hitparade der Schlümpfe - 13 Wochen (5. Januar – 5. April) - Ernst Mosch & Seine Original Egerländer Musikanten – Die größten Erfolge - 7 Wochen (6. April – 24. Mai) - Udo Lindenberg & Panikorchester – Udopia - 4 Wochen (25. Mai – 21. Juni) - Marius Müller-Westernhagen – Stinker - 8 Wochen (22. Juni – 16. August) - Kraftwerk – Computerwelt - 1 Woche (17. August – 23. August) - Ideal – Ideal - 6 Wochen (24. August – 4. Oktober) - Roland Kaiser – Dich zu lieben - 9 Wochen (5. Oktober – 6. Dezember) - Die Schlümpfe – Hitparade der Schlümpfe 2 - 4 Wochen (7. Dezember 1981 – 3. Januar 1982) |
| 1982 | 1983 |
| - Die Schlümpfe – Hitparade der Schlümpfe 2 - 4 Wochen (7. Dezember 1981 – 3. Januar 1982) - Nana Mouskouri – Alles Liebe … - 3 Wochen (4. Januar – 24. Januar) - Spider Murphy Gang – Dolce Vita - 2 Wochen (25. Januar – 7. Februar, insgesamt 10 Wochen) - Peter Maffay – Ich will leben - 5 Wochen (8. Februar – 14. März) - Spider Murphy Gang – Dolce Vita - 6 Wochen (15. März – 25. April, insgesamt 10 Wochen) - Michael Schanze & Die Deutsche Fußballnationalmannschaft ’82 – Olé España - 1 Woche (26. April – 2. Mai, insgesamt 2 Wochen) - Spider Murphy Gang – Dolce Vita - 1 Woche (3. Mai – 9. Mai, insgesamt 10 Wochen) - Michael Schanze & Die Deutsche Fußballnationalmannschaft ’82 – Olé España - 1 Woche (10. Mai – 16. Mai, insgesamt 2 Wochen) - Spider Murphy Gang – Dolce Vita - 1 Woche (17. Mai – 23. Mai, insgesamt 10 Wochen) - Spliff – 85555 - 8 Wochen (24. Mai – 18. Juli) - Nicole – Ein bißchen Frieden - 6 Wochen (19. Juli – 29. August) - BAP – Vun drinne noh drusse - 17 Wochen (30. August – 26. Dezember, insgesamt 21 Wochen) - Richard Clayderman – Träumereien - 2 Wochen (27. Dezember 1982 – 9. Januar 1983) | - Richard Clayderman – Träumereien - 2 Wochen (27. Dezember 1982 – 9. Januar 1983) - BAP – Vun drinne noh drusse - 3 Wochen (10. Januar – 30. Januar, insgesamt 21 Wochen) - Andy Borg – Adios Amor - 1 Woche (31. Januar – 6. Februar) - BAP – Vun drinne noh drusse - 1 Woche (7. Februar – 13. Februar, insgesamt 21 Wochen) - Nena – Nena - 26 Wochen (14. Februar – 14. August) - BAP – Bess demnähx - 10 Wochen (15. August – 23. Oktober) - Peter Maffay – Tabaluga oder die Reise zur Vernunft - 5 Wochen (24. Oktober – 27. November, insgesamt 11 Wochen) - Peter Alexander – Aus Böhmen kommt die Musik - 1 Woche (28. November – 4. Dezember) - Otto – Hilfe, Otto kommt! - 3 Wochen (5. Dezember – 25. Dezember) - Peter Maffay – Tabaluga oder die Reise zur Vernunft - 6 Wochen (26. Dezember 1983 – 5. Februar 1984, insgesamt 11 Wochen) |
| 1984 | 1985 |
| - Peter Maffay – Tabaluga oder die Reise zur Vernunft - 6 Wochen (26. Dezember 1983 – 5. Februar 1984, insgesamt 11 Wochen) - Nino de Angelo – Jenseits von Eden - 1 Woche (6. Februar – 12. Februar) - Nena – ? (Fragezeichen) - 4 Wochen (13. Februar – 11. März, insgesamt 13 Wochen) - Peter Maffay – Carambolage - 1 Woche (12. März – 18. März, insgesamt 2 Wochen) - Nena – ? - 1 Woche (19. März – 25. März, insgesamt 13 Wochen) - Peter Maffay – Carambolage - 1 Woche (26. März – 1. April, insgesamt 2 Wochen) - Nena – ? - 8 Wochen (2. April – 27. Mai, insgesamt 13 Wochen) - Heinz Erhardt – Was bin ich für ein Schelm - 2 Wochen (28. Mai – 19. Juni) - BAP – Zwesche Salzjebäck un Bier - 8 Wochen (20. Juni – 5. August) - Herbert Grönemeyer – 4630 Bochum - 20 Wochen (6. August – 23. Dezember, insgesamt 45 Wochen) - Roger Whittaker – Ein Glück, daß es dich gibt - 4 Wochen (24. Dezember 1984 – 20. Januar 1985) | - Roger Whittaker – Ein Glück, daß es dich gibt - 4 Wochen (24. Dezember 1984 – 20. Januar 1985) - Herbert Grönemeyer – 4630 Bochum - 25 Wochen (21. Januar – 14. Juli, insgesamt 45 Wochen) - Nena – Feuer und Flamme - 9 Wochen (15. Juli – 15. September) - Peter Maffay – Sonne in der Nacht - 14 Wochen (16. September – 22. Dezember) - Roger Whittaker – Du gehörst zu mir - 4 Wochen (23. Dezember 1985 – 19. Januar 1986) |
| 1986 | 1987 |
| - Roger Whittaker – Du gehörst zu mir - 4 Wochen (23. Dezember 1985 – 19. Januar 1986) - Falco – Falco 3 - 4 Wochen (20. Januar – 16. Februar) - BAP – Ahl Männer, aalglatt - 7 Wochen (17. Februar – 6. April) - Herbert Grönemeyer – Sprünge - 25 Wochen (7. April – 28. September) - Nicki – Ganz oder gar net - 1 Woche (29. September – 5. Oktober) - Die Flippers – Nur wer die Sehnsucht kennt - 4 Wochen (6. Oktober – 2. November) - Falco – Emotional - 3 Wochen (3. November – 23. November) - Peter Maffay – Tabaluga und das leuchtende Schweigen - 9 Wochen (24. November 1986 – 25. Januar 1987) | - Peter Maffay – Tabaluga und das leuchtende Schweigen - 9 Wochen (24. November 1986 – 25. Januar 1987) - Drafi Deutscher – Gemischte Gefühle - 1 Woche (26. Januar – 1. Februar) - Erste Allgemeine Verunsicherung – Geld oder Leben! - 4 Wochen (2. Februar – 1. März) - Stephan Remmler – Stephan Remmler - 2 Wochen (2. März – 15. März) - Die Flippers – Träume – Liebe – Sehnsucht - 5 Wochen (16. März – 19. April) - Juliane Werding – Jenseits der Nacht - 3 Wochen (20. April – 10. Mai) - Wolfgang Niedecken & Complizen – Schlagzeiten - 5 Wochen (11. Mai – 14. Juni) - Jürgen von der Lippe – Guten Morgen, liebe Sorgen - 8 Wochen (15. Juni – 9. August) - Nicki – Kleine Wunder - 6 Wochen (10. August – 20. September) - Klaus Lage Band – Amtlich! - 1 Woche (21. September – 27. September) - Howard Carpendale – Carpendale - 9 Wochen (18. September – 29. November) - Erste Allgemeine Verunsicherung – Liebe, Tod & Teufel - 11 Wochen (30. November 1987 – 14. Februar 1988) |
| 1988 | 1989 |
| - Erste Allgemeine Verunsicherung – Liebe, Tod & Teufel - 11 Wochen (30. November 1987 – 14. Februar 1988) - Peter Maffay – Lange Schatten - 9 Wochen (15. Februar – 17. April) - Herbert Grönemeyer – Ö - 21 Wochen (18. April – 11. September) - BAP – Da Capo - 10 Wochen (12. September – 20. November) - Die Ärzte – Nach uns die Sintflut - 5 Wochen (21. November – 25. Dezember, insgesamt 11 Wochen) - Roger Whittaker – Du bist nicht allein - 3 Wochen (26. Dezember 1988 – 15. Januar 1989) | - Roger Whittaker – Du bist nicht allein - 3 Wochen (26. Dezember 1988 – 15. Januar 1989) - Die Ärzte – Nach uns die Sintflut - 4 Wochen (16. Januar – 12. Februar, insgesamt 11 Wochen) - Original Naabtal Duo – Patrona Bavariae - 1 Woche (13. Februar – 19. Februar) - Die Ärzte – Nach uns die Sintflut - 2 Wochen (20. Februar – 5. März, insgesamt 11 Wochen) - Die Ärzte – Die Ärzte früher! - 5 Wochen (6. März – 9. April) - Die Flippers – Liebe ist … - 9 Wochen (10. April – 11. Juni) - Original Naabtal Duo – Ein bißchen Glück - 13 Wochen (12. Juni – 10. September) - Westernhagen – Halleluja - 7 Wochen (11. September – 29. Oktober, insgesamt 21 Wochen) - Peter Maffay – Kein Weg zu weit - 10 Wochen (30. Oktober 1989 – 7. Januar 1990) |

| 1990 | 1991 |
| --- | --- |
| - Peter Maffay – Kein Weg zu weit - 10 Wochen (30. Oktober 1989 – 7. Januar 1990) - Original Naabtal Duo & Stefan Mross – Frohe Weihnacht - 1 Woche (8. Januar – 14. Januar) - Westernhagen – Halleluja - 13 Wochen (15. Januar – 15. April, insgesamt 21 Wochen) - Stefan Waggershausen – Tief im Süden meines Herzens - 1 Woche (16. April – 22. April, insgesamt 2 Wochen) - Westernhagen – Halleluja - 1 Woche (23. April – 29. April, insgesamt 21 Wochen) - Stefan Waggershausen – Tief im Süden meines Herzens - 1 Woche (30. April – 6. Mai, insgesamt 2 Wochen) - Wildecker Herzbuben – Herzilein - 5 Wochen (7. Mai – 10. Juni) - Die Toten Hosen – Auf dem Kreuzzug ins Glück - 5 Wochen (11. Juni – 15. Juli) - Matthias Reim – Reim - 11 Wochen (16. Juli – 30. September) - Herbert Grönemeyer – Luxus - 7 Wochen (1. Oktober – 18. November) - Westernhagen – Live - 1 Woche (19. November – 25. November, insgesamt 12 Wochen) - BAP – X für ’e U - 2 Wochen (26. November – 9. Dezember) - Westernhagen – Live - 9 Wochen (10. Dezember 1990 – 10. Februar 1991, insgesamt 12 Wochen) | - Westernhagen – Live - 9 Wochen (10. Dezember 1990 – 10. Februar 1991, insgesamt 12 Wochen) - Soundtrack – Werner – Beinhart! - 3 Wochen (11. Februar – 3. März) - Westernhagen – Live - 2 Wochen (4. März – 17. März, insgesamt 12 Wochen) - Heinz Rudolf Kunze – Brille - 5 Wochen (18. März – 21. April) - Udo Lindenberg – Ich will dich haben - 1 Woche (22. April – 28. April) - Die Flippers – Liebe ist … 2 – Melodie d’amour - 9 Wochen (29. April – 30. Juni) - Kraftwerk – The Mix - 8 Wochen (1. Juli – 25. August) - Achim Reichel – Melancholie und Sturmflut - 2 Wochen (26. August – 8. September) - BAP – … affrocke!! - 4 Wochen (9. September – 6. Oktober) - Peter Maffay – 38317 - 2 Wochen (7. Oktober – 20. Oktober) - Matthias Reim – Reim 2 - 4 Wochen (21. Oktober – 17. November) - Roy Black – Rosenzeit - 10 Wochen (18. November 1991 – 26. Januar 1992) |
| 1992 | 1993 |
| - Roy Black – Rosenzeit - 10 Wochen (18. November 1991 – 26. Januar 1992) - Erste Allgemeine Verunsicherung – Watumba! - 1 Woche (27. Januar – 2. Februar) - Münchener Freiheit – Liebe auf den ersten Blick - 8 Wochen (3. Februar – 29. März) - Westernhagen – Jaja - 19 Wochen (30. März – 9. August) - Die Prinzen – Das Leben ist grausam - 6 Wochen (10. August – 20. September) - Pur – Live - 2 Wochen (21. September – 4. Oktober) - Böhse Onkelz – Heilige Lieder - 2 Wochen (5. Oktober – 18. Oktober) - Die Fantastischen Vier – 4 gewinnt - 1 Woche (19. Oktober – 25. Oktober, insgesamt 24 Wochen) - Die Prinzen – Küssen verboten - 3 Wochen (26. Oktober – 15. November) - Die Fantastischen Vier – 4 gewinnt - 23 Wochen (16. November 1992 – 25. April 1993, insgesamt 24 Wochen) | - Die Fantastischen Vier – 4 gewinnt - 23 Wochen (16. November 1992 – 25. April 1993, insgesamt 24 Wochen) - Badesalz – Diwodaso - 4 Wochen (26. April – 23. Mai) - Die Toten Hosen – Kauf mich! - 2 Wochen (24. Mai – 6. Juni, insgesamt 4 Wochen) - Herbert Grönemeyer – Chaos - 9 Wochen (7. Juni – 8. August, insgesamt 11 Wochen) - Die Toten Hosen – Kauf mich! - 1 Woche (9. August – 15. August, insgesamt 4 Wochen) - Herbert Grönemeyer – Chaos - 2 Wochen (16. August – 29. August, insgesamt 11 Wochen) - Pur – Seiltänzertraum - 4 Wochen (30. August – 26. September, insgesamt 15 Wochen) - BAP – Pik Sibbe - 2 Wochen (27. September – 10. Oktober) - Pur – Seiltänzertraum - 3 Wochen (11. Oktober – 31. Oktober, insgesamt 15 Wochen) - Die Ärzte – Die Bestie in Menschengestalt - 3 Wochen (1. November – 21. November, insgesamt 11 Wochen) - Die Prinzen – Alles nur geklaut - 10 Wochen (22. November 1993 – 30. Januar 1994, insgesamt 13 Wochen) |
| 1994 | 1995 |
| - Die Prinzen – Alles nur geklaut - 10 Wochen (22. November 1993 – 30. Januar 1994, insgesamt 12 Wochen) - Die Ärzte – Die Bestie in Menschengestalt - 8 Wochen (31. Januar – 27. März, insgesamt 11 Wochen) - Heinz Rudolf Kunze – Kunze: Macht Musik - 1 Woche (28. März – 3. April) - Die Prinzen – Alles nur geklaut - 3 Wochen (4. April – 24. April, insgesamt 13 Wochen) - Pur – Seiltänzertraum - 3 Wochen (25. April – 15. Mai, insgesamt 15 Wochen) - Howard Carpendale – Ich bin da! - 3 Wochen (16. Mai – 5. Juni) - Jule Neigel Band – Herzlich Willkommen - 1 Woche (6. Juni – 12. Juni) - Kastelruther Spatzen – Atlantis der Berge - 2 Wochen (13. Juni – 26. Juni) - Die Flippers – Unsere Lieder - 6 Wochen (27. Juni – 7. August) - Pur – Seiltänzertraum - 5 Wochen (8. August – 11. September, insgesamt 15 Wochen) - Westernhagen – Affentheater - 33 Wochen (12. September 1994 – 30. April 1995) | - Westernhagen – Affentheater - 33 Wochen (12. September 1994 – 30. April 1995) - Die Doofen – Lieder, die die Welt nicht braucht - 13 Wochen (1. Mai – 30. Juli) - Die Schlümpfe – Tekkno ist Cool – Vol. 1 - 5 Wochen (31. Juli – 3. September) - Pur – Abenteuerland - 12 Wochen (4. September – 26. November, insgesamt 22 Wochen) - Herbert Grönemeyer – Grönemeyer – Live - 1 Woche (27. November – 3. Dezember) - Pur – Abenteuerland - 10 Wochen (4. Dezember 1995 – 11. Februar 1996, insgesamt 22 Wochen) |
| 1996 | 1997 |
| - Pur – Abenteuerland - 10 Wochen (4. Dezember 1995 – 11. Februar 1996, insgesamt 22 Wochen) - Die Toten Hosen – Opium fürs Volk - 5 Wochen (12. Februar – 17. März) - Peter Maffay – Sechsundneunzig - 7 Wochen (18. März – 5. Mai) - Die Doofen – Melodien für Melonen - 1 Woche (6. Mai – 12. Mai) - Tic Tac Toe – Tic Tac Toe - 2 Wochen (13. Mai – 26. Mai, insgesamt 18 Wochen) - Die Flippers – Liebe ist … mein erster Gedanke - 2 Wochen (27. Mai – 9. Juni) - Die Ärzte – Le Frisur - 6 Wochen (10. Juni – 21. Juli) - Die Schlümpfe – Alles Banane! – Vol. 3 - 6 Wochen (22. Juli – 1. September) - Pur – Live – Die Zweite - 6 Wochen (2. September – 13. Oktober) - Wolfgang Petry – Alles - 4 Wochen (14. Oktober – 10. November) - Die Toten Hosen – Im Auftrag des Herrn - 4 Wochen (11. November – 8. Dezember) - Die Schlümpfe – Voll der Winter – Vol. 4 - 5 Wochen (9. Dezember 1996 – 12. Januar 1997) | - Die Schlümpfe – Voll der Winter Vol. 4 - 5 Wochen (9. Dezember 1996 – 12. Januar 1997) - Tic Tac Toe – Tic Tac Toe - 16 Wochen (13. Januar – 4. Mai, insgesamt 18 Wochen) - Tic Tac Toe – Klappe die 2te - 18 Wochen (5. Mai – 7. September) - Rammstein – Sehnsucht - 5 Wochen (8. September – 12. Oktober) - Wolfgang Petry – Nie genug - 6 Wochen (13. Oktober – 23. November, insgesamt 8 Wochen) - Badesalz – Wie Mutter und Tochter - 2 Wochen (24. November – 7. Dezember) - Die Schlümpfe – Irre Galaktisch – Vol. 6 - 5 Wochen (8. Dezember 1997 – 11. Januar 1998) |
| 1998 | 1999 |
| - Die Schlümpfe – Irre Galaktisch – Vol. 6 - 5 Wochen (8. Dezember 1997 – 11. Januar 1998) - Wolfgang Petry – Nie genug - 2 Wochen (12. Januar – 25. Januar, insgesamt 8 Wochen) - Comedian Harmonists – Comedian Harmonists (O.S.T.) - 1 Woche (26. Januar – 1. Februar) - Pur – Mächtig viel Theater - 8 Wochen (2. Februar – 29. März) - Falco – Out of the Dark (Into the Light) - 1 Woche (30. März – 5. April, insgesamt 4 Wochen) - Peter Maffay – Begegnungen - 1 Woche (6. April – 12. April) - Falco – Out of the Dark (Into the Light) - 3 Wochen (13. April – 3. Mai, insgesamt 4 Wochen) - Herbert Grönemeyer – Bleibt alles anders - 5 Wochen (4. Mai – 7. Juni) - Die Ärzte – 13 - 11 Wochen (8. Juni – 23. August) - Dieter Thomas Kuhn & Band – Wer Liebe sucht - 1 Woche (24. August – 30. August) - Westernhagen – Radio Maria - 3 Wochen (31. August – 20. September, insgesamt 11 Wochen) - Böhse Onkelz – Viva los Tioz - 1 Woche (21. September – 27. September) - Westernhagen – Radio Maria - 3 Wochen (28. September – 18. Oktober, insgesamt 11 Wochen) - Wolfgang Petry – Einfach geil - 4 Wochen (19. Oktober – 15. November) - Westernhagen – Radio Maria - 1 Woche (16. November – 22. November, insgesamt 11 Wochen) - Die Roten Rosen – Wir warten auf’s Christkind - 4 Wochen (23. November – 20. Dezember) - Westernhagen – Radio Maria - 3 Wochen (21. Dezember 1998 – 10. Januar 1999, insgesamt 11 Wochen) | - Westernhagen – Radio Maria - 3 Wochen (21. Dezember 1998 – 10. Januar 1999, insgesamt 11 Wochen) - Xavier Naidoo – Nicht von dieser Welt - 1 Woche (11. Januar – 17. Januar, insgesamt 14 Wochen) - Westernhagen – Radio Maria - 1 Woche (18. Januar – 24. Januar, insgesamt 11 Wochen) - Xavier Naidoo – Nicht von dieser Welt - 2 Wochen (25. Januar – 7. Februar, insgesamt 14 Wochen) - BAP – Comics & Pin-Ups - 1 Woche (8. Februar – 14. Februar) - Xavier Naidoo – Nicht von dieser Welt - 2 Wochen (15. Februar – 28. Februar, insgesamt 14 Wochen) - Wolfsheim – Spectators - 1 Woche (1. März – 7. März) - Falco – The Final Curtain – The Ultimate Best Of - 5 Wochen (8. März – 11. April) - Xavier Naidoo – Nicht von dieser Welt - 4 Wochen (12. April – 9. Mai, insgesamt 14 Wochen) - Die Fantastischen Vier – 4:99 - 6 Wochen (10. Mai – 20. Juni, insgesamt 9 Wochen) - Xavier Naidoo – Nicht von dieser Welt - 5 Wochen (21. Juni – 25. Juli, insgesamt 14 Wochen) - Die Fantastischen Vier – 4:99 - 2 Wochen (26. Juli – 8. August, insgesamt 9 Wochen) - Tocotronic – K.O.O.K. - 1 Woche (9. August – 15. August) - Die Fantastischen Vier – 4:99 - 1 Woche (16. August – 22. August, insgesamt 9 Wochen) - Wolfgang Petry – Alles Live - 3 Wochen (23. August – 12. September) - Rammstein – Live aus Berlin - 2 Wochen (13. September – 26. September) - Echt – Freischwimmer - 3 Wochen (27. September – 17. Oktober, insgesamt 5 Wochen) - Sabrina Setlur – Aus der Sicht und mit den Worten von … - 1 Woche (18. Oktober – 24. Oktober) - Echt – Freischwimmer - 1 Woche (25. Oktober – 31. Oktober, insgesamt 5 Wochen) - Die Flippers – Maskenball - 1 Woche (1. November – 7. November) - Echt – Freischwimmer - 1 Woche (8. November – 14. November, insgesamt 5 Wochen) - Xavier Naidoo – Live - 3 Wochen (15. November – 5. Dezember) - Die Ärzte – Wir wollen nur deine Seele - 2 Wochen (6. Dezember – 19. Dezember) - Die Toten Hosen – Unsterblich - 9 Wochen (20. Dezember 1999 – 20. Februar 2000, insgesamt 10 Wochen) |

| 2000 | 2001 |
| --- | --- |
| - Die Toten Hosen – Unsterblich - 9 Wochen (20. Dezember 1999 – 20. Februar 2000, insgesamt 10 Wochen) - Mundstuhl – Deluxe - 5 Wochen (21. Februar – 26. März) - Stefan Raab – TV Total – Das Album - 1 Woche (27. März – 2. April) - Böhse Onkelz – Ein böses Märchen … aus tausend finsteren Nächten - 1 Woche (3. April – 9. April, insgesamt 4 Wochen) - Peter Maffay – X - 1 Woche (10. April – 16. April) - Böhse Onkelz – Ein böses Märchen … aus tausend finsteren Nächte - 2 Wochen (17. April – 30. April, insgesamt 4 Wochen) - Die Schlümpfe – Total abgespaced! – Vol. 11 - 1 Woche (1. Mai – 7. Mai) - Böhse Onkelz – Ein böses Märchen … aus tausend finsteren Nächte - 1 Woche (8. Mai – 14. Mai, insgesamt 4 Wochen) - Anton feat. DJ Ötzi – Das Album - 1 Woche (15. Mai – 21. Mai) - Michael Mittermeier – Back to Life - 5 Wochen (22. Mai – 25. Juni) - Absolute Beginner – Bambule - 1 Woche (26. Juni – 2. Juli) - Wolfgang Petry – Konkret - 6 Wochen (3. Juli – 14. August) - Zlatko – Ich bleibe wer ich bin - 1 Woche (14. August – 20. August) - Ayman – Hochexplosiv - 4 Wochen (21. August – 17. September) - Rosenstolz – Kassengift - 1 Woche (18. September – 24. September) - Pur – Mittendrin - 6 Wochen (25. September – 5. November) - Die Ärzte – Runter mit den Spendierhosen, Unsichtbarer! - 5 Wochen (6. November – 10. Dezember) - Westernhagen – So weit … – Best Of - 9 Wochen (11. Dezember 2000 – 11. Februar 2001) | - Westernhagen – So weit … – Best Of - 9 Wochen (11. Dezember 2000 – 11. Februar 2001) - Christian – Nominator - 1 Woche (12. Februar – 18. Februar) - Howard Carpendale – Alles OK - 1 Woche (19. Februar – 25. Februar) - DJ Tomekk – Return of Hip Hop - 1 Woche (26. Februar – 4. März) - Peter Maffay – Heute vor dreißig Jahren - 6 Wochen (5. März – 15. April) - Rammstein – Mutter - 10 Wochen (16. April – 24. Juni) - BAP – Aff un zo - 7 Wochen (25. Juni – 12. August) - Schiller – Weltreise - 4 Wochen (13. August – 9. September) - Pur – Hits PUR – 20 Jahre eine Band - 5 Wochen (10. September – 14. Oktober, insgesamt 10 Wochen) - Wolfgang Petry – Achterbahn - 3 Wochen (15. Oktober – 4. November) - Farin Urlaub – Endlich Urlaub! - 4 Wochen (5. November – 2. Dezember, insgesamt 5 Wochen) - Element of Crime – Romantik - 1 Woche (3. Dezember – 9. Dezember, insgesamt 2 Wochen) - Die Schlümpfe – Die Fette 13! - 1 Woche (10. Dezember – 16. Dezember) - Pur – Hits PUR – 20 Jahre eine Band - 5 Wochen (17. Dezember 2001 – 20. Januar 2002, insgesamt 10 Wochen) |
| 2002 | 2003 |
| - Pur – Hits PUR – 20 Jahre eine Band - 5 Wochen (17. Dezember 2001 – 20. Januar 2002, insgesamt 10 Wochen) - Element of Crime – Romantik - 1 Woche (21. Januar – 27. Januar, insgesamt 2 Wochen) - Farin Urlaub – Endlich Urlaub! - 1 Woche (28. Januar – 3. Februar, insgesamt 5 Wochen) - Die Toten Hosen – Auswärtsspiel - 5 Wochen (4. Februar – 10. März) - Jailbabes – Hinter Gittern (O.S.T.) - 4 Wochen (11. März – 7. April) - Xavier Naidoo – Zwischenspiel – Alles für den Herrn - 3 Wochen (8. April – 28. April, insgesamt 15 Wochen) - Böhse Onkelz – Dopamin - 5 Wochen (29. April – 2. Juni) - Xavier Naidoo – Zwischenspiel – Alles für den Herrn - 11 Wochen (3. Juni – 18. August, insgesamt 15 Wochen) - Massive Töne – MT3 - 2 Wochen (19. August – 1. September) - Xavier Naidoo – Zwischenspiel – Alles für den Herrn - 1 Woche (2. September – 8. September, insgesamt 15 Wochen) - Ben – Hörproben - 1 Woche (9. September – 15. September) - Herbert Grönemeyer – Mensch - 9 Wochen (16. September – 17. November, insgesamt 19 Wochen) - Westernhagen – In den Wahnsinn - 1 Woche (18. November – 24. November) - Herbert Grönemeyer – Mensch - 10 Wochen (25. November 2002 – 2. Februar 2003, insgesamt 19 Wochen) | - Herbert Grönemeyer – Mensch - 10 Wochen (25. November 2002 – 2. Februar 2003, insgesamt 19 Wochen) - Nena – 20 Jahre – Nena feat. Nena - 10 Wochen (3. Februar – 13. April, insgesamt 18 Wochen) - ASD (Afrob & Samy Deluxe) – Wer hätte das gedacht? - 1 Woche (14. April – 20. April) - Wolfsheim – Casting Shadows - 5 Wochen (21. April – 25. Mai) - Nena – 20 Jahre – Nena feat. Nena - 1 Woche (26. Mai – 1. Juni, insgesamt 18 Wochen) - Andrea Berg – Machtlos - 1 Woche (2. Juni – 8. Juni) - Yvonne Catterfeld – Meine Welt - 3 Wochen (9. Juni – 29. Juni) - Nena – 20 Jahre – Nena feat. Nena - 7 Wochen (30. Juni – 17. August, insgesamt 18 Wochen) - Kraftwerk – Tour de France Soundtracks - 1 Woche (18. August – 24. August) - Wir sind Helden – Die Reklamation - 1 Woche (25. August – 31. August, insgesamt 4 Wochen) - Reim – Reim - 2 Wochen (1. September – 14. September) - Beginner – Blast Action Heroes - 1 Woche (15. September – 21. September) - Pur – Was ist passiert? - 3 Wochen (22. September – 12. Oktober, insgesamt 5 Wochen) - Die Ärzte – Geräusch - 3 Wochen (13. Oktober – 2. November, insgesamt 4 Wochen) - Pur – Was ist passiert? - 3 Wochen (3. November – 15. November, insgesamt 5 Wochen) - Die Ärzte – Geräusch - 1 Woche (17. November – 23. November, insgesamt 4 Wochen) - Herbert Grönemeyer – Mensch – Live - 1 Woche (24. November – 30. November, insgesamt 6 Wochen) - Overground – It’s Done! - 1 Woche (1. Dezember – 7. Dezember, insgesamt 2 Wochen) - Herbert Grönemeyer – Mensch – Live - 1 Woche (8. Dezember – 14. Dezember, insgesamt 6 Wochen) - Overground – It’s Done! - 1 Woche (15. Dezember – 21. Dezember, insgesamt 2 Wochen) - Herbert Grönemeyer – Mensch – Live - 4 Wochen (22. Dezember 2004 – 18. Januar 2005, insgesamt 6 Wochen) |
| 2004 | 2005 |
| - Herbert Grönemeyer – Mensch – Live - 4 Wochen (22. Dezember 2004 – 18. Januar 2005, insgesamt 6 Wochen) - Peter Maffay – Tabaluga und das verschenkte Glück - 1 Woche (19. Januar – 25. Januar) - Die Lollipops – Wir feiern! - 1 Woche (26. Januar – 1. Februar) - Laith Al-Deen – Für alle - 3 Wochen (2. Februar – 22. Februar) - Wir sind Helden – Die Reklamation - 1 Woche (23. Februar – 29. Februar, insgesamt 4 Wochen) - Oomph! – Wahrheit oder Pflicht - 2 Wochen (1. März – 14. März) - Yvonne Catterfeld – Farben meiner Welt - 1 Woche (15. März – 21. März) - Wir sind Helden – Die Reklamation - 2 Wochen (22. März – 4. April, insgesamt 4 Wochen) - Rosenstolz – Herz - 1 Woche (5. April – 11. April, insgesamt 6 Wochen) - Sportfreunde Stiller – Burli - 1 Woche (12. April – 18. April) - Rosenstolz – Herz - 3 Wochen (19. April – 9. Mai, insgesamt 6 Wochen) - Sido – Maske - 1 Woche (10. Mai – 16. Mai) - Reinhard Mey – Nanga Parbat - 1 Woche (17. Mai – 23. Mai) - Rosenstolz – Herz - 2 Wochen (24. April – 6. Juni, insgesamt 6 Wochen) - Michael Mittermeier – Paranoid - 3 Wochen (7. Juni – 27. Juni) - Söhne Mannheims – Noiz - 3 Wochen (28. Juni – 18. Juli, insgesamt 7 Wochen) - Andrea Berg – Du - 3 Wochen (19. Juli – 8. August) - Böhse Onkelz – Adios - 4 Wochen (9. August – 5. September) - Die Ärzte – Die Band, die sie Pferd nannten - 1 Woche (6. September – 12. September) - 2raumwohnung – Es wird Morgen - 2 Wochen (13. September – 26. September) - Max Herre – Max Herre - 1 Woche (27. September – 3. Oktober) - Juli – Es ist Juli - 1 Woche (4. Oktober – 10. Oktober, insgesamt 8 Wochen) - Rammstein – Reise, Reise - 2 Wochen (11. Oktober – 24. Oktober) - Die Toten Hosen – Zurück zum Glück - 2 Wochen (25. Oktober – 7. November) - Silbermond – Verschwende deine Zeit - 1 Woche (8. November – 14. November) - Pur – Klassisch – Live auf Schalke 2004 - 1 Woche (15. November – 21. November) - Juli – Es ist Juli - 7 Wochen (22. November 2004 – 9. Januar 2005, insgesamt 8 Wochen) | - Juli – Es ist Juli - 7 Wochen (22. November 2004 – 9. Januar 2005, insgesamt 8 Wochen) - Söhne Mannheims – Noiz - 2 Wochen (10. Januar – 23. Januar, insgesamt 7 Wochen) - Max Mutzke – Max Mutzke - 1 Woche (24. Januar – 30. Januar) - Söhne Mannheims – Noiz - 2 Wochen (31. Januar – 13. Februar, insgesamt 7 Wochen) - Peter Maffay – Laut & leise - 3 Wochen (14. Februar – 6. März) - Westernhagen – Nahaufnahme - 2 Wochen (7. März – 20. März) - Schnappi – Schnappi und seine Freunde - 1 Woche (21. März – 27. März) - Yvonne Catterfeld – Unterwegs - 1 Woche (28. März – 3. April) - Nena – Willst du mit mir gehn - 1 Woche (4. April – 10. April, insgesamt 4 Wochen) - Farin Urlaub – Am Ende der Sonne - 1 Woche (11. April – 17. April) - Wir sind Helden – Von hier an blind - 1 Woche (18. April – 24. April, insgesamt 10 Wochen) - Böhse Onkelz – Live in Hamburg - 1 Woche (25. April – 1. Mai) - Wir sind Helden – Von hier an blind - 6 Wochen (2. Mai – 12. Juni, insgesamt 10 Wochen) - In Extremo – Mein rasend Herz - 1 Woche (13. Juni – 19. Juni) - Wir sind Helden – Von hier an blind - 1 Woche (20. Juni – 26. Juni, insgesamt 10 Wochen) - Nena – Willst du mit mir gehn - 1 Woche (27. Juni – 3. Juli, insgesamt 4 Wochen) - Böhse Onkelz – La Ultima – Live in Berlin - 1 Woche (4. Juli – 10. Juli) - Nena – Willst du mit mir gehn - 1 Woche (11. Juli – 17. Juli, insgesamt 4 Wochen) - Wir sind Helden – Von hier an blind - 1 Woche (18. Juli – 24. Juli, insgesamt 10 Wochen) - Nena – Willst du mit mir gehn - 1 Woche (25. Juli – 31. Juli, insgesamt 4 Wochen) - Wir sind Helden – Von hier an blind - 1 Woche (1. August – 7. August, insgesamt 10 Wochen) - Söhne Mannheims – Power of the Sound - 4 Wochen (8. August – 4. September) - Christina Stürmer – Schwarz Weiß - 2 Wochen (5. September – 18. September) - Laith Al-Deen – Die Frage wie - 2 Wochen (19. September – 2. Oktober) - Tokio Hotel – Schrei - 4 Wochen (3. Oktober – 30. Oktober) - Seeed – Next! - 1 Woche (31. Oktober – 3. November) - Annett Louisan – Unausgesprochen - 1 Woche (4. November – 10. November) - Rammstein – Rosenrot - 3 Wochen (11. November – 1. Dezember) - Die Toten Hosen – Nur zu Besuch: Unplugged im Wiener Burgtheater - 1 Woche (2. Dezember – 8. Dezember) - Xavier Naidoo – Telegramm für X - 10 Wochen (9. Dezember 2005 – 16. Februar 2006, insgesamt 14 Wochen) |
| 2006 | 2007 |
| - Xavier Naidoo – Telegramm für X - 10 Wochen (9. Dezember 2005 – 16. Februar 2006, insgesamt 14 Wochen) - Farin Urlaub Racing Team – Livealbum of Death - 1 Woche (17. Februar – 23. Februar) - Xavier Naidoo – Telegramm für X - 1 Woche (24. Februar – 2. März, insgesamt 14 Wochen) - Verschiedene Interpreten – Nemesis - 1 Woche (1. März – 9. März) - Xavier Naidoo – Telegramm für X - 1 Woche (10. März – 16. März, insgesamt 14 Wochen) - Rosenstolz – Das große Leben - 5 Wochen (17. März – 20. April, insgesamt 10 Wochen) - Andrea Berg – Splitternackt - 1 Woche (21. April – 27. April) - Tokio Hotel – Schrei - 1 Woche (28. April – 4. Mai, insgesamt 5 Wochen) - Silbermond – Laut gedacht - 3 Wochen (5. Mai – 25. Mai, insgesamt 4 Wochen) - Bela B – Bingo - 1 Woche (26. Mai – 1. Juni) - Sportfreunde Stiller – You Have to Win Zweikampf - 1 Woche (2. Juni – 8. Juni, insgesamt 4 Wochen) - Rosenstolz – Das große Leben - 1 Woche (9. Juni – 15. Juni, insgesamt 10 Wochen) - Sportfreunde Stiller – You Have to Win Zweikampf - 3 Wochen (16. Juni – 6. Juli, insgesamt 4 Wochen) - LaFee – LaFee - 3 Wochen (7. Juli – 27. Juli) - Semino Rossi – Ich denk an dich - 3 Wochen (28. Juli – 17. August, insgesamt 5 Wochen) - Jan Delay – Mercedes-Dance - 2 Wochen (18. August – 31. August) - Semino Rossi – Ich denk an Dich - 2 Wochen (1. September – 14. September, insgesamt 5 Wochen) - Pur – Es ist wie es ist - 1 Woche (15. September – 21. September) - Rosenstolz – Das große Leben - 1 Woche (22. September – 28. September, insgesamt 10 Wochen) - Christina Stürmer – Lebe lauter - 3 Wochen (29. September – 19. Oktober) - Die Ärzte – Bäst of - 1 Woche (20. Oktober – 26. Oktober, insgesamt 2 Wochen) - Juli – Ein neuer Tag - 2 Wochen (27. Oktober – 9. November) - Die Ärzte – Bäst of - 1 Woche (10. November – 16. November, insgesamt 2 Wochen) - Seeed – Live - 1 Woche (17. November – 23. November) - Silbermond – Laut gedacht - 1 Woche (24. November – 30. November, insgesamt 4 Wochen) - Rammstein – Völkerball - 4 Wochen (1. Dezember – 28. Dezember, insgesamt 5 Wochen) - Xavier Naidoo – Telegramm für X - 2 Wochen (29. Dezember 2006 – 11. Januar 2007, insgesamt 14 Wochen) | - Xavier Naidoo – Telegramm für X - 2 Wochen (29. Dezember 2006 – 11. Januar 2007, insgesamt 14 Wochen) - Rammstein – Völkerball - 1 Woche (12. Januar – 18. Januar, insgesamt 5 Wochen) - Rosenstolz – Das große Leben - 2 Wochen (19. Januar – 1. Februar, insgesamt 10 Wochen) - Stefan Gwildis – Heut ist der Tag - 1 Woche (2. Februar – 8. Februar) - Rosenstolz – Das große Leben - 1 Woche (9. Februar – 15. Februar, insgesamt 10 Wochen) - Falco – Hoch wie nie - 2 Wochen (16. Februar – 1. März) - Böhse Onkelz – Vaya con Tioz - 1 Woche (2. März – 8. März) - Tokio Hotel – Zimmer 483 - 1 Woche (9. März – 15. März, insgesamt 2 Wochen) - Herbert Grönemeyer – 12 - 5 Wochen (16. März – 19. April, insgesamt 7 Wochen) - Die Fantastischen Vier – Fornika - 4 Wochen (20. April – 17. April) - Reinhard Mey – Bunter Hund - 1 Woche (18. Mai – 24. Mai) - Herbert Grönemeyer – 12 - 2 Wochen (25. Mai – 7. Juni, insgesamt 7 Wochen) - Wir sind Helden – Soundso - 1 Woche (8. Juni – 14. Juni) - Tokio Hotel – Zimmer 483 - 1 Woche (15. Juni – 21. Juni, insgesamt 2 Wochen) - Laith Al-Deen – Die Liebe zum Detail - 3 Wochen (22. Juni – 12. Juli) - Ich + Ich – Vom selben Stern - 1 Woche (13. Juli – 19. Juli, insgesamt 17 Wochen) - LaFee – Jetzt erst recht - 4 Wochen (20. Juli – 16. August, insgesamt 5 Wochen) - Sportfreunde Stiller – La Bum - 2 Wochen (17. August – 30. August) - LaFee – Jetzt erst recht - 1 Woche (31. August – 6. September, insgesamt 5 Wochen) - Die Amigos – Der helle Wahnsinn - 1 Woche (7. September – 13. September) - Bushido – 7 - 2 Wochen (14. September – 27. September) - Semino Rossi – Einmal ja – Immer ja - 1 Woche (28. September – 4. Oktober) - Annett Louisan – Das optimale Leben - 1 Woche (5. Oktober – 11. Oktober) - Kastelruther Spatzen – Dolomitenfeuer - 1 Woche (12. Oktober – 18. Oktober) - Mario Barth – Männer sind primitiv, aber glücklich! - 4 Wochen (19. Oktober – 15. November) - Die Ärzte – Jazz ist anders - 8 Wochen (16. November 2007 – 10. Januar 2008, insgesamt 10 Wochen) |
| 2008 | 2009 |
| - Die Ärzte – Jazz ist anders - 8 Wochen (16. November 2007 – 10. Januar 2008, insgesamt 10 Wochen) - Ich + Ich – Vom selben Stern - 1 Woche (11. Januar – 17. Januar, insgesamt 17 Wochen) - Die Ärzte – Jazz ist anders - 1 Woche (18. Januar – 24. Januar, insgesamt 10 Wochen) - Ich + Ich – Vom selben Stern - 2 Wochen (25. Januar – 7. Februar, insgesamt 17 Wochen) - Dynamite Deluxe – TNT - 1 Woche (8. Februar – 14. Februar) - Ich + Ich – Vom selben Stern - 2 Wochen (15. Februar – 28. Februar, insgesamt 17 Wochen) - Wise Guys – Frei! - 1 Woche (29. Februar – 6. März) - Schiller – Sehnsucht - 3 Wochen (7. März – 27. März) - Fettes Brot – Strom und Drang - 1 Woche (28. März – 3. April) - Ich + Ich – Vom selben Stern - 1 Woche (4. April – 10. April, insgesamt 17 Wochen) - Udo Lindenberg – Stark wie Zwei - 4 Wochen (11. April – 8. Mai) - Der W – Schneller, höher, Weidner - 1 Woche (9. Mai – 15. Mai) - Ich + Ich – Vom selben Stern - 1 Woche (16. Mai – 22. Mai, insgesamt 17 Wochen) - In Extremo – Sængerkrieg - 1 Woche (23. Mai – 29. Mai) - BAP – Radio Pandora - 1 Woche (30. Mai – 5. Juni) - Ich + Ich – Vom selben Stern - 1 Woche (6. Juni – 12. Juni, insgesamt 17 Wochen) - Sido – Ich und meine Maske - 1 Woche (13. Juni – 19. Juni) - Ich + Ich – Vom selben Stern - 2 Wochen (20. Juni – 10. Juli, insgesamt 17 Wochen) - Helene Fischer – Zaubermond - 1 Woche (11. Juli – 17. Juli insgesamt 2 Wochen) - Ich + Ich – Vom selben Stern - 1 Woche (18. Juli – 24. Juli, insgesamt 17 Wochen) - Helene Fischer – Zaubermond - 1 Woche (25. Juli – 31. Juli insgesamt 2 Wochen) - Ich + Ich – Vom selben Stern - 4 Wochen (1. August – 28. August, insgesamt 17 Wochen) - Die Ärzte – Jazz ist anders - 1 Woche (29. August – 4. September, insgesamt 10 Wochen) - Die Amigos – Ein Tag im Paradies - 1 Woche (5. September – 11. September) - Peter Maffay – Ewig - 3 Wochen (12. September – 2. Oktober) - Söhne Mannheims vs. Xavier Naidoo – Wettsingen in Schwetzingen – MTV Unplugged - 1 Woche (3. Oktober – 9. Oktober) - Rosenstolz – Die Suche geht weiter - 2 Wochen (10. Oktober – 23. Oktober, insgesamt 5 Wochen) - Bushido – Heavy Metal Payback - 1 Woche (24. Oktober – 30. Oktober) - Annett Louisan – Teilzeithippie - 1 Woche (31. Oktober – 6. November) - Rosenstolz – Die Suche geht weiter - 1 Woche (7. November – 13. November, insgesamt 5 Wochen) - Farin Urlaub Racing Team – Die Wahrheit übers Lügen - 1 Woche (14. November – 20. November) - Rosenstolz – Die Suche geht weiter - 1 Woche (21. November – 27. November, insgesamt 5 Wochen) - Die Toten Hosen – In aller Stille - 1 Woche (28. November – 4. Dezember) - Herbert Grönemeyer – Was muss muss – Best Of - 7 Wochen (5. Dezember 2008 – 22. Januar 2009, insgesamt 8 Wochen) | - Herbert Grönemeyer – Was muss muss – Best Of - 7 Wochen (5. Dezember 2008 – 22. Januar 2009, insgesamt 8 Wochen) - Adoro – Adoro - 2 Wochen (23. Januar – 5. Februar) - Herbert Grönemeyer – Was muss muss – Best Of - 1 Woche (6. Februar – 12. Februar, insgesamt 8 Wochen) - Peter Fox – Stadtaffe - 7 Wochen (13. Februar – 2. April, insgesamt 13 Wochen) - Silbermond – Nichts passiert - 2 Wochen (3. April – 16. April, insgesamt 4 Wochen) - Andrea Berg – Zwischen Himmel & Erde - 1 Woche (17. April – 23. April, insgesamt 2 Wochen) - Silbermond – Nichts passiert - 1 Woche (24. April – 30. April, insgesamt 4 Wochen) - Andrea Berg – Zwischen Himmel & Erde - 1 Woche (1. Mai – 7. Mai, insgesamt 2 Wochen) - Rosenstolz – Die Suche geht weiter - 1 Woche (8. Mai – 14. Mai, insgesamt 5 Wochen) - Peter Fox – Stadtaffe - 1 Woche (15. Mai – 21. Mai, insgesamt 13 Wochen) - Silbermond – Nichts passiert - 1 Woche (22. Mai – 28. Mai, insgesamt 4 Wochen) - Peter Fox – Stadtaffe - 1 Woche (29. Mai – 4. Juni, insgesamt 13 Wochen) - Sportfreunde Stiller – MTV Unplugged in New York - 4 Wochen (5. Juni – 2. Juli, insgesamt 5 Wochen) - Peter Fox – Stadtaffe - 1 Woche (3. Juli – 9. Juli, insgesamt 13 Wochen) - Die Amigos – Sehnsucht, die wie Feuer brennt - 1 Woche (10. Juli – 16. Juli) - Peter Fox – Stadtaffe - 1 Woche (17. Juli – 23. Juli, insgesamt 13 Wochen) - Söhne Mannheims – Iz On - 1 Woche (24. Juli – 30. Juli) - Sportfreunde Stiller – MTV Unplugged in New York - 1 Woche (31. Juli – 6. August, insgesamt 5 Wochen) - Peter Fox – Stadtaffe - 1 Woche (7. August – 13. August, insgesamt 13 Wochen) - 2raumwohnung – Lasso - 1 Woche (14. August – 20. August) - Peter Fox – Stadtaffe - 1 Woche (21. August – 27. August, insgesamt 13 Wochen) - Jan Delay – Wir Kinder vom Bahnhof Soul - 2 Wochen (28. August – 10. September) - Semino Rossi – Die Liebe bleibt - 1 Woche (11. September – 17. September) - Pur – Wünsche - 1 Woche (18. September – 24. September) - Sonny Black & Frank White – Carlo Cokxxx Nutten 2 - 1 Woche (25. September – 1. Oktober) - Element of Crime – Immer da wo du bist bin ich nie - 1 Woche (2. Oktober – 8. Oktober) - Howard Carpendale – Stark - 1 Woche (9. Oktober – 15. Oktober) - Tokio Hotel – Humanoid - 1 Woche (16. Oktober – 22. Oktober) - Xavier Naidoo – Alles kann besser werden - 1 Woche (23. Oktober – 29. Oktober) - Rammstein – Liebe ist für alle da - 4 Wochen (30. Oktober – 26. November) - Ich + Ich – Gute Reise - 7 Wochen (27. November 2009 – 14. Januar 2010) |

| 2010 | 2011 |
| --- | --- |
| - Ich + Ich – Gute Reise - 7 Wochen (27. November 2009 – 14. Januar 2010) - Adoro – Für immer und dich - 3 Wochen (15. Januar – 4. Februar) - Tocotronic – Schall & Wahn - 1 Woche (5. Februar – 11. Februar) - Peter Maffay – Tattoos - 3 Wochen (12. Februar – 4. März) - Unheilig – Große Freiheit - 3 Wochen (5. März – 25. März, insgesamt 38 Wochen) - Schiller – Atemlos - 1 Woche (26. März – 1. April) - Silly – Alles rot - 1 Woche (2. April – 8. April) - Unheilig – Große Freiheit - 6 Wochen (9. April – 20. Mai, insgesamt 38 Wochen) - Reinhard Mey – Mairegen - 1 Woche (21. Mai – 27. Mai) - Die Fantastischen Vier – Für dich immer noch Fanta Sie - 1 Woche (28. Mai – 3. Juni) - Sido – MTV Unplugged Live aus’m MV - 1 Woche (4. Juni – 10. Juni) - Unheilig – Große Freiheit - 1 Woche (11. Juni – 17. Juni, insgesamt 38 Wochen) - Helene Fischer – Best of Helene Fischer - 1 Woche (18. Juni – 24. Juni) - Unheilig – Große Freiheit - 11 Wochen (25. Juni – 9. September, insgesamt 38 Wochen) - Wir sind Helden – Bring mich nach Hause - 1 Woche (10. September – 16. September) - Unheilig – Große Freiheit - 6 Wochen (17. September – 28. Oktober, insgesamt 38 Wochen) - Frei.Wild – Gegengift - 1 Woche (29. Oktober – 4. November) - Andrea Berg – Schwerelos - 3 Wochen (5. November – 25. November, insgesamt 6 Wochen) - Unheilig – Große Freiheit - 11 Wochen (26. November 2010 – 10. Februar 2011, insgesamt 38 Wochen) | - Unheilig – Große Freiheit - 11 Wochen (26. November 2010 – 10. Februar 2011, insgesamt 38 Wochen) - Andrea Berg – Schwerelos - 3 Wochen (11. Februar – 3. März, insgesamt 6 Wochen) - Ina Müller – Das wär dein Lied gewesen - 1 Woche (4. März – 10. März) - In Extremo – Sterneneisen - 1 Woche (11. März – 17. März) - Max Raabe – Küssen kann man nicht alleine - 1 Woche (18. März – 24. März) - Annett Louisan – In meiner Mitte - 1 Woche (25. März – 31. März) - Herbert Grönemeyer – Schiffsverkehr - 8 Wochen (1. April – 26. Mai, insgesamt 9 Wochen) - Bushido – Jenseits von gut und böse - 1 Woche (27. Mai – 2. Juni) - Söhne Mannheims – Barrikaden von Eden - 1 Woche (3. Juni – 9. Juni) - Herbert Grönemeyer – Schiffsverkehr - 1 Woche (10. Juni – 16. Juni, insgesamt 9 Wochen) - ' Paul Kalkbrenner – Icke wieder - 1 Woche (17. Juni – 23. Juni) - Broilers – Santa Muerte - 1 Woche (24. Juni – 30. Juni) - Tim Bendzko – Wenn Worte meine Sprache wären - 3 Wochen (1. Juli – 21. Juli, insgesamt 4 Wochen) - Casper – XOXO - 2 Wochen (22. Juli – 4. August) - Die Amigos – Mein Himmel auf Erden - 1 Woche (5. August – 11. August) - Samy Deluxe – SchwarzWeiss - 3 Wochen (12. August – 1. September) - J.B.O. – Killeralbum - 1 Woche (2. September – 8. September) - Thees Uhlmann – Thees Uhlmann - 1 Woche (9. September – 15. September) - Saltatio Mortis – Sturm aufs Paradies - 1 Woche (16. September – 22. September) - Tim Bendzko – Wenn Worte meine Sprache wären - 1 Woche (23. September – 29. September, insgesamt 4 Wochen) - Udo Lindenberg – MTV Unplugged – Live aus dem Hotel Atlantic - 1 Woche (30. September – 6. Oktober, insgesamt 12 Wochen) - Rosenstolz – Wir sind am Leben - 1 Woche (7. Oktober – 13. Oktober) - Andrea Berg – Abenteuer - 1 Woche (14. Oktober – 20. Oktober) - Peter Maffay – Tabaluga und die Zeichen der Zeit - 1 Woche (21. Oktober – 27. Oktober, insgesamt 2 Wochen) - Helene Fischer – Für einen Tag - 1 Woche (28. Oktober – 3. November) - Udo Lindenberg – MTV Unplugged – Live aus dem Hotel Atlantic - 3 Wochen (4. November – 24. November, insgesamt 12 Wochen) - Kool Savas – Aura - 1 Woche (25. November – 1. Dezember) - Udo Lindenberg – MTV Unplugged – Live aus dem Hotel Atlantic - 2 Wochen (2. Dezember – 15. Dezember, insgesamt 12 Wochen) - Rammstein – Made in Germany 1995–2011 - 1 Woche (16. Dezember – 22. Dezember) - Udo Lindenberg – MTV Unplugged – Live aus dem Hotel Atlantic - 6 Wochen (23. Dezember 2011 – 2. Februar 2012, insgesamt 12 Wochen) |
| 2012 | 2013 |
| - Udo Lindenberg – MTV Unplugged – Live aus dem Hotel Atlantic - 6 Wochen (23. Dezember 2011 – 2. Februar 2012, insgesamt 12 Wochen) - Kraftklub – Mit K - 1 Woche (3. Februar – 9. Februar) - Farid Bang – Der letzte Tag deines Lebens - 1 Woche (10. Februar – 16. Februar) - Xavier Naidoo – Danke fürs Zuhören – Liedersammlung 1998–2012 - 5 Wochen (17. Februar – 22. März) - Santiano – Bis ans Ende der Welt - 1 Woche (23. März – 29. März, insgesamt 2 Wochen) - Unheilig – Lichter der Stadt - 4 Wochen (30. März – 26. April, insgesamt 6 Wochen) - Die Ärzte – auch - 3 Wochen (27. April – 17. Mai) - Die Toten Hosen – Ballast der Republik - 8 Wochen (18. Mai – 19. Juli, insgesamt 9 Wochen) - Cro – Raop - 4 Wochen (20. Juli – 16. August, insgesamt 6 Wochen) - Die Amigos – Bis ans Ende der Zeit - 1 Woche (17. August – 23. August) - Cro – Raop - 1 Woche (24. August – 30. August, insgesamt 6 Wochen) - Philipp Poisel – Projekt Seerosenteich - 1 Woche (31. August – 6. September, insgesamt 2 Wochen) - Max Herre – Hallo Welt! - 1 Woche (7. September – 13. September) - Eko Fresh – Ek to the Roots - 1 Woche (14. September – 20. September) - 257ers – HRNSHN - 1 Woche (21. September – 28. September) - Philipp Poisel – Projekt Seerosenteich - 1 Woche (28. September – 4. Oktober, insgesamt 2 Wochen) - Xavas – Gespaltene Persönlichkeit - 1 Woche (5. Oktober – 11. Oktober) - Seeed – Seeed - 1 Woche (12. Oktober – 18. Oktober) - Schiller – Sonne - 1 Woche (19. Oktober – 25. Oktober) - Bushido – AMYF - 1 Woche (26. Oktober – 1. November) - Unheilig – Lichter der Stadt - 1 Woche (2. November – 8. November, insgesamt 6 Wochen) - Die Fantastischen Vier – MTV Unplugged II - 1 Woche (9. November – 15. November) - Nena – Du bist gut - 1 Woche (16. November – 22. November) - Die Toten Hosen – Ballast der Republik - 1 Woche (23. November – 29. November, insgesamt 9 Wochen) - Pur – Schein & Sein - 2 Wochen (30. November – 13. Dezember) - Peter Maffay – Tabaluga und die Zeichen der Zeit - 1 Woche (14. Dezember – 20. Dezember, insgesamt 2 Wochen) - Unheilig – Lichter der Stadt - 1 Woche (21. Dezember – 27. Dezember, insgesamt 6 Wochen) - Helene Fischer – Für einen Tag – Live 2012 - 3 Wochen (28. Dezember 2012 – 17. Januar 2013) | - Helene Fischer – Für einen Tag – Live 2012 - 3 Wochen (28. Dezember 2012 – 17. Januar 2013) - Santiano – Bis ans Ende der Welt - 1 Woche (18. Januar – 24. Januar, insgesamt 2 Wochen) - Andrea Berg – Abenteuer – 20 Jahre Andrea Berg - 2 Wochen (25. Januar – 7. Februar) - Matthias Reim – Unendlich - 1 Woche (8. Februar – 14. Februar) - Heino – Mit freundlichen Grüßen - 1 Woche (15. Februar – 21. Februar, insgesamt 4 Wochen) - Kollegah & Farid Bang – Jung, brutal, gutaussehend 2 - 1 Woche (22. Februar – 28. Februar) - Heino – Mit freundlichen Grüßen - 3 Wochen (1. März – 21. März, insgesamt 4 Wochen) - Bosse – Kraniche - 1 Woche (22. März – 28. März) - Semino Rossi – Symphonie des Lebens - 1 Woche (29. März – 4. April) - Silly – Kopf an Kopf - 1 Woche (5. April – 11. April, insgesamt 2 Wochen) - Udo Lindenberg & Panikorchester – Ich mach mein Ding – Die Show - 1 Woche (12. April – 18. April) - Silly – Kopf an Kopf - 1 Woche (19. April – 25. April, insgesamt 2 Wochen) - Prinz Pi – Kompass ohne Norden - 1 Woche (26. April – 2. Mai) - Frei.Wild – Feinde deiner Feinde - 2 Wochen (3. Mai – 16. Mai) - Reinhard Mey – dann mach’s gut - 1 Woche (17. Mai – 23. Mai) - Santiano – Mit den Gezeiten - 1 Woche (24. Mai – 30. Mai, insgesamt 2 Wochen) - Beatrice Egli – Glücksgefühle - 1 Woche (31. Mai – 6. Juni) - Tim Bendzko – Am seidenen Faden - 1 Woche (7. Juni – 13. Juni) - Xavier Naidoo – Bei meiner Seele - 2 Wochen (14. Juni – 27. Juni) - Die Amigos – Im Herzen jung - 1 Woche (28. Juni – 4. Juli) - Genetikk – D.N.A. - 1 Woche (5. Juli – 11. Juli) - Frida Gold – Liebe ist meine Religion - 1 Woche (12. Juli – 18. Juli) - RAF 3.0 – Hoch 2 - 1 Woche (19. Juli – 25. Juli) - Shindy – NWA - 1 Woche (26. Juli – 1. August) - Santiano – Mit den Gezeiten - 1 Woche (2. August – 8. August, insgesamt 2 Wochen) - Hansi Hinterseer – Heut’ ist dein Tag - 1 Woche (9. August – 15. August) - Alligatoah – Triebwerke - 1 Woche (16. August – 22. August) - Helge Schneider – Sommer, Sonne, Kaktus! - 1 Woche (23. August – 29. August) - Saltatio Mortis – Das schwarze IXI - 1 Woche (30. August – 5. September) - Eko Fresh – Eksodus - 1 Woche (6. September – 12. September) - Thees Uhlmann – #2 - 1 Woche (13. September – 19. September) - Andrea Berg – Atlantis - 1 Woche (20. September – 26. September, insgesamt 2 Wochen) - Die Ärzte – Die Nacht der Dämonen - 1 Woche (27. September – 3. Oktober) - Andrea Berg – Atlantis - 1 Woche (4. Oktober – 10. Oktober, insgesamt 2 Wochen) - Casper – Hinterland - 1 Woche (11. Oktober – 17. Oktober) - Helene Fischer – Farbenspiel - 5 Wochen (18. Oktober – 7. November, insgesamt 27 Wochen) - Prince Kay One – Rich Kidz - 1 Woche (8. November – 14. November) - Helene Fischer – Farbenspiel - 1 Woche (15. November – 21. November, insgesamt 27 Wochen) - Adel Tawil – Lieder - 1 Woche (22. November – 28. November) - Helene Fischer – Farbenspiel - 1 Woche (29. November – 5. Dezember, insgesamt 27 Wochen) - Frei.Wild – Still - 1 Woche (6. Dezember – 12. Dezember) - Sido – 30-11-80 - 1 Woche (13. Dezember – 19. Dezember) - Helene Fischer – Farbenspiel - 6 Wochen (20. Dezember 2013 – 30. Januar 2014, insgesamt 27 Wochen) |
| 2014 | 2015 |
| - Helene Fischer – Farbenspiel - 6 Wochen (20. Dezember 2013 – 30. Januar 2014, insgesamt 27 Wochen) - Peter Maffay – Wenn das so ist - 2 Wochen (31. Januar – 13. Februar) - Marteria – Zum Glück in die Zukunft II - 1 Woche (14. Februar – 20. Februar) - Broilers – Noir - 1 Woche (21. Februar – 27. Februar) - Bushido – Sonny Black - 1 Woche (28. Februar – 6. März) - Wolfgang Petry – Einmal noch! - 1 Woche (7. März – 13. März) - Helene Fischer – Farbenspiel - 2 Wochen (14. März – 27. März, insgesamt 27 Wochen) - Farid Bang – Killa - 1 Woche (28. März – 3. April) - Helene Fischer – Farbenspiel - 2 Wochen (4. April – 17. April, insgesamt 27 Wochen) - Die Toten Hosen – Der Krach der Republik - 1 Woche (18. April – 24. April) - Jan Delay – Hammer & Michel - 1 Woche (25. April – 1. Mai) - Helene Fischer – Farbenspiel - 1 Woche (2. Mai – 8. Mai, insgesamt 27 Wochen) - Westernhagen – Alphatier - 1 Woche (9. Mai – 15. Mai) - Fantasy – Eine Nacht im Paradies - 1 Woche (16. Mai – 22. Mai) - Kollegah – King - 1 Woche (23. Mai – 29. Mai) - Verschiedene Interpreten – Sing meinen Song – Das Tauschkonzert - 2 Wochen (30. Mai – 12. Juni, insgesamt 6 Wochen) - KC Rebell – Rebellution - 1 Woche (13. Juni – 19. Juni) - Cro – Melodie - 1 Woche (20. Juni – 26. Juni) - Verschiedene Interpreten – Sing meinen Song – Das Tauschkonzert - 4 Wochen (27. Juni – 24. Juli, insgesamt 6 Wochen) - Helene Fischer – Farbenspiel - 1 Woche (25. Juli – 31. Juli, insgesamt 27 Wochen) - Andrea Berg – Atlantis – Live 2014 - 1 Woche (1. August – 7. August) - Die Amigos – Sommerträume - 1 Woche (8. August – 14. August) - Helene Fischer – Farbenspiel - 5 Wochen (15. August – 11. September, insgesamt 27 Wochen) - Niedeckens BAP – Das Märchen vom gezogenen Stecker - 1 Woche (12. September – 18. September) - Majoe – Breiter als der Türsteher - 1 Woche (19. September – 25. September) - Kraftklub – In Schwarz - 1 Woche (26. September – 2. Oktober) - Clueso – Stadtrandlichter - 1 Woche (3. Oktober – 9. Oktober) - 257ers – Boomshakkalakka - 1 Woche (10. Oktober – 16. Oktober) - Helene Fischer – Farbenspiel - 1 Woche (17. Oktober – 23. Oktober, insgesamt 27 Wochen) - Shindy – FVCKB!TCHE$GETMONE¥ - 1 Woche (24. Oktober – 30. Oktober) - Farin Urlaub Racing Team – Faszination Weltraum - 1 Woche (31. Oktober – 6. November) - Die Fantastischen Vier – Rekord - 1 Woche (7. November – 13. November) - Udo Jürgens und seine Gäste – Mitten im Leben – Das Tribute Album - 1 Woche (14. November – 20. November) - Andrea Berg – Atlantis – Andrea Berg Live das Heimspiel - 1 Woche (21. November – 27. November) - Kool Savas – Märtyrer - 1 Woche (28. November – 4. Dezember) - Herbert Grönemeyer – Dauernd jetzt - 2 Wochen (5. Dezember – 18. Dezember) - Helene Fischer – Farbenspiel - 1 Woche (19. Dezember – 25. Dezember, insgesamt 27 Wochen) - Unheilig – Gipfelstürmer - 1 Woche (26. Dezember 2014 – 1. Januar 2015, insgesamt 2 Wochen) | - Unheilig – Gipfelstürmer - 1 Woche (26. Dezember 2014 – 1. Januar 2015, insgesamt 2 Wochen) - Helene Fischer – Farbenspiel - 2 Wochen (2. Januar – 15. Januar, insgesamt 27 Wochen) - Unheilig – Gipfelstürmer - 1 Woche (16. Januar – 22. Januar, insgesamt 2 Wochen) - Prinz Porno – pp=mc² - 1 Woche (23. Januar – 29. Januar) - Vega – Kaos - 1 Woche (30. Januar – 5. Februar) - Favorite – Neues von Gott - 1 Woche (6. Februar – 12. Februar) - Deichkind – Niveau weshalb warum - 1 Woche (13. Februar – 19. Februar) - Fler feat. Frank White – Keiner kommt klar mit mir - 1 Woche (20. Februar – 26. Februar) - Bushido – Carlo Cokxxx Nutten 3 - 1 Woche (27. Februar – 5. März) - KrawallBrüder – Venganza - 1 Woche (6. März – 12. März) - Wolfgang Petry – Brandneu - 1 Woche (13. März – 19. März) - Howard Carpendale – Das ist unsere Zeit - 1 Woche (20. März – 26. März) - Oonagh – Aeria - 1 Woche (27. März – 2. April) - Die Orsons – What’s Goes? - 1 Woche (3. April – 9. April) - Farid Bang – Asphalt Massaka 3 - 1 Woche (10. April – 16. April) - Frei.Wild – Opposition - 2 Wochen (17. April – 30. April) - SpongeBOZZ – Planktonweed Tape - 1 Woche (1. Mai – 4. Mai) - Weekend – Für immer Wochenende - 1 Woche (5. Mai – 7. Mai) - Xatar – Baba aller Babas - 1 Woche (8. Mai – 14. Mai) - Genetikk – Achter Tag - 1 Woche (15. Mai – 21. Mai) - Andreas Gabalier – Mountain Man - 1 Woche (22. Mai – 28. Mai) - Sarah Connor – Muttersprache - 1 Woche (29. Mai – 4. Juni, insgesamt 5 Wochen) - Santiano – Von Liebe, Tod und Freiheit - 1 Woche (5. Juni – 11. Juni) - Verschiedene Interpreten – Sing meinen Song – Das Tauschkonzert Vol. 2 - 1 Woche (12. Juni – 18. Juni, insgesamt 5 Wochen) - KC Rebell – Fata Morgana - 1 Woche (19. Juni – 25. Juni) - Verschiedene Interpreten – Sing meinen Song – Das Tauschkonzert Vol. 2 - 1 Woche (26. Juni – 2. Juli, insgesamt 5 Wochen) - Die Amigos – Santiago Blue - 1 Woche (3. Juli – 9. Juli) - Cro – MTV Unplugged: Cro - 1 Woche (10. Juli – 16. Juli) - K.I.Z – Hurra die Welt geht unter - 1 Woche (17. Juli – 23. Juli) - Verschiedene Interpreten – Sing meinen Song – Das Tauschkonzert Vol. 2 - 3 Wochen (24. Juli – 13. August, insgesamt 5 Wochen) - Sarah Connor – Muttersprache - 1 Woche (14. August – 20. August, insgesamt 5 Wochen) - Saltatio Mortis – Zirkus Zeitgeist - 1 Woche (21. August – 27. August) - Sarah Connor – Muttersprache - 2 Wochen (28. August – 10. September, insgesamt 5 Wochen) - Helene Fischer – Farbenspiel - 1 Woche (11. September – 17. September, insgesamt 27 Wochen) - Frank White – Weil die Straße nicht vergisst - 1 Woche (18. September – 24. September) - Pur – Achtung - 2 Wochen (25. September – 8. Oktober) - Kastelruther Spatzen – Heimat – Deine Lieder - 1 Woche (9. Oktober – 15. Oktober) - Verschiedene Interpreten – Chronik III - 1 Woche (16. Oktober – 22. Oktober) - Majoe – Breiter als 2 Türsteher - 1 Woche (23. Oktober – 29. Oktober) - Sarah Connor – Muttersprache - 1 Woche (30. Oktober – 5. November, insgesamt 5 Wochen) - Peter Maffay – Tabaluga – Es lebe die Freundschaft! - 1 Woche (6. November – 12. November) - Bushido & Shindy – Cla$$ic - 1 Woche (13. November – 19. November) - Helene Fischer & Royal Philharmonic Orchestra – Weihnachten - 4 Wochen (20. November – 17. Dezember, insgesamt 8 Wochen) - Kollegah – Zuhältertape Volume 4 - 1 Woche (18. Dezember – 24. Dezember) - Helene Fischer & Royal Philharmonic Orchestra – Weihnachten - 1 Woche (25. Dezember – 31. Dezember, insgesamt 8 Wochen) |
| 2016 | 2017 |
| - Unheilig – MTV Unplugged: Unter Dampf – Ohne Strom - 1 Woche (1. Januar – 7. Januar) - Sarah Connor – Muttersprache - 1 Woche (8. Januar – 14. Januar, insgesamt 5 Wochen) - Gestört aber geil – Gestört aber geil - 1 Woche (15. Januar – 21. Januar) - Azad – Leben II - 1 Woche (22. Januar – 28. Januar) - Summer Cem – Cemesis - 1 Woche (29. Januar – 4. Februar) - SSIO – 0,9 - 1 Woche (5. Februar – 11. Februar) - Prinz Pi – Im Westen nix Neues - 1 Woche (12. Februar – 19. Februar) - Bosse – Engtanz - 1 Woche (20. Februar – 25. Februar) - Fantasy – Freudensprünge - 1 Woche (26. Februar – 3. März) - Peter Plate, Ulf Leo Sommer & Daniel Faust – Bibi & Tina: Mädchen gegen Jungs (O.S.T.) - 3 Wochen (4. März – 24. März) - AnnenMayKantereit – Alles nix Konkretes - 1 Woche (25. März – 31. März) - Ronny – Das Beste - 1 Woche (1. April – 7. April) - Xavier Naidoo – Nicht von dieser Welt 2 - 1 Woche (8. April – 14. April) - Andrea Berg – Seelenbeben - 3 Wochen (15. April – 5. Mai) - Udo Lindenberg – Stärker als die Zeit - 3 Wochen (6. Mai – 26. Mai, insgesamt 5 Wochen) - Kontra K – Labyrinth - 1 Woche (27. Mai – 2. Juni) - Gzuz & Bonez MC – High & hungrig 2 - 1 Woche (3. Juni – 9. Juni) - Mark Forster – Tape - 1 Woche (10. Juni – 16. Juni) - Udo Lindenberg – Stärker als die Zeit - 1 Woche (17. Juni – 23. Juni, insgesamt 5 Wochen) - Böhse Onkelz – Böhse für’s Leben - 1 Woche (24. Juni – 30. Juni) - In Extremo – Quid Pro Quo - 1 Woche (1. Juli – 7. Juli) - 257ers – Mikrokosmos - 1 Woche (8. Juli – 14. Juli) - Udo Lindenberg – Stärker als die Zeit - 1 Woche (15. Juli – 21. Juli, insgesamt 5 Wochen) - Laith Al-Deen – Bleib unterwegs - 1 Woche (22. Juli – 28. Juli) - Die Amigos – Wie ein Feuerwerk - 1 Woche (29. Juli – 4. August) - Frei.Wild – 15 Jahre Deutschrock & Skandale - 1 Woche (5. August – 11. August) - Serum 114 – Die Nacht mein Freund - 1 Woche (12. August – 18. August) - Coup ( Xatar & Haftbefehl) – Der Holland Job - 1 Woche (19. August – 25. August) - Die Lochis – #Zwilling - 1 Woche (26. August – 1. September) - Beginner – Advanced Chemistry - 1 Woche (2. September – 8. September) - Fler – Vibe - 1 Woche (9. September – 15. September) - Bonez MC & RAF Camora – Palmen aus Plastik - 1 Woche (16. September – 22. September, insgesamt 2 Wochen) - Schandmaul – LeuchtFeuer - 1 Woche (23. September – 29. September) - Bonez MC & RAF Camora – Palmen aus Plastik - 1 Woche (30. September – 6. Oktober, insgesamt 2 Wochen) - Manuellsen – Gangland - 1 Woche (7. Oktober – 13. Oktober) - Sportfreunde Stiller – Sturm & Stille - 1 Woche (14. Oktober – 20. Oktober) - Clueso – Neuanfang - 1 Woche (21. Oktober – 27. Oktober) - Tim Bendzko – Immer noch Mensch - 1 Woche (28. Oktober – 3. November) - Böhse Onkelz – Memento - 1 Woche (4. November – 10. November) - Unheilig – Von Mensch zu Mensch - 1 Woche (11. November – 17. November) - Shindy – Dreams - 1 Woche (18. November – 24. November) - Sido – Das goldene Album - 1 Woche (25. November – 8. Dezember) - KC Rebell – Abstand - 1 Woche (2. Dezember – 8. Dezember) - Helene Fischer & Royal Philharmonic Orchestra – Weihnachten - 1 Woche (9. Dezember – 15. Dezember, insgesamt 8 Wochen) - Kollegah – Imperator - 1 Woche (16. Dezember – 22. Dezember) - Helene Fischer & Royal Philharmonic Orchestra – Weihnachten - 2 Wochen (23. Dezember 2016 – 5. Januar 2017, insgesamt 8 Wochen) | - Helene Fischer & Royal Philharmonic Orchestra – Weihnachten - 2 Wochen (23. Dezember 2016 – 5. Januar 2017, insgesamt 8 Wochen) - Andreas Gabalier – MTV Unplugged - 1 Woche (6. Januar – 12. Januar) - Klubbb3 – Jetzt geht’s richtig los! - 2 Wochen (13. Januar – 26. Januar) - Antilopen Gang – Anarchie und Alltag - 1 Woche (27. Januar – 2. Februar) - Kärbholz – Überdosis Leben - 1 Woche (3. Februar – 9. Februar) - Broilers – (sic!) - 1 Woche (10. Februar – 16. Februar) - Majoe – Auge des Tigers - 1 Woche (17. Februar – 23. Februar) - Philipp Poisel – Mein Amerika - 1 Woche (24. Februar – 2. März) - Mike Singer – Karma - 1 Woche (3. März – 9. März) - Peter Plate, Ulf Leo Sommer & Daniel Faust – Bibi & Tina: Tohuwabohu Total (O.S.T.) - 1 Woche (10. März – 16. März, insgesamt 2 Wochen) - SDP – Die bunte Seite der Macht - 1 Woche (17. März – 23. März) - Peter Plate, Ulf Leo Sommer & Daniel Faust – Bibi & Tina: Tohuwabohu Total (O.S.T.) - 1 Woche (24. März – 30. März, insgesamt 2 Wochen) - Maxwell – Kohldampf - 1 Woche (31. März – 6. April) - Joel Brandenstein – Emotionen - 1 Woche (7. April – 13. April) - Fantasy – Bonnie & Clyde - 1 Woche (14. April – 20. April) - Zuna – Mele7 - 1 Woche (21. April – 27. April) - Adel Tawil – So schön anders - 1 Woche (28. April – 4. Mai) - Kontra K – Gute Nacht - 1 Woche (5. Mai – 11. Mai) - Die Toten Hosen – Laune der Natur - 1 Woche (12. Mai – 18. Mai) - Helene Fischer – Helene Fischer - 1 Woche (19. Mai – 25. Mai, insgesamt 5 Wochen) - Rammstein – Rammstein: Paris - 1 Woche (26. Mai – 1. Juni) - Helene Fischer – Helene Fischer - 1 Woche (2. Juni – 8. Juni, insgesamt 4 Wochen) - Kraftklub – Keine Nacht für Niemand - 1 Woche (9. Juni – 15. Juni) - Bushido – Black Friday - 1 Woche (16. Juni – 22. Juni) - KC Rebell & Summer Cem – Maximum - 1 Woche (23. Juni – 29. Juni) - Verschiedene Interpreten – Sing meinen Song – Das Tauschkonzert Vol. 4 - 1 Woche (30. Juni – 6. Juli, insgesamt 2 Wochen) - Fler & Jalil – Epic - 1 Woche (7. Juli – 13. Juli) - Verschiedene Interpreten – Sing meinen Song – Das Tauschkonzert Vol. 4 - 1 Woche (14. Juli – 20. Juli, insgesamt 2 Wochen) - Verschiedene Interpreten (187 Strassenbande) – Sampler 4 - 2 Wochen (21. Juli – 3. August) - Die Amigos – Zauberland - 2 Wochen (4. August – 17. August) - Vanessa Mai – Regenbogen - 1 Woche (18. August – 24. August) - Eisbrecher – Sturmfahrt - 1 Woche (25. August – 31. August) - RAF Camora – Anthrazit - 1 Woche (1. September – 7. September) - Casper – Lang lebe der Tod - 1 Woche (8. September – 14. September) - Cro – tru. - 1 Woche (15. September – 21. September) - Andrea Berg – 25 Jahre Abenteuer Leben - 2 Wochen (22. September – 5. Oktober) - Savas & Sido – Royal Bunker - 1 Woche (6. Oktober – 12. Oktober) - Unheilig – Pures Gold – Best of Vol. 2 - 1 Woche (13. Oktober – 19. Oktober) - Santiano – Im Auge des Sturms - 1 Woche (20. Oktober – 26. Oktober insgesamt 2 Wochen) - Trailerpark – TP4L - 1 Woche (27. Oktober – 2. November) - Santiano – Im Auge des Sturms - 1 Woche (3. November – 9. November, insgesamt 2 Wochen) - Peter Maffay – MTV Unplugged - 3 Wochen (10. November – 30. November, insgesamt 6 Wochen) - Verschiedene Interpreten – Sing meinen Song – Das Weihnachtskonzert Vol. 4 - 1 Woche (1. Dezember – 7. Dezember) - Kollegah & Farid Bang – Jung Brutal Gutaussehend 3 - 1 Woche (8. Dezember – 14. Dezember) - Böhse Onkelz – Memento – Gegen die Zeit + Live in Berlin - 1 Woche (15. Dezember – 20. Dezember) - Peter Maffay – MTV Unplugged - 1 Woche (21. Dezember – 28. Dezember, insgesamt 6 Wochen) - Helene Fischer – Helene Fischer - 1 Woche (29. Dezember – 4. Januar, insgesamt 5 Wochen) |
| 2018 | 2019 |
| - Helene Fischer – Helene Fischer - 1 Woche (29. Dezember – 4. Januar, insgesamt 5 Wochen) - Peter Maffay – MTV Unplugged - 2 Wochen (5. Januar – 18. Januar, insgesamt 6 Wochen) - Klubbb3 – Wir werden immer mehr! - 1 Woche (19. Januar – 25. Januar, insgesamt 3 Wochen) - Mike Singer – Deja Vu - 1 Woche (26. Januar – 1. Februar) - Tocotronic – Die Unendlichkeit - 1 Woche (2. Februar – 8. Februar) - Klubbb3 – Wir werden immer mehr! - 2 Wochen (9. Februar – 22. Februar, insgesamt 3 Wochen) - Goitzsche Front – Deines Glückes Schmied - 1 Woche (23. Februar – 1. März) - B-Tight – A.i.d.S. Royal - 1 Woche (2. März – 8. März) - Olexesh – Rolexesh - 1 Woche (9. März – 15. März) - Fantasy – Das Beste von Fantasy – Das große Jubiläumsalbum mit allen Hits! - 1 Woche (16. März – 22. März) - Frei.Wild – Rivalen und Rebellen - 2 Wochen (23. März – 5. April, insgesamt 3 Wochen) - Azet – Fast Life - 1 Woche (6. April – 12. April) - Frei.Wild – Rivalen und Rebellen - 1 Woche (13. April – 19. April, insgesamt 3 Wochen) - Ufo361 – 808 - 1 Woche (20. April – 26. April) - Revolverheld – Zimmer mit Blick - 1 Woche (27. April – 3. Mai) - Helene Fischer – Helene Fischer - 2 Wochen (4. Mai – 17. Mai, insgesamt 5 Wochen) - Kontra K – Erde & Knochen - 2 Wochen (18. Mai – 31. Mai) - Gzuz – Wolke 7 - 1 Woche (1. Juni – 7. Juni) - Andreas Gabalier – Vergiss mein nicht - 3 Wochen (8. Juni – 28. Juni) - Capital Bra – Berlin lebt - 1 Woche (29. Juni – 5. Juli) - Juri – Bratans aus Favelas - 1 Woche (6. Juli – 12. Juli) - Eloy de Jong – Kopf aus – Herz an - 1 Woche (13. Juli – 19. Juli) - Die Amigos – 110 Karat - 1 Woche (20. Juli – 26. Juli) - Calimeros – Sommerküsse - 1 Woche (27. Juli – 2. August) - Summer Cem – Endstufe - 1 Woche (3. August – 9. August) - Vanessa Mai – Schlager - 1 Woche (10. August – 16. August) - Kollegah & Farid Bang – Platin war gestern - 1 Woche (17. August – 23. August) - Saltatio Mortis – Brot und Spiele - 1 Woche (24. August – 30. August) - Clueso – Handgepäck I - 1 Woche (31. August – 6. September) - Marteria & Casper – 1982 - 1 Woche (7. September – 13. September) - Kay One – Makers Gonna Make - 1 Woche (14. September – 20. September) - Alligatoah – Schlaftabletten, Rotwein V - 1 Woche (21. September – 27. September) - Xatar – Alles oder Nix II - 1 Woche (28. September – 4. Oktober) - Bushido – Mythos - 1 Woche (5. Oktober – 11. Oktober) - Bonez MC & RAF Camora – Palmen aus Plastik 2 - 1 Woche (12. Oktober – 18. Oktober) - Bosse – Alles ist jetzt - 1 Woche (19. Oktober – 25. Oktober) - Genetikk – Y.A.L.A - 1 Woche (26. Oktober – 1. November) - Die Toten Hosen – Ein kleines bißchen Horrorschau - 1 Woche (2. November – 8. November) - Niedeckens BAP – Live und deutlich - 1 Woche (9. November – 15. November) - Herbert Grönemeyer – Tumult - 4 Wochen (16. November – 13. Dezember) - Kollegah – Monument - 1 Woche (14. Dezember – 20. Dezember) - Udo Lindenberg – MTV Unplugged 2: Live vom Atlantik (Zweimaster Edition) - 3 Wochen (21. Dezember – 10. Januar 2019, insgesamt 5 Wochen) | - Udo Lindenberg – MTV Unplugged 2: Live vom Atlantik (Zweimaster Edition) - 3 Wochen (21. Dezember – 10. Januar 2019, insgesamt 5 Wochen) - Daniela Alfinito – Du warst jede Träne wert - 1 Woche (11. Januar – 17. Januar) - Udo Lindenberg – MTV Unplugged 2: Live vom Atlantik (Zweimaster Edition) - 1 Woche (18. Januar – 24. Januar, insgesamt 5 Wochen) - Oomph! – Ritual - 1 Woche (25. Januar – 31. Januar) - Dendemann – Da nich für! - 1 Woche (1. Februar – 7. Februar) - Kurdo – 11ta Stock Sound 2 - 1 Woche (8. Februar – 14. Februar) - Kool Savas – KKS - 1 Woche (15. Februar – 21. Februar) - Blutengel – Un:Gott - 1 Woche (22. Februar – 28. Februar) - Udo Lindenberg – MTV Unplugged 2: Live vom Atlantik (Zweimaster Edition) - 1 Woche (1. März – 7. März, insgesamt 5 Wochen) - SDP – Die unendlichste Geschichte - 1 Woche (8. März – 14. März) - Azet & Zuna – Super Plus - 1 Woche (15. März – 21. März) - Mero – Ya Hero Ya Mero - 1 Woche (22. März – 28. März) - Schiller – Morgenstund - 1 Woche (29. März – 4. April) - Fler – Colucci - 1 Woche (5. April – 11. April) - Andrea Berg – Mosaik - 1 Woche (12. April – 18. April) - Mike Singer – Trip - 1 Woche (19. April – 25. April) - KC Rebell – Hasso - 1 Woche (26. April – 2. Mai) - Capital Bra – CB6 - 1 Woche (3. Mai – 9. Mai) - Schandmaul – Artus - 1 Woche (10. Mai – 16. Mai) - Calimeros – Endlos Liebe - 1 Woche (17. Mai – 23. Mai) - Rammstein – Unbetitelt - 1 Woche (24. Mai – 30. Mai, insgesamt 6 Wochen) - Kontra K – Sie wollten Wasser doch kriegen Benzin - 1 Woche (31. Mai – 6. Juni) - Sarah Connor – Herz Kraft Werke - 1 Woche (7. Juni – 13. Juni, insgesamt 2 Wochen) - Rammstein – Unbetitelt - 3 Wochen (14. Juni – 4. Juli, insgesamt 6 Wochen) - LX & Maxwell – Obststand 2 - 1 Woche (5. Juli – 11. Juli) - Rammstein – Unbetitelt - 1 Woche (12. Juli – 18. Juli, insgesamt 6 Wochen) - Shindy – Drama - 1 Woche (19. Juli – 25. Juli) - Xavier Naidoo – Hin und weg - 1 Woche (26. Juli – 1. August) - Die Amigos – Babylon - 1 Woche (2. August – 8. August) - Rammstein – Unbetitelt - 1 Woche (9. August – 15. August, insgesamt 6 Wochen) - Ufo361 – Wave - 1 Woche (16. August – 22. August) - Azad – Der Bozz II - 1 Woche (23. August – 29. August) - Helene Fischer – Helene Fischer Live – Die Stadion-Tour - 1 Woche (30. August – 5. September) - Peter Maffay – Jetzt! - 1 Woche (6. September – 12. September) - Fantasy – Casanova - 1 Woche (13. September – 19. September) - Andreas Gabalier – Best of Volks-Rock‘n’Roller - 1 Woche (20. September – 26. September) - Shirin David – Supersize - 1 Woche (27. September – 3. Oktober) - Sido – Ich und keine Maske - 1 Woche (4. Oktober – 10. Oktober) - Capital Bra & Samra – Berlin lebt 2 - 1 Woche (11. Oktober – 17. Oktober) - Kummer – Kiox - 1 Woche (18. Oktober – 24. Oktober) - Santiano – MTV Unplugged - 1 Woche (25. Oktober – 31. Oktober) - Die Toten Hosen – Alles ohne Strom - 1 Woche (1. November – 7. November) - RAF Camora – Zenit - 1 Woche (8. November – 14. November, insgesamt 2 Wochen) - Johannes Oerding – Konturen - 1 Woche (15. November – 21. November) - Silbermond – Schritte - 1 Woche (22. November – 28. November) - Lindemann – F & M - 1 Woche (29. November – 5. Dezember) - Frei.Wild – Still II - 1 Woche (6. Dezember – 12. Dezember) - SSIO – Messios - 1 Woche (13. Dezember – 19. Dezember) - Kollegah – Alphagene II - 1 Woche (20. Dezember – 26. Dezember) - Bushido & Animus – Carlo Cokxxx Nutten 4 - 1 Woche (27. Dezember 2019 – 2. Januar 2020) |

| 2020 | 2021 |
| --- | --- |
| - Bushido & Animus – Carlo Cokxxx Nutten 4 - 1 Woche (27. Dezember 2019 – 2. Januar 2020) - Sarah Connor – Herz Kraft Werke - 1 Woche (3. Januar – 9. Januar, insgesamt 2 Wochen) - Daniela Alfinito – Liebes-Tattoo - 1 Woche (10. Januar – 16. Januar) - RAF Camora – Zenit - 1 Woche (17. Januar – 23. Januar, insgesamt 2 Wochen) - Katja Krasavice – Boss Bitch - 1 Woche (24. Januar – 30. Januar) - Vanessa Mai – Für immer - 1 Woche (31. Januar – 6. Februar) - Tarek K.I.Z – Golem - 1 Woche (7. Februar – 13. Februar) - Die Amigos – 50 Jahre: Unsere Schlager von damals - 1 Woche (14. Februar – 20. Februar) - Gzuz – Gzuz - 1 Woche (21. Februar – 27. Februar) - Heinz Rudolf Kunze – Der Wahrheit die Ehre - 1 Woche (28. Februar – 5. März) - Böhse Onkelz – Böhse Onkelz - 2 Wochen (6. März – 19. März) - Marianne Rosenberg – Im Namen der Liebe - 1 Woche (20. März – 26. März) - Pietro Lombardi – Lombardi - 1 Woche (27. März – 2. April) - Fler – Atlantis - 1 Woche (3. April – 9. April) - Kianush & PA Sports – Crossover - 1 Woche (10. April – 16. April) - Ramon Roselly – Herzenssache - 1 Woche (17. April – 23. April) - Samra – Jibrail & Iblis - 1 Woche (24. April – 30. April) - Ufo361 – Rich Rich - 1 Woche (1. Mai – 7. Mai) - Frei.Wild – Corona Quarantäne Tape - 1 Woche (8. Mai – 14. Mai) - In Extremo – Kompass zur Sonne - 1 Woche (15. Mai – 21. Mai) - Ben Zucker – Wer sagt das?! - 1 Woche (22. Mai – 28. Mai) - Verschiedene Interpreten – Sing meinen Song – Das Weihnachtskonzert Vol. 7 - 1 Woche (29. Mai – 4. Juni, insgesamt 4 Wochen) - Fynn Kliemann – Pop - 1 Woche (5. Juni – 11. Juni, insgesamt 3 Wochen) - Thomas Anders & Florian Silbereisen – Das Album - 2 Wochen (12. Juni – 25. Juni) - Verschiedene Interpreten – Sing meinen Song – Das Weihnachtskonzert Vol. 7 - 3 Wochen (26. Juni – 16. Juli, insgesamt 4 Wochen) - Die Amigos – Tausend Träume - 1 Woche (17. Juli – 23. Juli) - Fynn Kliemann – Pop - 1 Woche (24. Juli – 30. Juli, insgesamt 3 Wochen) - Fantasy – 10.000 bunte Luftballons - 1 Woche (31. Juli – 6. August) - Apache 207 – Treppenhaus - 1 Woche (7. August – 13. August) - Brüder4Brothers – Brotherhood - 1 Woche (14. August – 20. August) - Fynn Kliemann – Pop - 1 Woche (21. August – 27. August, insgesamt 3 Wochen) - AK Ausserkontrolle – A.S.S.N. 2 - 1 Woche (28. August – 3. September) - Unantastbar – Wellenbrecher - 1 Woche (4. September – 10. September) - Elif – Nacht - 1 Woche (11. September – 17. September) - Bonez MC – Hollywood - 1 Woche (18. September – 24. September) - Capital Bra – CB7 - 1 Woche (25. September – 1. Oktober) - Kontra K – Vollmond - 1 Woche (2. Oktober – 8. Oktober) - Ufo361 & Sonus030 – Nur für Dich - 1 Woche (9. Oktober – 15. Oktober) - Saltatio Mortis – Für immer frei - 1 Woche (16. Oktober – 22. Oktober) - KC Rebell & Summer Cem – Maximum III - 1 Woche (23. Oktober – 29. Oktober) - Die Ärzte – Hell - 1 Woche (30. Oktober – 5. November, insgesamt 3 Wochen) - Bonez MC – Hollywood Uncut - 1 Woche (6. November – 12. November) - Die Ärzte – Hell - 2 Wochen (13. November – 26. November, insgesamt 3 Wochen) - Ina Müller – 55 - 2 Wochen (27. November – 10. Dezember) - Rammstein – Herzeleid - 1 Woche (11. Dezember – 17. Dezember) - Helene Fischer – Die Helene Fischer Show – Meine schönsten Momente (Vol. 1) - 4 Wochen (18. Dezember 2020 – 14. Januar 2021) | - Helene Fischer – Die Helene Fischer Show – Meine schönsten Momente (Vol. 1) - 4 Wochen (18. Dezember 2020 – 14. Januar 2021) - Daniela Alfinito – Splitter aus Glück - 1 Woche (15. Januar – 21. Januar) - LX – Inhale/Exhale - 1 Woche (22. Januar – 28. Januar) - Asche & Kollegah – Natural Born Killas - 1 Woche (29. Januar – 4. Februar) - Katja Krasavice – Eure Mami - 1 Woche (5. Februar – 11. Februar) - Swiss & Die Anderen – Orphan - 1 Woche (12. Februar – 18. Februar) - Schiller – Summer in Berlin - 1 Woche (19. Februar – 25. Februar) - Kool Savas – Aghori - 1 Woche (26. Februar – 4. März) - Nino de Angelo – Gesegnet & verflucht - 1 Woche (5. März – 11. März, insgesamt 2 Wochen) - King Orgasmus One – Manifest - 1 Woche (12. März – 18. März) - Eisbrecher – Liebe macht Monster - 1 Woche (19. März – 25. März) - Maite Kelly – Hello! - 1 Woche (26. März – 1. April) - Fler – Widder - 1 Woche (2. April – 8. April) - Sierra Kidd – Naosu - 1 Woche (9. April – 15. April) - Nino de Angelo – Gesegnet & verflucht - 1 Woche (16. April – 22. April, insgesamt 2 Wochen) - Ben Zucker – Jetzt erst recht! - 1 Woche (23. April – 29. April) - Broilers – Puro amor - 1 Woche (30. April – 6. Mai, insgesamt 2 Wochen) - Ufo361 – Stay High - 1 Woche (7. Mai – 13. Mai) - Wincent Weiss – Vielleicht irgendwann - 1 Woche (14. Mai – 20. Mai) - Verschiedene Interpreten (187 Strassenbande) – Sampler 5 - 1 Woche (21. Mai – 27. Mai) - Kontra K – Aus dem Licht in den Schatten zurück - 1 Woche (28. Mai – 3. Juni) - K.I.Z – Rap über Hass - 1 Woche (4. Juni – 10. Juni) - Verschiedene Interpreten – Sing meinen Song – Das Weihnachtskonzert Vol. 8 - 1 Woche (11. Juni – 17. Juni) - Azet – Neue Welt - 1 Woche (18. Juni – 24. Juni) - Calimeros – Bahama Sunshine - 1 Woche (25. Juni – 1. Juli) - Kastelruther Spatzen – Heimatliebe - 1 Woche (2. Juli – 8. Juli) - Danger Dan – Das ist alles von der Kunstfreiheit gedeckt - 1 Woche (9. Juli – 15. Juli) - Die Amigos – Freiheit - 1 Woche (16. Juli – 22. Juli) - RAF Camora – Zukunft - 1 Woche (23. Juli – 29. Juli, insgesamt 2 Wochen) - Farid Bang – Asozialer Marokkaner - 1 Woche (30. Juli – 5. August) - Die Schlagerpiloten – Blue Hawaii - 1 Woche (6. August – 12. August) - Cro – Trip - 1 Woche (13. August – 19. August) - Genetikk – MDNA - 1 Woche (20. August – 26. August) - Die Toten Hosen – Damenwahl - 1 Woche (27. August – 2. September) - Beatrice Egli – Alles was du brauchst - 1 Woche (3. September – 9. September) - Ufo361 – Destroy All Copies - 1 Woche (10. September – 16. September) - Kerstin Ott – Nachts sind alle Katzen grau - 1 Woche (17. September – 23. September) - Peter Maffay – So weit - 1 Woche (24. September – 30. September) - Die Ärzte – Dunkel - 1 Woche (1. Oktober – 7. Oktober) - RAF Camora – Zukunft - 1 Woche (8. Oktober – 14. Oktober, insgesamt 2 Wochen) - Santiano – Wenn die Kälte kommt - 1 Woche (15. Oktober – 21. Oktober) - Helene Fischer – Rausch - 4 Wochen (22. Oktober – 18. November, insgesamt 6 Wochen) - Broilers – Santa Claus - 1 Woche (19. November – 25. November) - Shirin David – Bitches brauchen Rap - 1 Woche (26. November – 2. Dezember) - Howard Carpendale & Royal Philharmonic Orchestra – Happy Christmas - 1 Woche (3. Dezember – 9. Dezember) - Helene Fischer – Rausch - 1 Woche (10. Dezember – 16. Dezember, insgesamt 6 Wochen) - Frei.Wild – 20 Jahre – Wir schaffen Deutsch.Land - 1 Woche (17. Dezember – 23. Dezember) - Fynn Kliemann – Nur - 1 Woche (24. Dezember – 30. Dezember) - Philipp Burger – Kontrollierte Anarchie - 1 Woche (31. Dezember 2021 – 6. Januar 2022)                                                                 |
| 2022 | 2023 |
| - Philipp Burger – Kontrollierte Anarchie - 1 Woche (31. Dezember 2021 – 6. Januar 2022) - Feuerschwanz – Memento mori - 1 Woche (7. Januar – 13. Januar) - Daniela Alfinito – Löwenmut - 1 Woche (14. Januar – 20. Januar) - Gzuz – Große Freiheit - 1 Woche (21. Januar – 27. Januar) - Bianca – Wege des Glaubens - 1 Woche (28. Januar – 3. Februar) - Versengold – Was kost die Welt - 1 Woche (4. Februar – 10. Februar) - Falco – The Sound of Musik - 1 Woche (11. Februar – 17. Februar) - Katja Krasavice – Pussy Power - 1 Woche (18. Februar – 24. Februar) - Finch – Rummelbums - 1 Woche (25. Februar – 3. März) - Casper – Alles war schön und nichts tat weh - 2 Wochen (4. März – 17. März) - Audio88 & Yassin & Torky Tork – Back im Game, Vol. 1 - 1 Woche (18. März – 24. März) - Edo Saiya – Polar - 1 Woche (25. März – 31. März) - Alligatoah – Rotz & Wasser - 1 Woche (1. April – 7. April, insgesamt 2 Wochen) - City – Die letzte Runde - 1 Woche (8. April – 14. April) - Alligatoah – Rotz & Wasser - 1 Woche (15. April – 21. April, insgesamt 2 Wochen) - Mike Singer – Emotions - 1 Woche (22. April – 28. April) - Sun Diego – Yellow Bar Mitzvah - 1 Woche (29. April – 5. Mai) - Rammstein – Zeit - 4 Wochen (6. Mai – 2. Juni, insgesamt 9 Wochen) - Die Toten Hosen – Alles aus Liebe: 40 Jahre Die Toten Hosen - 1 Woche (3. Juni – 9. Juni) - SDP – Ein gutes schlechtes Vorbild - 1 Woche (10. Juni – 16. Juni) - Rammstein – Zeit - 4 Wochen (17. Juni – 14. Juli, insgesamt 9 Wochen) - Cro – Raop - 1 Woche (15. Juli – 21. Juli, insgesamt 6 Wochen) - Capital Bra & Farid Bang – Deutschrap brandneu - 1 Woche (22. Juli – 28. Juli) - Die Amigos – Liebe siegt - 1 Woche (29. Juli – 4. August) - Andrea Berg – Ich würd’s wieder tun - 1 Woche (5. August – 11. August) - Kastelruther Spatzen – Freundschaft aus Gold - 1 Woche (12. August – 18. August) - Vanessa Mai – Metamorphose - 1 Woche (19. August – 25. August) - Rammstein – Zeit - 1 Woche (26. August – 1. September, insgesamt 9 Wochen) - Kontra K – Für den Himmel durch die Hölle - 1 Woche (2. September – 8. September) - Roland Kaiser – Perspektiven - 1 Woche (9. September – 15. September, insgesamt 2 Wochen) - Bonez MC & RAF Camora – Palmen aus Plastik 3 - 1 Woche (16. September – 22. September) - Provinz – Zorn & Liebe - 1 Woche (23. September – 29. September) - Kraftklub – Kargo - 1 Woche (30. September – 6. Oktober) - Luciano – Majestic - 1 Woche (7. Oktober – 13. Oktober) - Santiano – Die Sehnsucht ist mein Steuermann – Das Beste aus 10 Jahren - 1 Woche (14. Oktober – 20. Oktober) - Peter Maffay – Tabaluga – Die Welt ist wunderbar - 1 Woche (21. Oktober – 27. Oktober) - Helene Fischer – Rausch - 1 Woche (28. Oktober – 3. November, insgesamt 6 Wochen) - Ben Zucker – Was wir haben, ist für immer – Das Beste aus 5 Jahren - 1 Woche (4. November – 10. November) - Johannes Oerding – Plan A - 2 Wochen (11. November – 24. November) - 1986zig – Zweite Chance - 1 Woche (25. November – 1. Dezember) - Broilers – Puro amor - 1 Woche (2. Dezember – 8. Dezember, insgesamt 2 Wochen) - Yung Hurn – Crazy Horse Club Mixtape, Vol. 1 - 1 Woche (9. Dezember – 15. Dezember) - Sido – Paul - 1 Woche (16. Dezember – 22. Dezember, insgesamt 2 Wochen) - Udo Jürgens – Da capo, Udo Jürgens – Stationen einer Weltkarriere - 1 Woche (23. Dezember – 29. Dezember) - Sido – Paul - 1 Woche (30. Dezember 2022 – 5. Januar 2023, insgesamt 2 Wochen) | - Sido – Paul - 1 Woche (30. Dezember 2022 – 5. Januar 2023, insgesamt 2 Wochen) - Unantastbar – Wir leben laut - 1 Woche (6. Januar – 12. Januar) - Daniela Alfinito – Frei und grenzenlos - 1 Woche (13. Januar – 19. Januar) - Fantasy – Mitten im Feuer - 1 Woche (20. Januar – 26. Januar) - Die Amigos – Best Of - 1 Woche (27. Januar – 2. Februar) - Rudy Giovannini – Das Beste - 1 Woche (3. Februar – 9. Februar) - Donots – Heut ist ein guter Tag - 1 Woche (10. Februar – 16. Februar) - Fettes Brot – Hitstory - 1 Woche (17. Februar – 23. Februar) - Deichkind – Neues vom Dauerzustand - 1 Woche (24. Februar – 2. März) - Nina Chuba – Glas - 1 Woche (3. März – 9. März) - AnnenMayKantereit – Es ist Abend und wir sitzen bei mir - 1 Woche (10. März – 16. März) - Truck Stop – 50 Jahre - 1 Woche (17. März – 23. März) - Trettmann – Insomnia - 1 Woche (24. März – 30. März) - Herbert Grönemeyer – Das ist los - 2 Wochen (31. März – 13. April) - Element of Crime – Morgens um vier - 1 Woche (14. April – 20. April) - Rudy Giovannini – Hast du Zeit - 1 Woche (21. April – 27. April) - Finch – Dorfdisko zwei - 1 Woche (28. April – 4. Mai) - Bonez MC & Gzuz – High & hungrig 3 - 1 Woche (5. Mai – 11. Mai) - Die Toten Hosen – Kauf mich! - 1 Woche (12. Mai – 18. Mai, insgesamt 4 Wochen) - Reezy – Mr. Misunderstood - 1 Woche (19. Mai – 25. Mai) - Swiss und die Andern – Erstmal zu Penny - 1 Woche (26. Mai – 1. Juni) - Peter Fox – Love Songs - 1 Woche (2. Juni – 8. Juni, insgesamt 2 Wochen) - Silbermond – Auf Auf - 1 Woche (9. Juni – 15. Juni) - Apache 207 – Gartenstadt - 1 Woche (16. Juni – 22. Juni) - Montez – Liebe in Gefahr - 1 Woche (23. Juni – 29. Juni) - RAF Camora – XV - 1 Woche (30. Juni – 6. Juli, insgesamt 2 Wochen) - Beatrice Egli – Balance - 1 Woche (7. Juli – 13. Juli) - Kollegah – La Deutsche Vita - 1 Woche (14. Juli – 20. Juli) - Peter Fox – Love Songs - 1 Woche (21. Juli – 27. Juli, insgesamt 2 Wochen) - Feuerschwanz – Fegefeuer - 1 Woche (28. Juli – 3. August) - Roland Kaiser – Perspektiven - 1 Woche (4. August – 10. August, insgesamt 2 Wochen) - Die Schlagerpiloten – Rio - 1 Woche (11. August – 17. August) - Samy Deluxe – Hochkultur 2 - 1 Woche (18. August – 24. August) - Madsen – Hollywood - 1 Woche (25. August – 31. August) - Ayliva – Schwarzes Herz - 1 Woche (1. September – 7. September) - Katja Krasavice – Ein Herz für Bitches - 1 Woche (8. September – 14. September) - RAF Camora – XV - 1 Woche (15. September – 21. September, insgesamt 2 Wochen) - Twenty4tim – Phoenix - 1 Woche (22. September – 28. September) - Fantasy – Das Beste - 1 Woche (29. September – 5. Oktober) - Kastelruther Spatzen – Herz und Heimat - 1 Woche (6. Oktober – 12. Oktober) - Santiano – Doggerland - 1 Woche (6. Oktober – 19. Oktober, insgesamt 2 Wochen) - Ski Aggu – Denk mal drüber nach… - 1 Woche (20. Oktober – 26. Oktober) - Mark Forster – Supervision - 1 Woche (27. Oktober – 2. November) - Farid Bang – Asphalt Massaka 4 - 1 Woche (3. November – 9. November) - 01099 – Blaue Stunden - 1 Woche (10. November – 16. November) - Kontra K – Die Hoffnung klaut mir niemand - 1 Woche (17. November – 23. November, insgesamt 3 Wochen) - Andrea Berg – Weihnacht - 1 Woche (24. November – 30. November) - Casper – Nur Liebe, immer. - 1 Woche (1. Dezember – 7. Dezember) - Wincent Weiss – Wincents Weiße Weihnachten - 1 Woche (8. Dezember – 14. Dezember, insgesamt 2 Wochen) - Ben Zucker – Heute nicht! - 1 Woche (15. Dezember – 21. Dezember) - Santiano – Doggerland - 1 Woche (22. Dezember – 28. Dezember, insgesamt 2 Wochen) - Die Amigos – Atlantis wird leben - 1 Woche (29. Dezember 2023 – 4. Januar 2024) |
| 2024 | 2025 |
| - Die Amigos – Atlantis wird leben - 1 Woche (29. Dezember 2023 – 4. Januar 2024) - Ikke Hüftgold – Nummer eins - 1 Woche (5. Januar – 11. Januar) - OG Keemo – Fieber - 1 Woche (12. Januar – 18. Januar) - Jazeek – Ninetynine - 1 Woche (19. Januar – 25. Januar) - Fantasy – Phönix aus der Asche - 1 Woche (26. Januar – 1. Februar) - Böhse Onkelz – 40 Jahre Onkelz – Live im Waldstadion - 1 Woche (2. Februar – 8. Februar) - Vega – Wieso sie Stürme nach Menschen benennen - 1 Woche (9. Februar – 15. Februar) - Olli Schulz – Vom Rand der Zeit - 1 Woche (16. Februar – 22. Februar) - Luciano – Seductive - 2 Wochen (23. Februar – 7. März) - Kontra K – Die Hoffnung klaut mir niemand - 1 Woche (8. März – 14. März, insgesamt 3 Wochen) - Paula Hartmann – Kleine Feuer - 1 Woche (15. März – 21. März) - Kontra K – Die Hoffnung klaut mir niemand - 1 Woche (22. März – 28. März, insgesamt 3 Wochen) - Alligatoah – Off - 1 Woche (29. März – 4. April) - Maite Kelly – Nur Liebe - 1 Woche (5. April – 11. April) - Kettcar – Gute Laune ungerecht verteilt - 1 Woche (12. April – 18. April) - Kolja Goldstein – Interpol - 1 Woche (19. April – 25. April) - Marsimoto – Keine Intelligenz - 1 Woche (26. April – 2. Mai) - Niedeckens BAP – Zeitreise / Live im Sartory - 1 Woche (3. Mai – 9. Mai) - Reinhard Mey – Nach Haus - 2 Wochen (10. Mai – 23. Mai) - Verschiedene Interpreten – Sing meinen Song – Das Tauschkonzert Vol. 11 - 1 Woche (24. Mai – 30. Mai) - Rudy Giovannini – Wenn im Frühling Blumen blühen - 1 Woche (31. Mai – 6. Juni) - Roy Bianco & Die Abbrunzati Boys – Kult - 1 Woche (7. Juni – 13. Juni) - Saltatio Mortis – Finsterwacht - 1 Woche (14. Juni – 20. Juni) - Pashanim – 2000 - 1 Woche (21. Juni – 27. Juni) - K.I.Z – Görlitzer Park - 1 Woche (28. Juni – 4. Juli) - Azet & Dardan – Eurosport - 1 Woche (5. Juli – 11. Juli) - Michelle – Flutlicht - 1 Woche (12. Juli – 18. Juli) - dArtagnan – Herzblut - 1 Woche (19. Juli – 25. Juli) - Kool Savas – Rap Genius - 1 Woche (26. Juli – 1. August) - Edo Saiya – Lieder vom Leben - 1 Woche (2. August – 8. August) - Kollegah – Still King - 1 Woche (9. August – 15. August) - Goitzsche Front – Jugend von gestern - 1 Woche (16. August – 22. August) - Ayliva – In Liebe - 2 Wochen (23. August – 5. September, insgesamt 3 Wochen) - Ski Aggu – Wilmersdorfs Kind - 1 Woche (6. September – 12. September) - Ayliva – In Liebe - 1 Woche (13. September – 19. September, insgesamt 3 Wochen) - 01099 – Kinder der Nacht - 1 Woche (20. September – 26. September) - Die Amigos – Stimmen der Nacht - 1 Woche (27. September – 3. Oktober) - Weimar – 1331 - 1 Woche (4. Oktober – 10. Oktober) - Die Fantastischen Vier – Long Player - 1 Woche (11. Oktober – 17. Oktober) - Peter Maffay – We Love Rock’n’Roll (Leipzig-Live-2024) - 1 Woche (18. Oktober – 24. Oktober) - Andrea Berg – Andrea Berg - 1 Woche (25. Oktober – 31. Oktober, insgesamt 2 Wochen) - SDP – Best Of – 25 Jahre SDP - 1 Woche (1. November – 7. November) - Bonez MC – Gameboy - 1 Woche (8. November – 14. November) - Helene Fischer – Die schönsten Kinderlieder - 1 Woche (15. November – 21. November) - Die Toten Hosen – Unter falscher Flagge - 1 Woche (22. November – 28. November) - Dämmerland – Dämmerland - 1 Woche (29. November – 5. Dezember) - Wincent Weiss – Wincents Weiße Weihnachten - 1 Woche (6. Dezember – 12. Dezember, insgesamt 2 Wochen) - Die Toten Hosen – Unsterblich - 1 Woche (13. Dezember – 19. Dezember, insgesamt 10 Wochen) - Casper – Live in Bielefeld - 1 Woche (20. Dezember – 26. Dezember) - Trailerpark – Goldener Schluss (Live in Berlin) - 1 Woche (27. Dezember 2024 – 2. Januar 2025) | - Trailerpark – Goldener Schluss (Live in Berlin) - 1 Woche (27. Dezember 2024 – 2. Januar 2025) - Thomas Anders & Florian Silbereisen – Nochmal! - 1 Woche (3. Januar – 9. Januar) - Daniela Alfinito – Blick nach vorn - 1 Woche (10. Januar – 16. Januar) - Fynn Kliemann – Tod - 1 Woche (17. Januar – 23. Januar, insgesamt 2 Wochen) - Isi Glück – Alles Isi - 1 Woche (24. Januar – 30. Januar) - Hämatom – Für dich - 1 Woche (31. Januar – 6. Februar) - LX – Dopeboy Dreams - 1 Woche (7. Februar – 13. Februar) - Finch – Schluss mit lustig - 1 Woche (14. Februar – 20. Februar) - Shirin David – Schlau aber blond - 1 Woche (21. Februar – 27. Februar) - Provinz – Pazifik - 1 Woche (28. Februar – 6. März) - Ritter Lean – Stell dir vor - 1 Woche (7. März – 13. März) - Fynn Kliemann – Tod - 1 Woche (14. März – 20. März, insgesamt 2 Wochen) - Eisbrecher – Kaltfront°! - 1 Woche (21. März – 27. März) - Fantasy – Willkommen im Wunderland - 1 Woche (28. März – 3. April) - O’Bros – To Be Honest. - 1 Woche (4. April – 10. April) - Zartmann – Schönhauser - 1 Woche (11. April – 17. April) - Jazeek – Most Valuable Playa - 3 Wochen (18. April – 8. Mai) - Pashanim – Grünewürfelflow - 2 Wochen (9. Mai – 22. Mai) - Tom Twers – Ein ja reicht - 1 Woche (23. Mai – 29. Mai) - Sarah Connor – Freigeistin - 1 Woche (30. Mai – 5. Juni) - Feine Sahne Fischfilet – Wir kommen in Frieden - 1 Woche (6. Juni – 12. Juni) - Willkuer – Drei - 1 Woche (13. Juni – 19. Juni) - Souly – Traence - 1 Woche (20. Juni – 26. Juni) - Andrea Berg – Andrea Berg - 1 Woche (27. Juni – 3. Juli, insgesamt 2 Wochen) - Dota – Springbrunnen - 1 Woche (4. Juli – 10. Juli) - Ross Antony – 100 Jahre gute Laune - 1 Woche (11. Juli – 17. Juli) - Samra – Kareem - 1 Woche (18. Juli – 24. Juli) - Die Amigos – Lebe jetzt - 1 Woche (25. Juli – 31. Juli) - Gzuz – Scherbenhaus - 1 Woche (1. August – 7. August) - Kolja Goldstein – Kouwe ouwe - … Wochen (seit dem 8. August) |

## Künstler mit den meisten Nummer-eins-Alben
Diese Liste beinhaltet alle Künstler nach Anzahl ihrer Nummer-eins-Alben absteigend, welche sich mit mindestens fünf Alben an der Spitze der Deutschsprachigen Album Top 15 platzieren konnten, sowie eine detaillierte Auflistung aller Alben von Künstlern mit mindestens zehn Nummer-eins-Erfolgen in chronologischer Reihenfolge. Bei gleicher Titelanzahl sind die Künstler alphabetisch aufgeführt.
- 28:  Peter Maffay
- 20:  Die Amigos
- 18:  Die Toten Hosen / Die Roten Rosen
- 15:  Die Ärzte,  BAP / Niedeckens BAP und  Herbert Grönemeyer
- 14:  Andrea Berg
- 13:  Böhse Onkelz und  Pur
- 12:  Rammstein
- 11:  Bushido / Sonny Black,  Helene Fischer,  Kollegah und  Xavier Naidoo
- 10:  Fantasy und  Marius Müller-Westernhagen
- 09:   Farid Bang und  Frei.Wild
- 08:  Bonez MC,  Fler / Frank White,   Udo Jürgens,  Kontra K,  Udo Lindenberg (+ Panikorchester),  Wolfgang Petry,  RAF Camora / RAF 3.0,  Santiano,  Sido und  Otto Waalkes
- 07:  Casper,  Die Fantastischen Vier,  Die Flippers,  James Last und  Kool Savas
- 06:  Daniela Alfinito,   Howard Carpendale,  Falco,  Gzuz,  Kastelruther Spatzen,  KC Rebell,  Reinhard Mey,  Saltatio Mortis,  Schiller,  Die Schlümpfe (1990er/2000er),  Ufo361 und  Unheilig
- 05:  Broilers,  Capital Bra,  Cro,  Farin Urlaub (+ Racing Team),  In Extremo,  Rosenstolz,  Shindy,  Silbermond,  Söhne Mannheims und  Sportfreunde Stiller

- Des Weiteren platzierten sich sieben Alben der Samplerreihe Sing meinen Song – Das Tauschkonzert an der Chartspitze.

### Peter Maffay

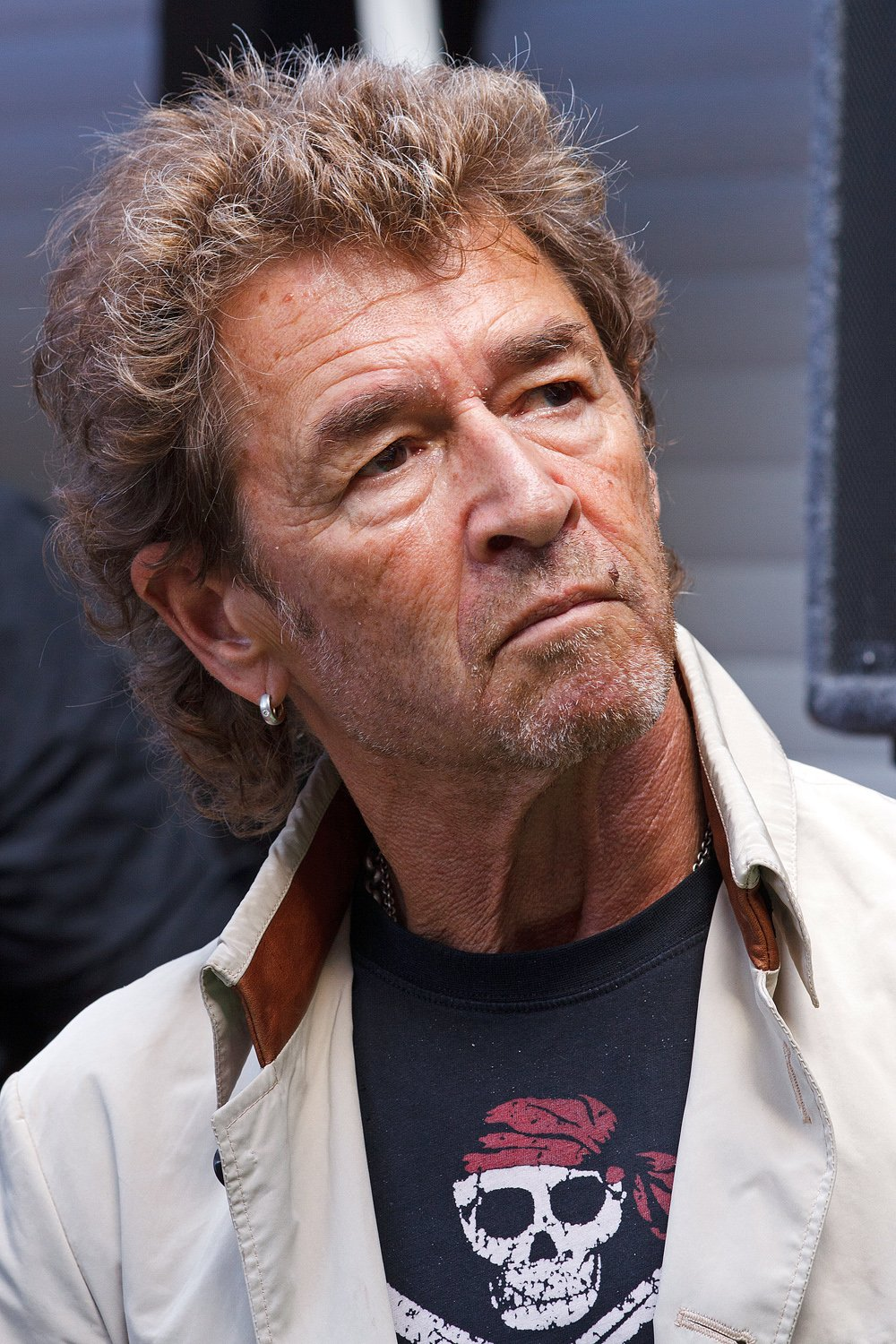
Peter Maffay (2011)

| Jahr | Titel                                   | Verweildauer | Anmerkungen |
| ---- | --------------------------------------- | ------------ | ----------- |
| 1977 | Und es war Sommer                       | 2 Monate     |             |
| 1979 | Steppenwolf                             | 14 Wochen    |             |
| 1979 | Frei sein                               | 6 Wochen     |             |
| 1980 | Revanche                                | 13 Wochen    |             |
| 1982 | Ich will leben                          | 5 Wochen     |             |
| 1983 | Tabaluga oder die Reise zur Vernunft    | 11 Wochen    |             |
| 1984 | Carambolage                             | 2 Wochen     |             |
| 1985 | Sonne in der Nacht                      | 14 Wochen    |             |
| 1986 | Tabaluga und das leuchtende Schweigen   | 9 Wochen     |             |
| 1988 | Lange Schatten                          | 9 Wochen     |             |
| 1989 | Kein Weg zu weit                        | 10 Wochen    |             |
| 1991 | 38317                                   | 2 Wochen     |             |
| 1996 | Sechsundneunzig                         | 7 Wochen     |             |
| 1998 | Begegnungen                             | 1 Woche      |             |
| 2000 | X                                       | 1 Woche      |             |
| 2001 | Heute vor 30 Jahren                     | 6 Wochen     |             |
| 2004 | Tabaluga und das verschenkte Glück      | 1 Woche      |             |
| 2005 | Laut & leise                            | 3 Wochen     |             |
| 2008 | Ewig                                    | 3 Wochen     |             |
| 2010 | Tattoos                                 | 3 Wochen     |             |
| 2011 | Tabaluga und die Zeichen der Zeit       | 2 Wochen     |             |
| 2014 | Wenn das so ist                         | 2 Wochen     |             |
| 2015 | Tabaluga – Es lebe die Freundschaft     | 1 Woche      |             |
| 2017 | MTV Unplugged                           | 6 Wochen     |             |
| 2019 | Jetzt!                                  | 1 Woche      |             |
| 2021 | So weit                                 | 1 Woche      |             |
| 2022 | Tabaluga – Die Welt ist wunderbar       | 1 Woche      |             |
| 2024 | We Love Rock’n’Roll (Leipzig-Live-2024) | 1 Woche      |             |

### Die Amigos

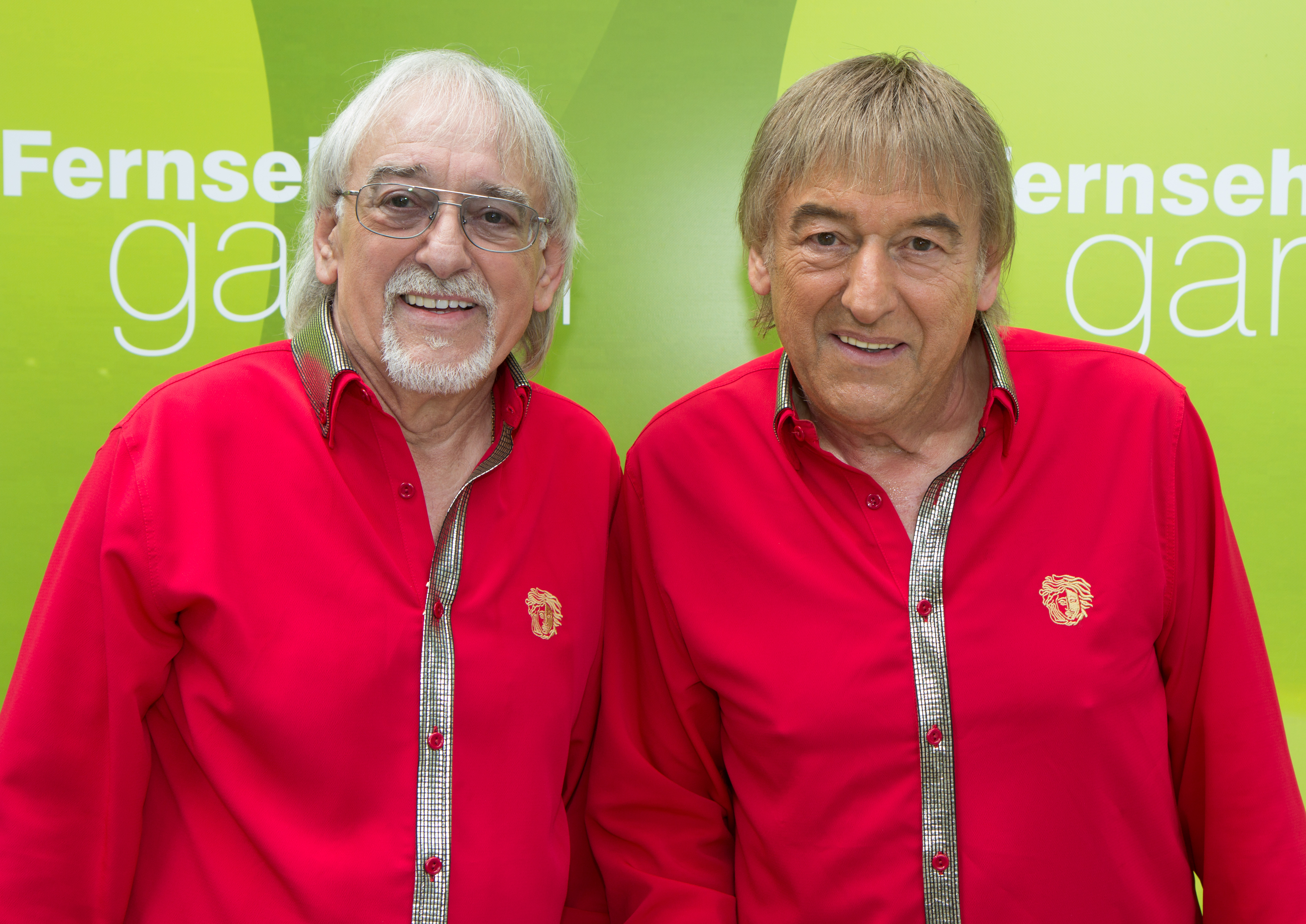
Die Amigos (2018)

| Jahr | Titel                                | Verweildauer | Anmerkungen |
| ---- | ------------------------------------ | ------------ | ----------- |
| 2007 | Der helle Wahnsinn                   | 1 Woche      |             |
| 2008 | Ein Tag im Paradies                  | 1 Woche      |             |
| 2009 | Sehnsucht, die wie Feuer brennt      | 1 Woche      |             |
| 2011 | Mein Himmel auf Erden                | 1 Woche      |             |
| 2012 | Bis ans Ende der Zeit                | 1 Woche      |             |
| 2013 | Im Herzen jung                       | 1 Woche      |             |
| 2014 | Sommerträume                         | 1 Woche      |             |
| 2015 | Santiago Blue                        | 1 Woche      |             |
| 2016 | Wie ein Feuerwerk                    | 1 Woche      |             |
| 2017 | Zauberland                           | 2 Wochen     |             |
| 2018 | 110 Karat                            | 1 Woche      |             |
| 2019 | Babylon                              | 1 Woche      |             |
| 2020 | 50 Jahre: Unsere Schlager von damals | 1 Woche      |             |
| 2020 | Tausend Träume                       | 1 Woche      |             |
| 2021 | Freiheit                             | 1 Woche      |             |
| 2022 | Liebe siegt                          | 1 Woche      |             |
| 2023 | Best Of                              | 1 Woche      |             |
| 2023 | Atlantis wird leben                  | 1 Woche      |             |
| 2024 | Stimmen der Nacht                    | 1 Woche      |             |
| 2025 | Lebe jetzt                           | 1 Woche      |             |

### Die Toten Hosen / Die Roten Rosen

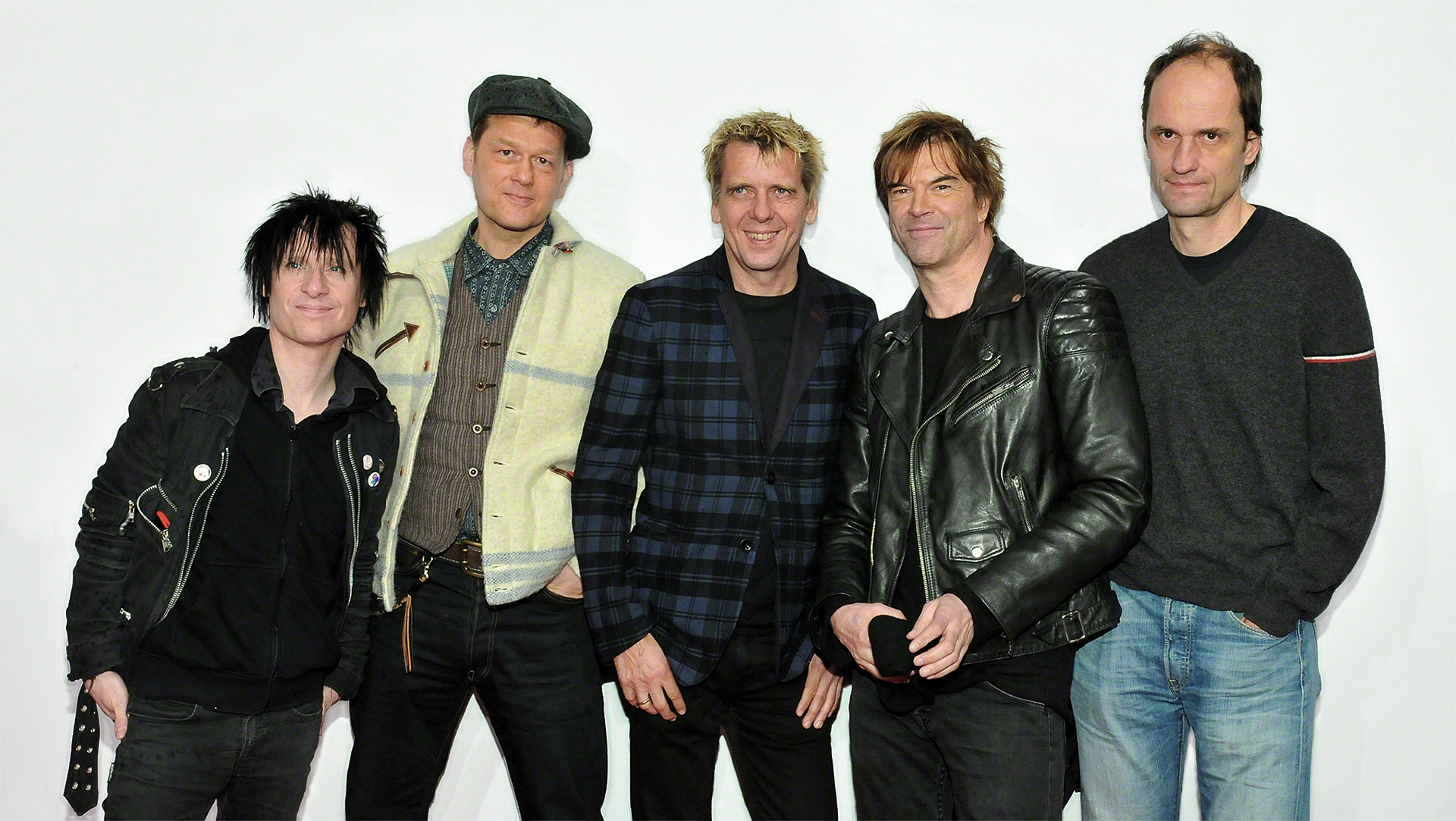
Die Toten Hosen (2013)

| Jahr | Titel                                          | Verweildauer | Anmerkungen                                        |
| ---- | ---------------------------------------------- | ------------ | -------------------------------------------------- |
| 1990 | Auf dem Kreuzzug ins Glück                     | 5 Wochen     |                                                    |
| 1993 | Kauf mich!                                     | 4 Wochen     |                                                    |
| 1996 | Opium fürs Volk                                | 5 Wochen     |                                                    |
| 1996 | Im Auftrag des Herrn                           | 4 Wochen     |                                                    |
| 1998 | Wir warten auf’s Christkind                    | 4 Wochen     | als Die Roten Rosen                                |
| 1999 | Unsterblich                                    | 10 Wochen    |                                                    |
| 2002 | Auswärtsspiel                                  | 5 Wochen     |                                                    |
| 2004 | Zurück zum Glück                               | 2 Wochen     |                                                    |
| 2005 | Nur zu Besuch: Unplugged im Wiener Burgtheater | 1 Woche      |                                                    |
| 2008 | In aller Stille                                | 1 Woche      |                                                    |
| 2012 | Ballast der Republik                           | 10 Wochen    |                                                    |
| 2014 | Der Krach der Republik                         | 1 Woche      |                                                    |
| 2017 | Laune der Natur                                | 1 Woche      |                                                    |
| 2018 | Ein kleines bißchen Horrorschau                | 1 Woche      | erreichte zum 30-jährigen Jubiläum die Chartspitze |
| 2019 | Alles ohne Strom                               | 1 Woche      |                                                    |
| 2021 | Damenwahl                                      | 1 Woche      |                                                    |
| 2022 | Alles aus Liebe: 40 Jahre Die Toten Hosen      | 1 Woche      |                                                    |
| 2024 | Unter falscher Flagge                          | 1 Woche      | erreichte zum 40-jährigen Jubiläum die Chartspitze |

### Die Ärzte

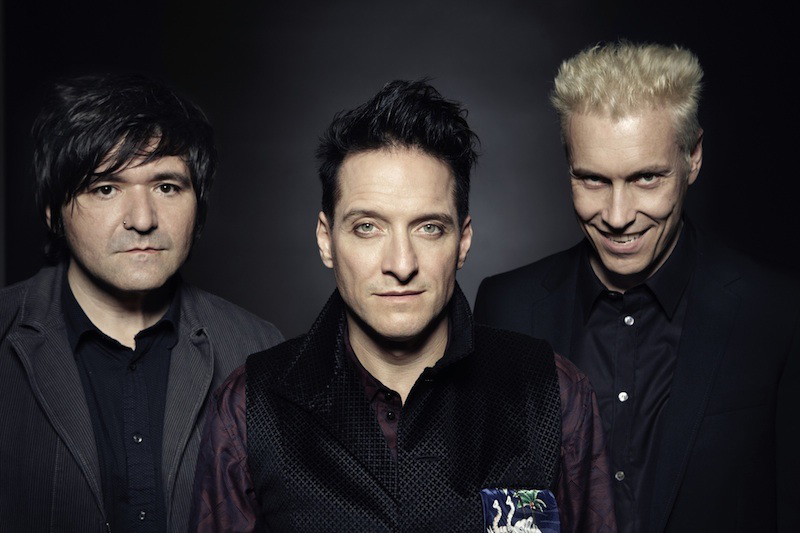
Die Ärzte (2012)

| Jahr | Titel                                       | Verweildauer | Anmerkungen |
| ---- | ------------------------------------------- | ------------ | ----------- |
| 1988 | Nach uns die Sintflut                       | 11 Wochen    |             |
| 1989 | Die Ärzte früher!                           | 5 Wochen     |             |
| 1993 | Die Bestie in Menschengestalt               | 11 Wochen    |             |
| 1996 | Le Frisur                                   | 6 Wochen     |             |
| 1998 | 13                                          | 11 Wochen    |             |
| 1999 | Wir wollen nur deine Seele                  | 2 Wochen     |             |
| 2000 | Runter mit den Spendierhosen, Unsichtbarer! | 5 Wochen     |             |
| 2003 | Geräusch                                    | 4 Wochen     |             |
| 2004 | Die Band, die sie Pferd nannten             | 1 Woche      |             |
| 2006 | Bäst of                                     | 2 Wochen     |             |
| 2007 | Jazz ist anders                             | 10 Wochen    |             |
| 2012 | auch                                        | 3 Wochen     |             |
| 2013 | Die Nacht der Dämonen                       | 1 Woche      |             |
| 2020 | Hell                                        | 3 Wochen     |             |
| 2021 | Dunkel                                      | 1 Woche      |             |

### BAP / Niedeckens BAP

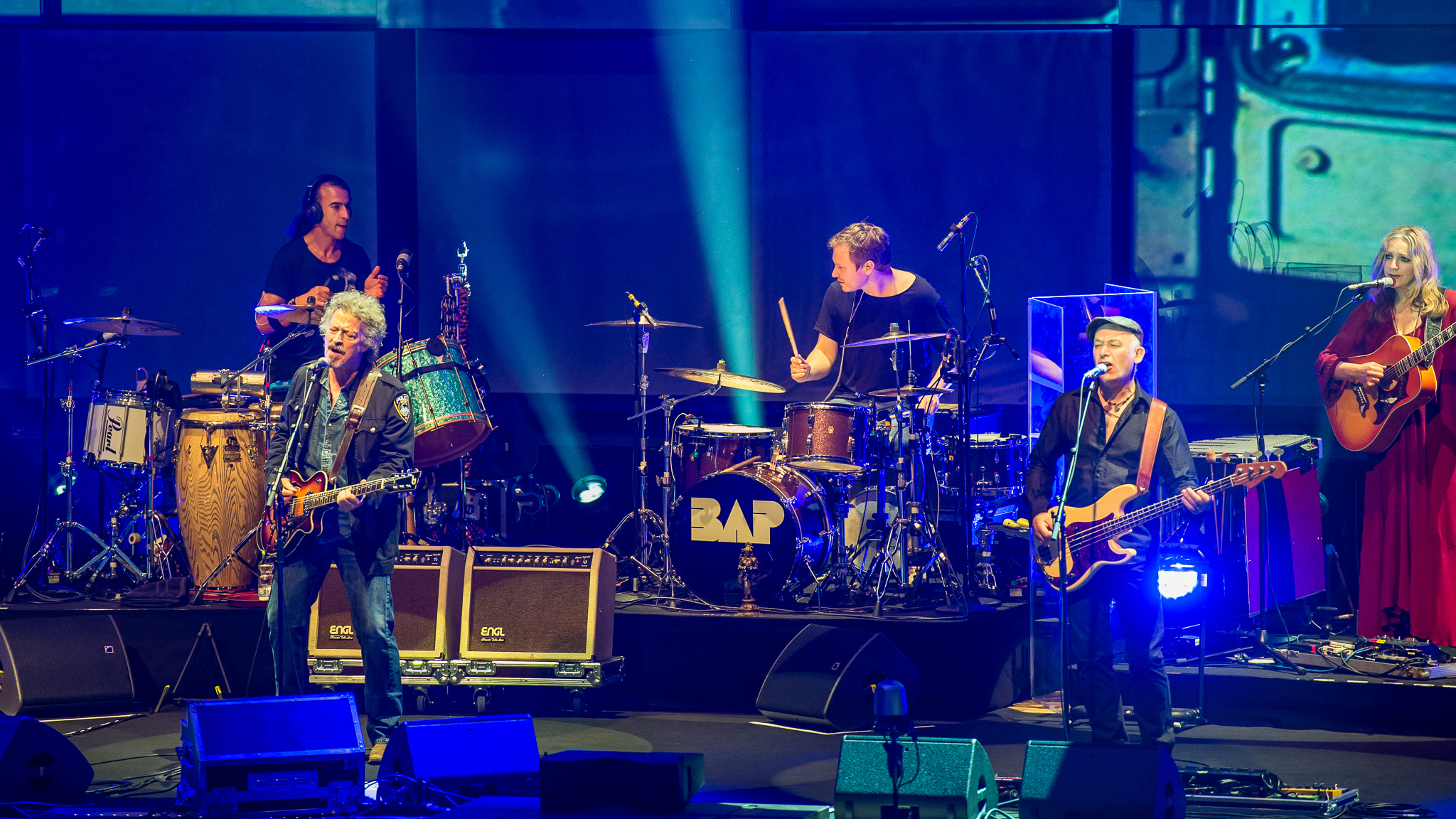
BAP (2016)

| Jahr | Titel                             | Verweildauer | Anmerkungen        |
| ---- | --------------------------------- | ------------ | ------------------ |
| 1982 | Für usszeschnigge!                | 2 Wochen     |                    |
| 1982 | vun drinne noh drusse             | 19 Wochen    |                    |
| 1983 | Bess demnähx                      | 10 Wochen    |                    |
| 1984 | Zwesche Salzjebäck un Bier        | 8 Wochen     |                    |
| 1986 | Ahl Männer, aalglatt              | 7 Wochen     |                    |
| 1988 | Da Capo                           | 10 Wochen    |                    |
| 1990 | X für ’e U                        | 2 Wochen     |                    |
| 1991 | … affrocke!!                      | 4 Wochen     |                    |
| 1993 | Pik Sibbe                         | 2 Wochen     |                    |
| 1999 | Comics & Pin-Ups                  | 1 Woche      |                    |
| 2001 | Aff un zo                         | 7 Wochen     |                    |
| 2008 | Radio Pandora                     | 1 Woche      |                    |
| 2014 | Das Märchen vom gezogenen Stecker | 1 Woche      | als Niedeckens BAP |
| 2018 | Live und deutlich                 | 1 Woche      | als Niedeckens BAP |
| 2024 | Zeitreise / Live im Sartory       | 1 Woche      | als Niedeckens BAP |

### Herbert Grönemeyer

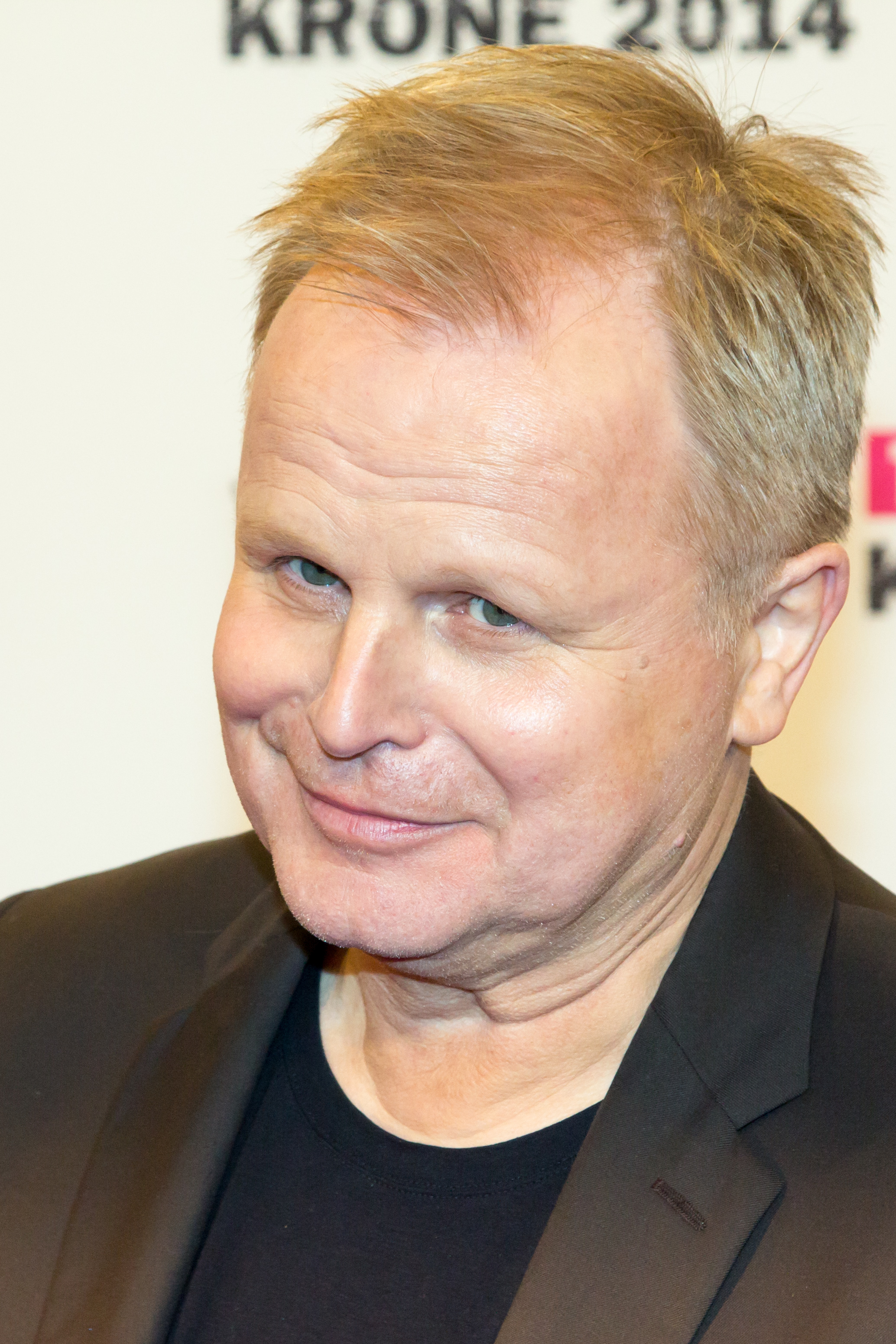
Herbert Grönemeyer (2014)

| Jahr | Titel                   | Verweildauer | Anmerkungen |
| ---- | ----------------------- | ------------ | ----------- |
| 1984 | 4630 Bochum             | 45 Wochen    |             |
| 1986 | Sprünge                 | 25 Wochen    |             |
| 1988 | Ö                       | 21 Wochen    |             |
| 1990 | Luxus                   | 7 Wochen     |             |
| 1993 | Chaos                   | 11 Wochen    |             |
| 1995 | Grönemeyer – Live       | 1 Woche      |             |
| 1998 | Bleibt alles anders     | 5 Wochen     |             |
| 2002 | Mensch                  | 19 Wochen    |             |
| 2003 | Mensch – Live           | 6 Wochen     |             |
| 2007 | 12                      | 7 Wochen     |             |
| 2008 | Was muss muss – Best Of | 8 Wochen     |             |
| 2011 | Schiffsverkehr          | 9 Wochen     |             |
| 2014 | Dauernd jetzt           | 2 Wochen     |             |
| 2018 | Tumult                  | 4 Wochen     |             |
| 2023 | Das ist los             | 2 Wochen     |             |

### Andrea Berg

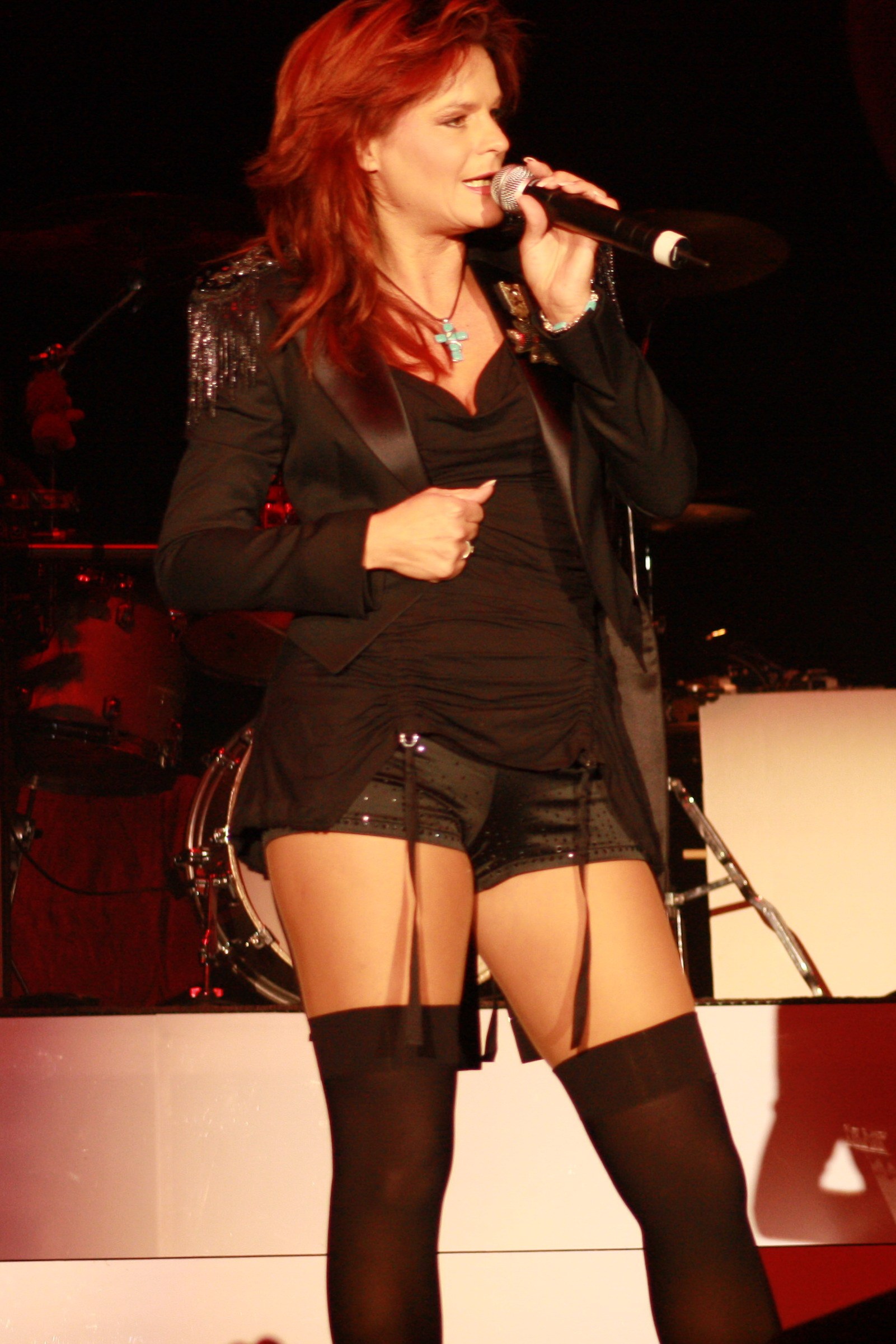
Andrea Berg (2010)

| Jahr | Titel                                     | Verweildauer | Anmerkungen |
| ---- | ----------------------------------------- | ------------ | ----------- |
| 2003 | Machtlos                                  | 1 Woche      |             |
| 2004 | Du                                        | 3 Wochen     |             |
| 2006 | Splitternackt                             | 1 Woche      |             |
| 2009 | Zwischen Himmel & Erde                    | 2 Wochen     |             |
| 2010 | Schwerelos                                | 6 Wochen     |             |
| 2011 | Abenteuer                                 | 3 Wochen     |             |
| 2013 | Atlantis                                  | 2 Wochen     |             |
| 2014 | Atlantis – Andrea Berg Live das Heimspiel | 2 Wochen     |             |
| 2016 | Seelenbeben                               | 3 Wochen     |             |
| 2017 | 25 Jahre Abenteuer Leben                  | 2 Wochen     |             |
| 2019 | Mosaik                                    | 1 Woche      |             |
| 2022 | Ich würd’s wieder tun                     | 1 Woche      |             |
| 2023 | Weihnacht                                 | 1 Woche      |             |
| 2024 | Andrea Berg                               | 2 Wochen     |             |

### Böhse Onkelz

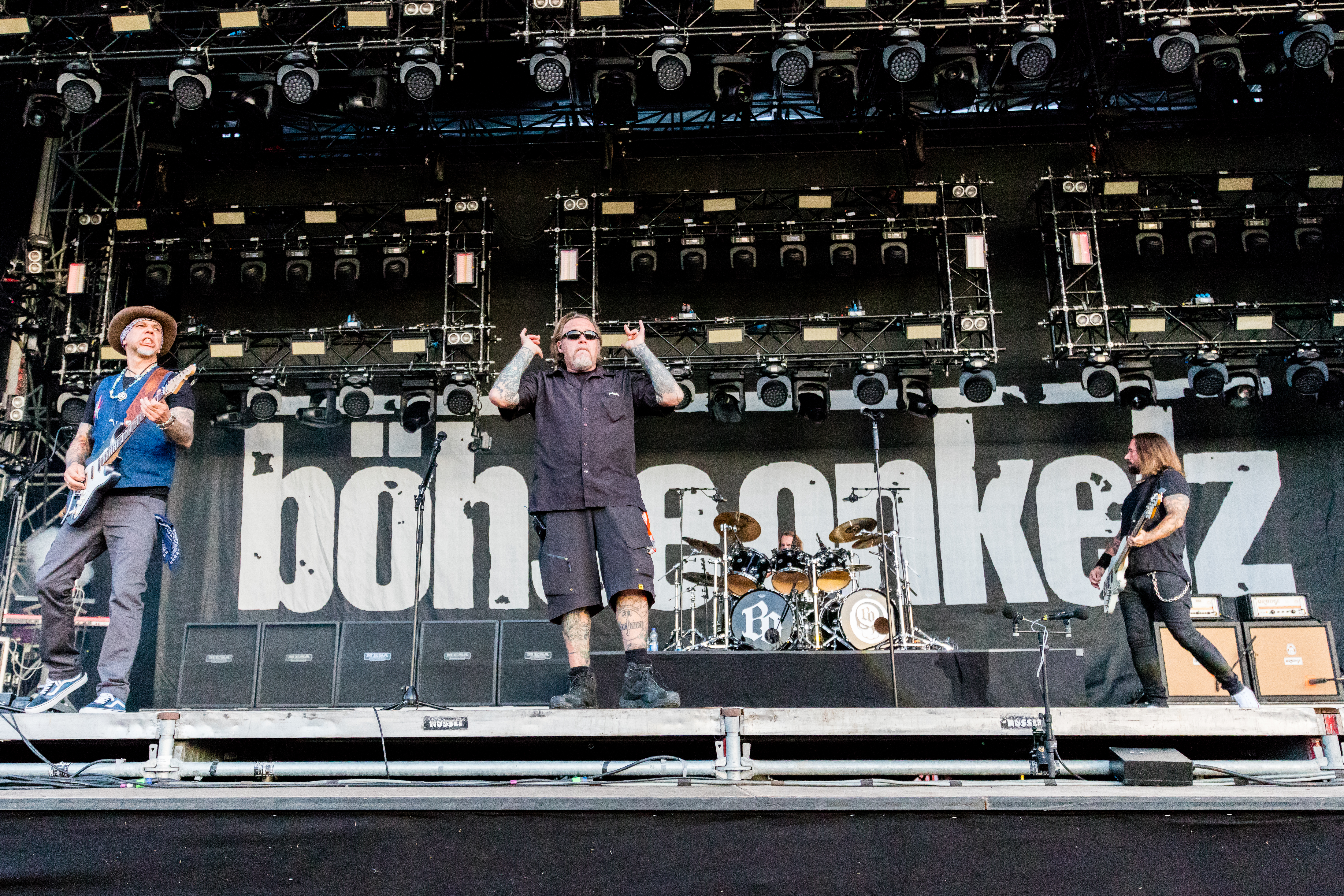
Böhse Onkelz (2018)

| Jahr | Titel                                             | Verweildauer | Anmerkungen |
| ---- | ------------------------------------------------- | ------------ | ----------- |
| 1992 | Heilige Lieder                                    | 2 Wochen     |             |
| 1998 | Viva los Tioz                                     | 1 Woche      |             |
| 2000 | Ein böses Märchen … aus tausend finsteren Nächten | 4 Wochen     |             |
| 2002 | Dopamin                                           | 5 Wochen     |             |
| 2004 | Adios                                             | 4 Wochen     |             |
| 2005 | Live in Hamburg                                   | 1 Woche      |             |
| 2005 | La Ultima / Live in Berlin                        | 1 Woche      |             |
| 2007 | Vaya con Tioz                                     | 1 Woche      |             |
| 2016 | Böhse für’s Leben                                 | 1 Woche      |             |
| 2016 | Memento                                           | 1 Woche      |             |
| 2017 | Memento – Gegen die Zeit + Live in Berlin         | 1 Woche      |             |
| 2020 | Böhse Onkelz                                      | 2 Wochen     |             |
| 2024 | 40 Jahre Onkelz – Live im Waldstadion             | 1 Woche      |             |

### Pur

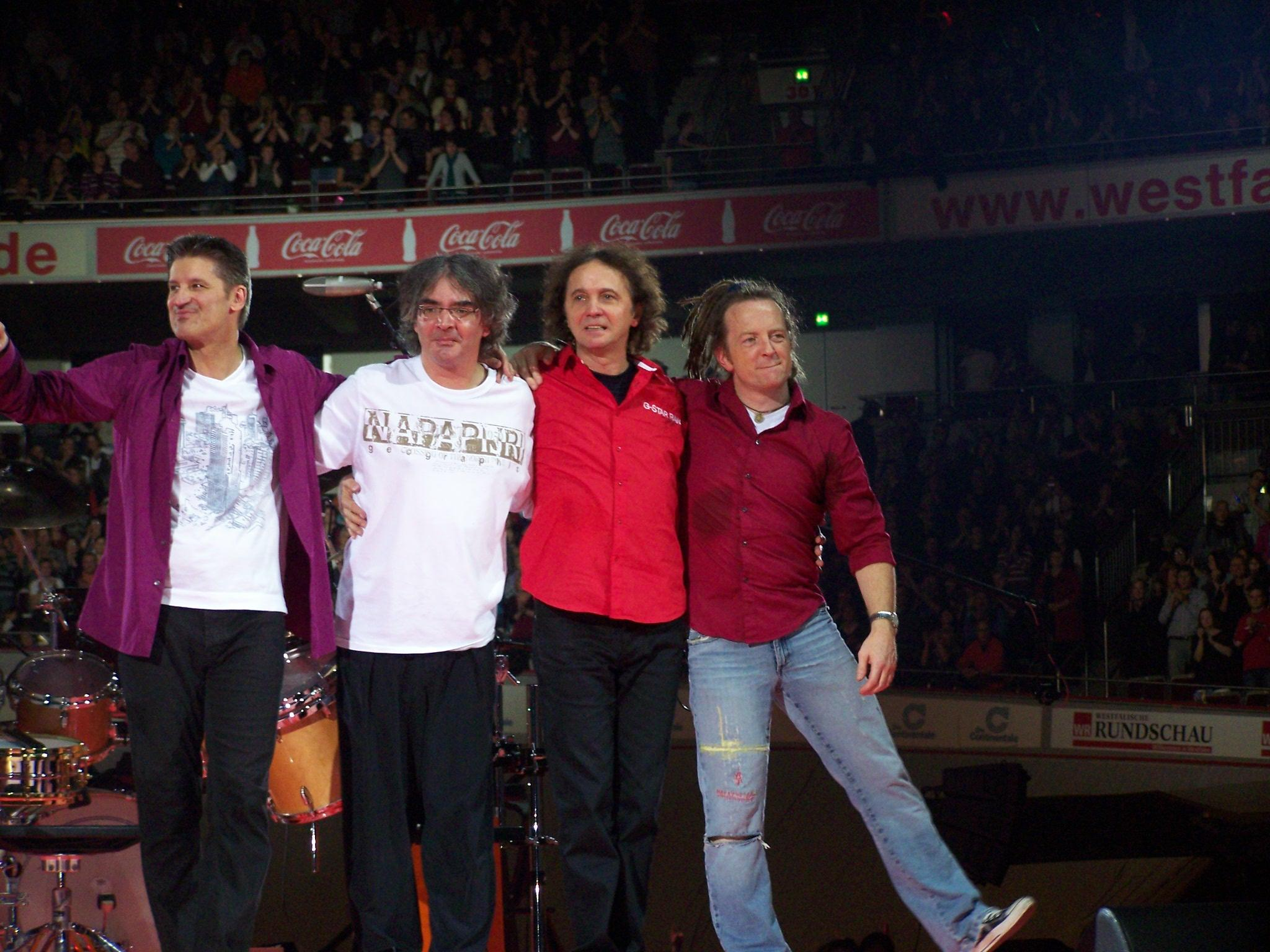
Pur (2009)

| Jahr | Titel                                 | Verweildauer | Anmerkungen |
| ---- | ------------------------------------- | ------------ | ----------- |
| 1992 | Pur Live                              | 2 Wochen     |             |
| 1993 | Seiltänzertraum                       | 15 Wochen    |             |
| 1995 | Abenteuerland                         | 22 Wochen    |             |
| 1996 | Pur Live – Die Zweite                 | 6 Wochen     |             |
| 1998 | Mächtig viel Theater                  | 8 Wochen     |             |
| 2000 | Mittendrin                            | 6 Wochen     |             |
| 2001 | Hits PUR – 20 Jahre eine Band         | 10 Wochen    |             |
| 2003 | Was ist passiert?                     | 5 Wochen     |             |
| 2004 | PUR Klassisch – Live auf Schalke 2004 | 1 Woche      |             |
| 2006 | Es ist wie es ist                     | 1 Woche      |             |
| 2009 | Wünsche                               | 1 Woche      |             |
| 2012 | Schein & Sein                         | 2 Wochen     |             |
| 2015 | Achtung                               | 2 Wochen     |             |

### Rammstein

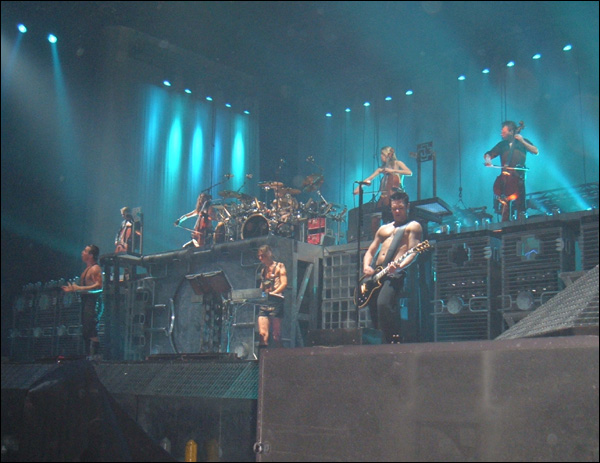
Rammstein (2005)

| Jahr | Titel                     | Verweildauer | Anmerkungen                                        |
| ---- | ------------------------- | ------------ | -------------------------------------------------- |
| 1997 | Sehnsucht                 | 5 Wochen     |                                                    |
| 1999 | Live aus Berlin           | 2 Wochen     |                                                    |
| 2001 | Mutter                    | 10 Wochen    |                                                    |
| 2004 | Reise, Reise              | 2 Wochen     |                                                    |
| 2005 | Rosenrot                  | 3 Wochen     |                                                    |
| 2006 | Völkerball                | 5 Wochen     |                                                    |
| 2009 | Liebe ist für alle da     | 4 Wochen     |                                                    |
| 2011 | Made in Germany 1995–2011 | 1 Woche      |                                                    |
| 2017 | Rammstein: Paris          | 1 Woche      |                                                    |
| 2019 | Unbetitelt                | 6 Wochen     |                                                    |
| 2020 | Herzeleid                 | 1 Woche      | erreichte zum 25-jährigen Jubiläum die Chartspitze |
| 2022 | Zeit                      | 9 Wochen     |                                                    |

### Bushido / Sonny Black

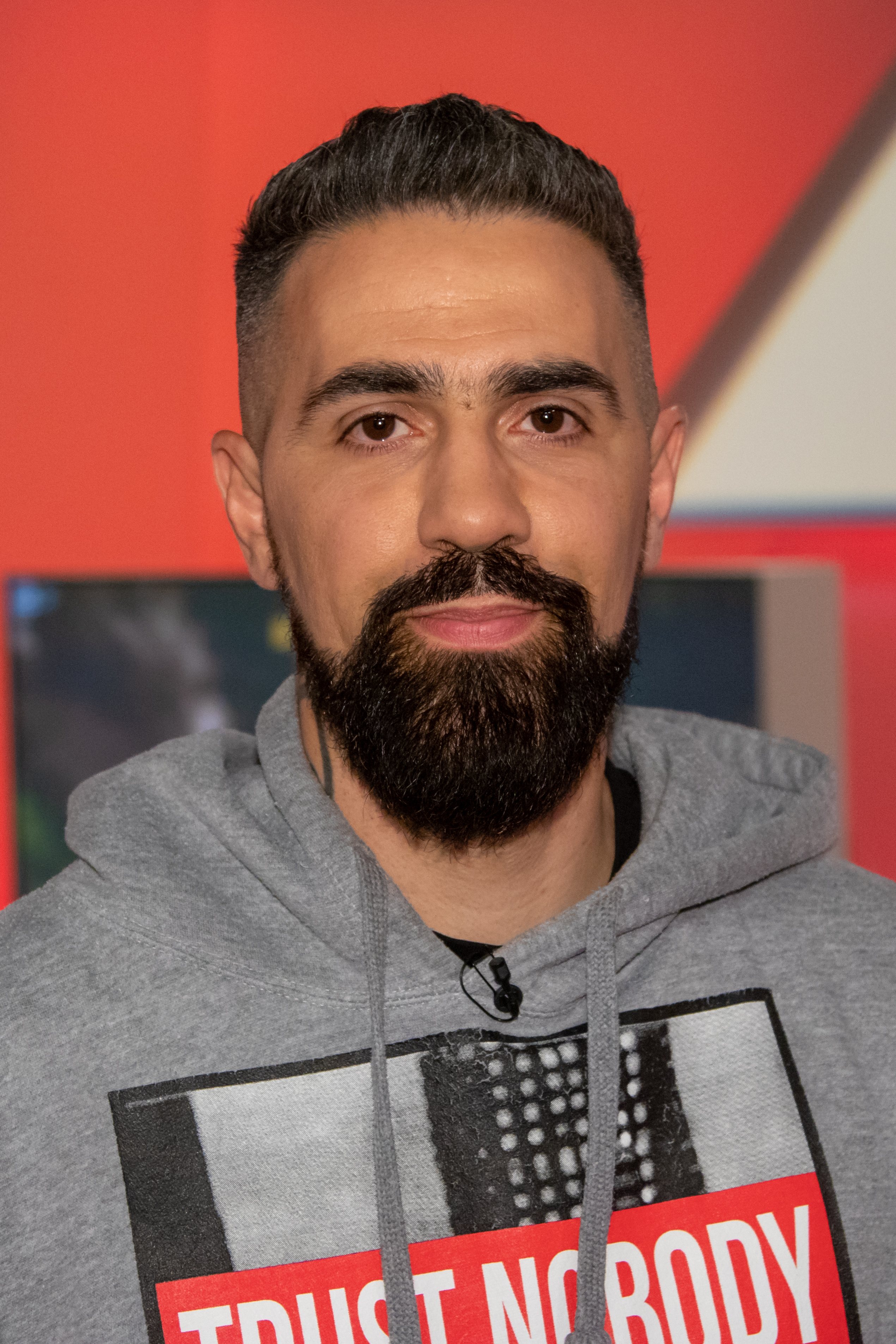
Bushido (2018)

| Jahr | Titel                     | Verweildauer | Anmerkungen                     |
| ---- | ------------------------- | ------------ | ------------------------------- |
| 2007 | 7                         | 2 Wochen     |                                 |
| 2008 | Heavy Metal Payback       | 1 Woche      |                                 |
| 2009 | Carlo Cokxxx Nutten 2     | 1 Woche      | als Sonny Black mit Frank White |
| 2011 | Jenseits von Gut und Böse | 1 Woche      |                                 |
| 2012 | AMYF                      | 1 Woche      |                                 |
| 2014 | Sonny Black               | 1 Woche      |                                 |
| 2015 | Carlo Cokxxx Nutten 3     | 1 Woche      |                                 |
| 2015 | Cla$$ic                   | 1 Woche      | mit Shindy                      |
| 2017 | Black Friday              | 1 Woche      |                                 |
| 2018 | Mythos                    | 1 Woche      |                                 |
| 2019 | Carlo Cokxxx Nutten 4     | 1 Woche      | mit Animus                      |

### Helene Fischer

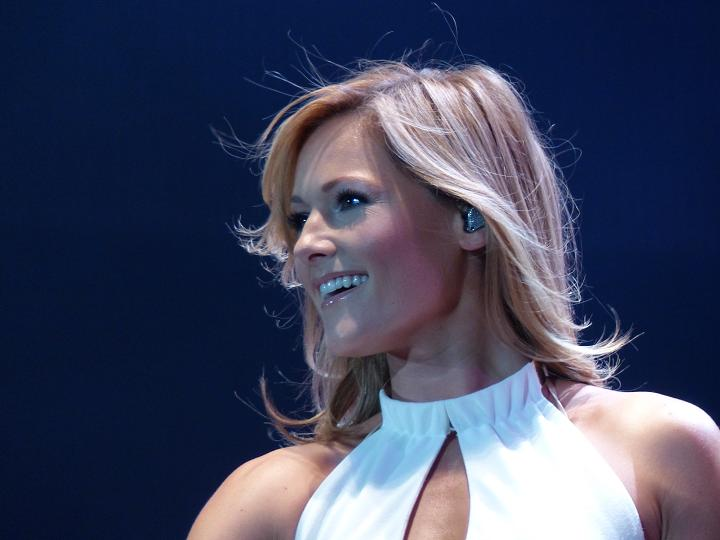
Helene Fischer (2013)

| Jahr | Titel                                                      | Verweildauer | Anmerkungen                      |
| ---- | ---------------------------------------------------------- | ------------ | -------------------------------- |
| 2008 | Zaubermond                                                 | 2 Wochen     |                                  |
| 2010 | Best of Helene Fischer                                     | 1 Woche      |                                  |
| 2011 | Für einen Tag                                              | 1 Woche      |                                  |
| 2012 | Für einen Tag – Live 2012                                  | 3 Wochen     |                                  |
| 2013 | Farbenspiel                                                | 27 Wochen    |                                  |
| 2015 | Weihnachten                                                | 8 Wochen     | mit Royal Philharmonic Orchestra |
| 2017 | Helene Fischer                                             | 5 Wochen     |                                  |
| 2019 | Helene Fischer live – Die Stadion-Tour                     | 1 Woche      |                                  |
| 2020 | Die Helene Fischer Show – Meine schönsten Momente (Vol. 1) | 4 Wochen     |                                  |
| 2021 | Rausch                                                     | 6 Wochen     |                                  |
| 2024 | Die schönsten Kinderlieder                                 | 1 Woche      |                                  |

### Kollegah

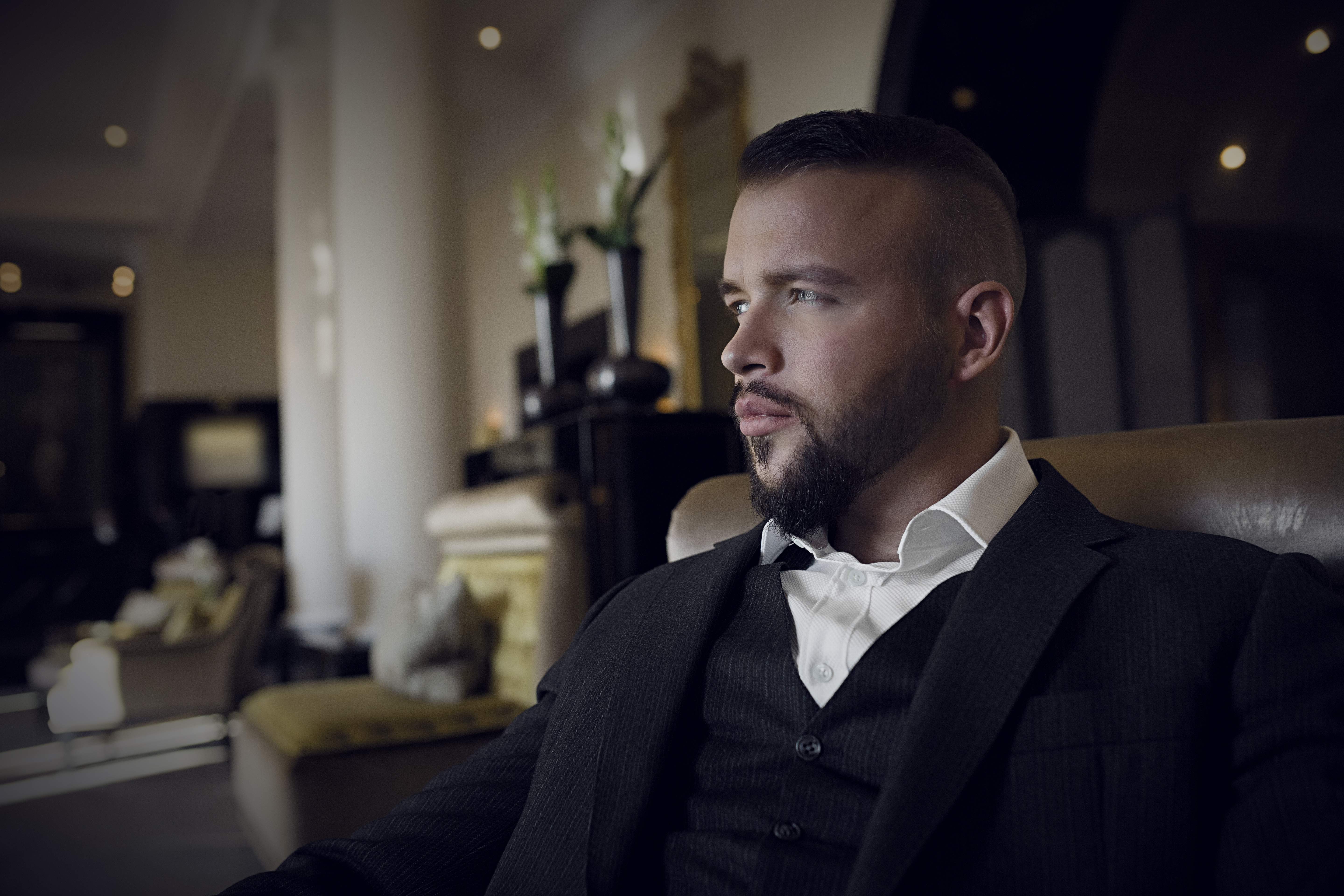
Kollegah (2015)

| Jahr | Titel                        | Verweildauer | Anmerkungen    |
| ---- | ---------------------------- | ------------ | -------------- |
| 2013 | Jung, brutal, gutaussehend 2 | 1 Woche      | mit Farid Bang |
| 2014 | King                         | 1 Woche      |                |
| 2015 | Zuhältertape Vol. 4          | 1 Woche      |                |
| 2016 | Imperator                    | 1 Woche      |                |
| 2017 | Jung, brutal, gutaussehend 3 | 1 Woche      | mit Farid Bang |
| 2018 | Platin war gestern           | 1 Woche      | mit Farid Bang |
| 2018 | Monument                     | 1 Woche      |                |
| 2019 | Alphagene II                 | 1 Woche      |                |
| 2021 | Natural Born Killas          | 1 Woche      | mit Asche      |
| 2023 | La Deutsche Vita             | 1 Woche      |                |
| 2024 | Still King                   | 1 Woche      |                |

### Xavier Naidoo

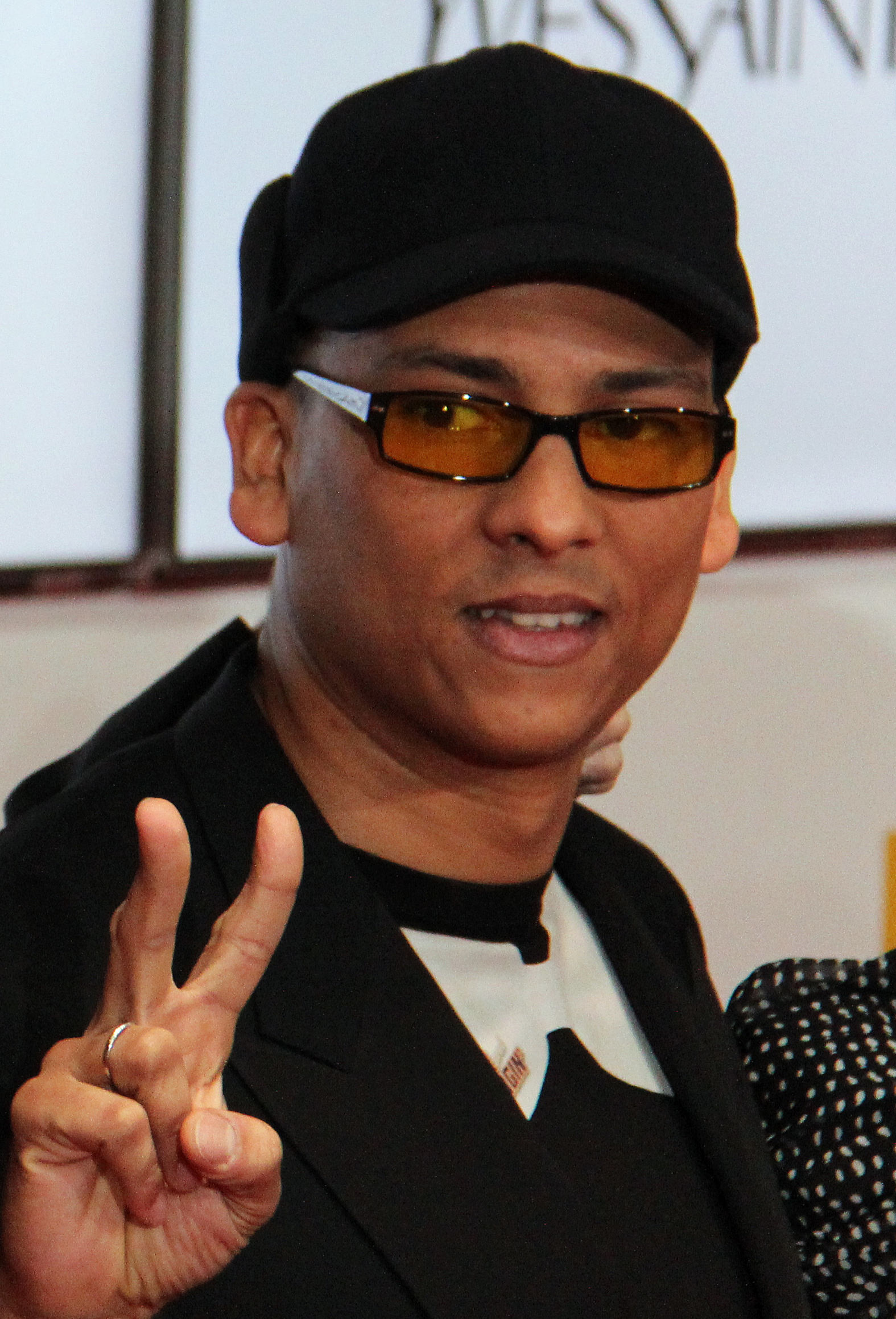
Xavier Naidoo (2012)

| Jahr | Titel                                          | Verweildauer | Anmerkungen              |
| ---- | ---------------------------------------------- | ------------ | ------------------------ |
| 1999 | Nicht von dieser Welt                          | 4 Wochen     |                          |
| 1999 | Live                                           | 3 Wochen     |                          |
| 2002 | Zwischenspiel – Alles für den Herrn            | 15 Wochen    |                          |
| 2005 | Telegramm für X                                | 14 Wochen    |                          |
| 2008 | Wettsingen in Schwetzingen – MTV Unplugged     | 1 Woche      | mit den Söhnen Mannheims |
| 2009 | Alles kann besser werden                       | 1 Woche      |                          |
| 2012 | Danke für’s Zuhören – Liedersammlung 1998–2012 | 6 Wochen     |                          |
| 2012 | Gespaltene Persönlichkeit                      | 1 Woche      | mit Kool Savas           |
| 2013 | Bei meiner Seele                               | 2 Wochen     |                          |
| 2016 | Nicht von dieser Welt 2                        | 1 Woche      |                          |
| 2019 | Hin und weg                                    | 1 Woche      |                          |

### Fantasy

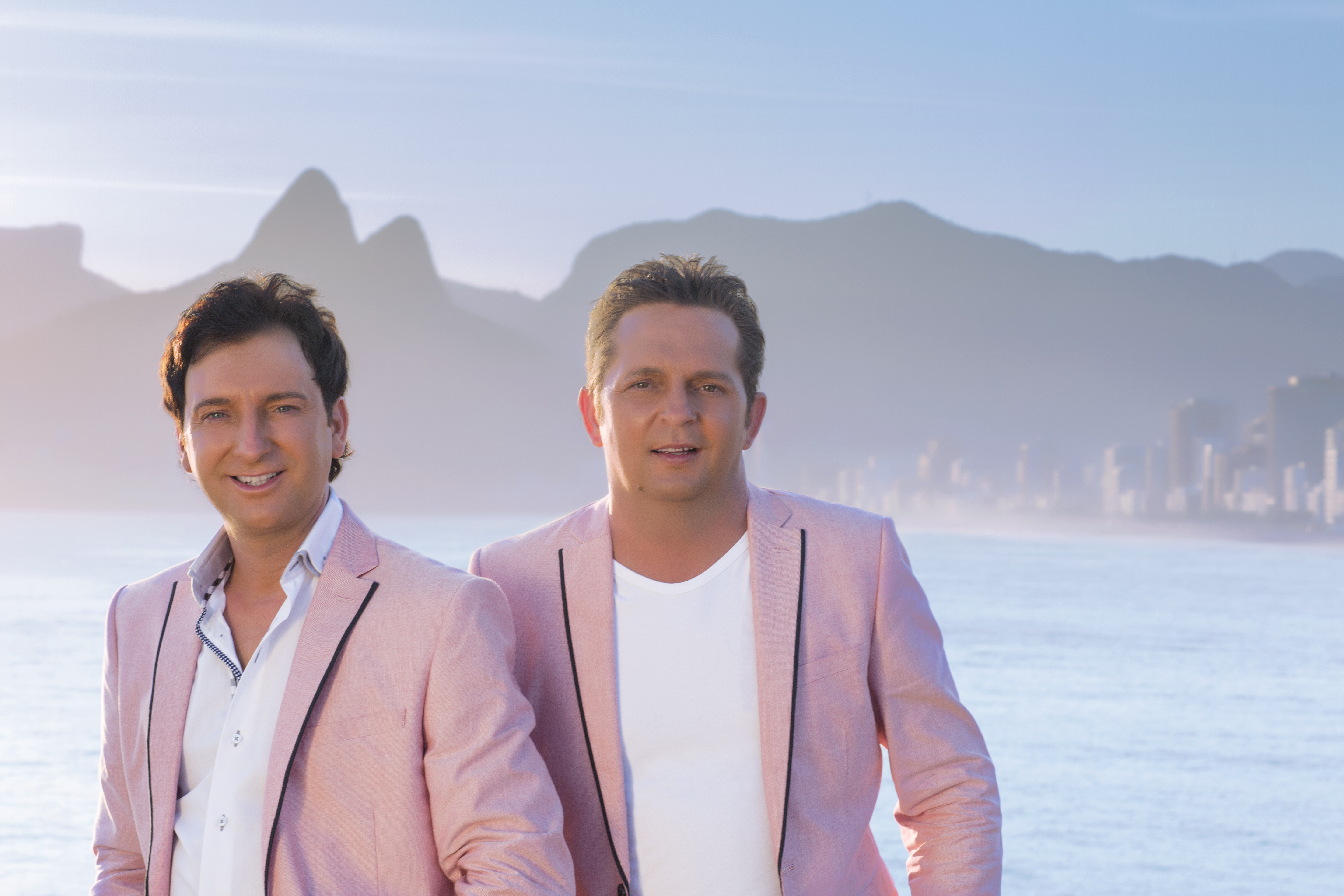
Fantasy (2013)

| Jahr | Titel                                                            | Verweildauer | Anmerkungen |
| ---- | ---------------------------------------------------------------- | ------------ | ----------- |
| 2014 | Eine Nacht im Paradies                                           | 1 Woche      |             |
| 2016 | Freudensprünge                                                   | 1 Woche      |             |
| 2017 | Bonnie & Clyde                                                   | 1 Woche      |             |
| 2018 | Das Beste von Fantasy – Das große Jubiläumsalbum mit allen Hits! | 1 Woche      |             |
| 2019 | Casanova                                                         | 1 Woche      |             |
| 2020 | 10.000 bunte Luftballons                                         | 1 Woche      |             |
| 2023 | Mitten im Feuer                                                  | 1 Woche      |             |
| 2023 | Das Beste                                                        | 1 Woche      |             |
| 2024 | Phönix aus der Asche                                             | 1 Woche      |             |
| 2025 | Willkommen im Wunderland                                         | 1 Woche      |             |

### Marius Müller-Westernhagen

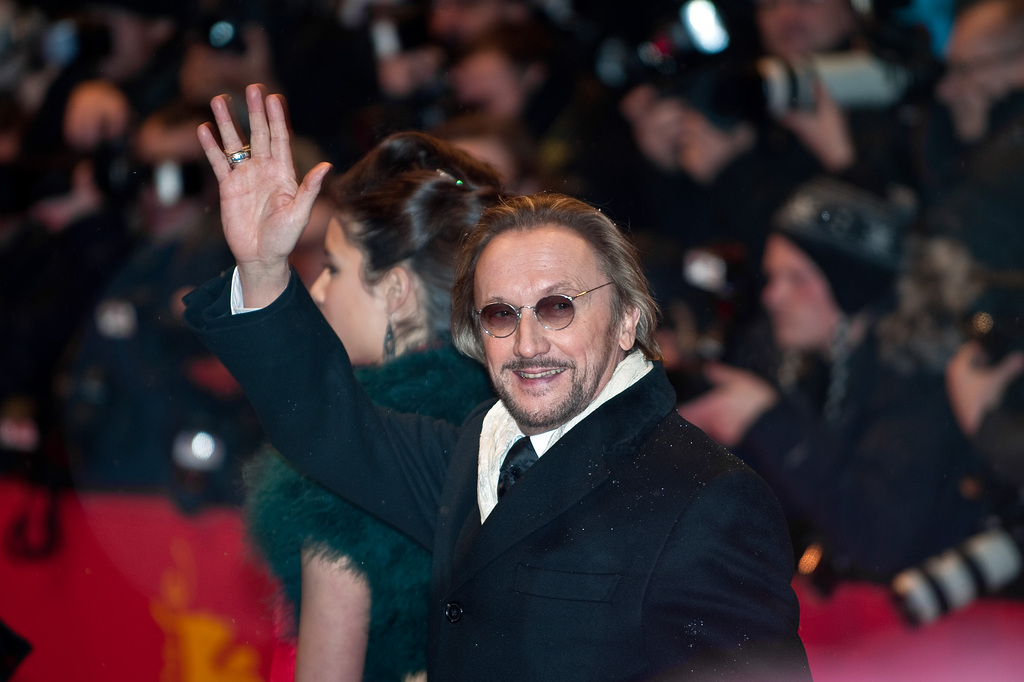
Marius Müller-Westernhagen (2010)

| Jahr | Titel               | Verweildauer | Anmerkungen |
| ---- | ------------------- | ------------ | ----------- |
| 1981 | Stinker             | 8 Wochen     |             |
| 1989 | Halleluja           | 21 Wochen    |             |
| 1990 | Live                | 12 Wochen    |             |
| 1992 | Jaja                | 19 Wochen    |             |
| 1994 | Affentheater        | 33 Wochen    |             |
| 1998 | Radio Maria         | 11 Wochen    |             |
| 2000 | So weit … – Best Of | 9 Wochen     |             |
| 2002 | In den Wahnsinn     | 1 Woche      |             |
| 2005 | Nahaufnahme         | 2 Wochen     |             |
| 2014 | Alphatier           | 1 Woche      |             |

## „Dauerbrenner“ nach Alben
Diese Liste beinhaltet alle Alben – in chronologischer Reihenfolge nach ihrer Verweildauer absteigend – die mindestens 13 Wochen an der Chartspitze der Deutschsprachigen Album Top 15 standen:
| Jahr | Titel                                                  | Interpret                | Verweildauer              |
| ---- | ------------------------------------------------------ | ------------------------ | ------------------------- |
| 1962 | My Fair Lady – Deutsche Originalaufnahme               | Soundtrack               | 156,29 Wochen (36 Monate) |
| 1968 | Heintje                                                | Heintje                  | 47,71 Wochen (11 Monate)  |
| 1984 | 4630 Bochum                                            | Herbert Grönemeyer       | 45,00 Wochen              |
| 2010 | Große Freiheit                                         | Unheilig                 | 38,00 Wochen              |
| 1994 | Affentheater                                           | Westernhagen             | 33,00 Wochen              |
| 2013 | Farbenspiel                                            | Helene Fischer           | 27,00 Wochen              |
| 1974 | Otto 2                                                 | Otto                     | 26,29 Wochen (6 Monate)   |
| 1970 | Stunde des Stars (1970)                                | Verschiedene Interpreten | 26,14 Wochen (6 Monate)   |
| 1983 | Nena                                                   | Nena (Band)              | 26,00 Wochen              |
| 1971 | Mein Geschenk für dich                                 | Peter Alexander          | 25,86 Wochen (6 Monate)   |
| 1986 | Sprünge                                                | Herbert Grönemeyer       | 25,00 Wochen              |
| 1992 | 4 gewinnt                                              | Die Fantastischen Vier   | 24,00 Wochen              |
| 1995 | Abenteuerland                                          | Pur                      | 22,00 Wochen              |
| 1971 | Wim Thoelke präsentiert: 3×9 – 9 Stars mit 27 Melodien | Verschiedene Interpreten | 21,86 Wochen (5 Monate)   |
| 1972 | Schöne Maid                                            | Tony Marshall            | 21,86 Wochen (5 Monate)   |
| 1972 | Mein achtel Lorbeerblatt                               | Reinhard Mey             | 21,86 Wochen (5 Monate)   |
| 1988 | Ö                                                      | Herbert Grönemeyer       | 21,00 Wochen              |
| 1989 | Halleluja                                              | Westernhagen             | 21,00 Wochen              |
| 1982 | Vun drinne noh drusse                                  | BAP                      | 19,00 Wochen              |
| 1992 | Jaja                                                   | Westernhagen             | 19,00 Wochen              |
| 2002 | Mensch                                                 | Herbert Grönemeyer       | 19,00 Wochen              |
| 1996 | Tic Tac Toe                                            | Tic Tac Toe              | 18,00 Wochen              |
| 1997 | Klappe die 2te                                         | Tic Tac Toe              | 18,00 Wochen              |
| 2003 | 20 Jahre – Nena feat. Nena                             | Nena                     | 18,00 Wochen              |
| 1966 | Noch einen Tanz                                        | Esther & Abi Ofarim      | 17,43 Wochen (4 Monate)   |
| 1967 | Die schönsten russischen Volkslieder                   | Verschiedene Interpreten | 17,43 Wochen (4 Monate)   |
| 1973 | Sing mit …                                             | James Last               | 17,43 Wochen (4 Monate)   |
| 1974 | Super 20                                               | Verschiedene Interpreten | 17,14 Wochen (4 Monate)   |
| 2007 | Vom selben Stern                                       | Ich + Ich                | 17,00 Wochen              |
| 1977 | Das Wort zum Montag                                    | Otto                     | 15,57 Wochen (3½ Monate)  |
| 1993 | Seiltänzertraum                                        | Pur                      | 15,00 Wochen              |
| 2002 | Zwischenspiel – Alles für den Herrn                    | Xavier Naidoo            | 15,00 Wochen              |
| 1979 | Steppenwolf                                            | Peter Maffay             | 14,00 Wochen              |
| 1980 | Der Nippel                                             | Mike Krüger              | 14,00 Wochen              |
| 1985 | Sonne in der Nacht                                     | Peter Maffay             | 14,00 Wochen              |
| 1999 | Nicht von dieser Welt                                  | Xavier Naidoo            | 14,00 Wochen              |
| 2005 | Telegramm für X                                        | Xavier Naidoo            | 14,00 Wochen              |
| 1967 | Was ich dir sagen will                                 | Udo Jürgens              | 13,14 Wochen (3 Monate)   |
| 1973 | Stars & Hits für Das Rote Kreuz 73/74                  | Verschiedene Interpreten | 13,14 Wochen (3 Monate)   |
| 1975 | Meine Lieder                                           | Udo Jürgens              | 13,14 Wochen (3 Monate)   |
| 1971 | Stars für uns – Hilfe für alle                         | Verschiedene Interpreten | 13,00 Wochen (3 Monate)   |
| 1975 | Mein Gott, Walther                                     | Mike Krüger              | 13,00 Wochen (3 Monate)   |
| 1975 | Super 20 – Super neu                                   | Verschiedene Interpreten | 13,00 Wochen (3 Monate)   |
| 1976 | Wim Thoelke präsentiert: Der Große Preis (II)          | Verschiedene Interpreten | 13,00 Wochen (3 Monate)   |
| 1980 | Revanche                                               | Peter Maffay             | 13,00 Wochen              |
| 1981 | Hitparade der Schlümpfe                                | Die Schlümpfe            | 13,00 Wochen              |
| 1984 | ? (Fragezeichen)                                       | Nena (Band)              | 13,00 Wochen              |
| 1989 | Ein bißchen Glück                                      | Original Naabtal Duo     | 13,00 Wochen              |
| 1993 | Alles nur geklaut                                      | Die Prinzen              | 13,00 Wochen              |
| 1995 | Lieder, die die Welt nicht braucht                     | Die Doofen               | 13,00 Wochen              |
| 2009 | Stadtaffe                                              | Peter Fox                | 13,00 Wochen              |

## „Dauerbrenner“ nach Interpreten
Diese Liste beinhaltet alle Künstler – in chronologischer Reihenfolge nach Wochen absteigend – welche sich mindestens 20 Wochen an der Chartspitze halten konnten.
- 172,00:  Herbert Grönemeyer
- 143,43:  Peter Maffay
- 117,00:  Marius Müller-Westernhagen
- 081,00:  Pur
- 076,00:  Die Ärzte und  BAP / Niedeckens BAP
- 070,86:  Otto
- 059,00:  Helene Fischer und  Xavier Naidoo
- 058,00:  Die Toten Hosen / Die Roten Rosen
- 056,43:  Heintje
- 054,71:   Udo Jürgens
- 049,00:  Rammstein und  Unheilig
- 048,00:  Nena (Band)
- 046,29:  Udo Lindenberg (+ Panikorchester)
- 044,57:  James Last
- 041,00:  Die Fantastischen Vier
- 039,71:  Peter Alexander
- 036,00:  Die Flippers und  Tic Tac Toe
- 030,00:  Andrea Berg und  Wolfgang Petry
- 027,86:  Reinhard Mey
- 027,29:  Roy Black
- 027,00:  Mike Krüger
- 025,00:  Böhse Onkelz
- 024,00:  Ich + Ich
- 023,00:  Nena,  Rosenstolz und  Die Schlümpfe
- 022,00:  Die Prinzen
- 021,86:  Tony Marshall
- 021,00:  Die Amigos

## Interpreten, die sich selbst auf Platz eins ablösten

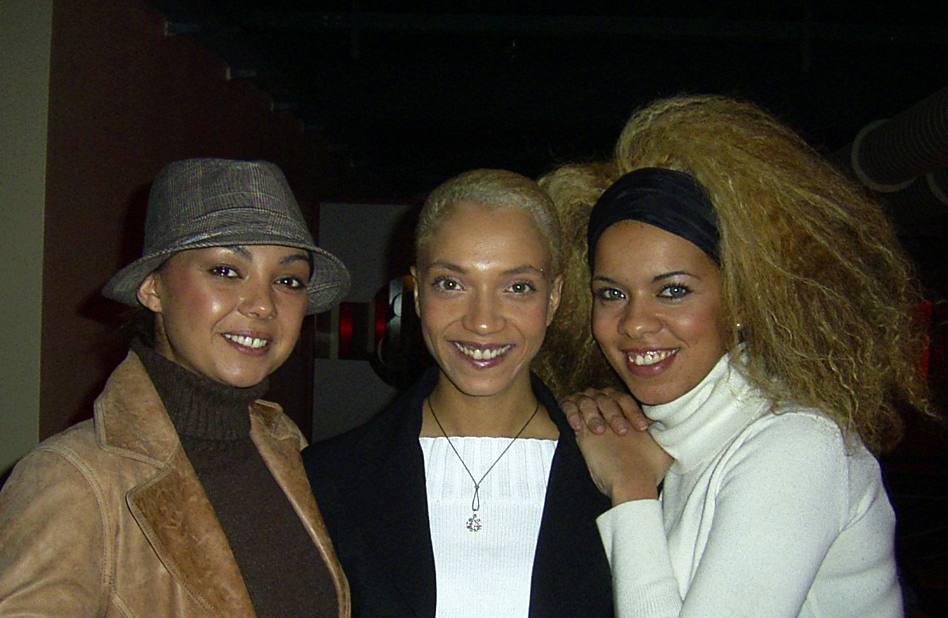
Tic Tac Toe (2005)

- 1982:  BAP – Für usszeschnigge! (6. September) → Vun drinne noh drusse (13. September)
- 1989:  Die Ärzte – Nach uns die Sintflut (27. Februar) → Die Ärzte früher! (6. März)
- 1997:  Tic Tac Toe – Tic Tac Toe (28. April) → Klappe die 2te (5. Mai)

## Interpreten mit den meisten Jahren zwischen dem ersten und letzten Nummer-eins-Album

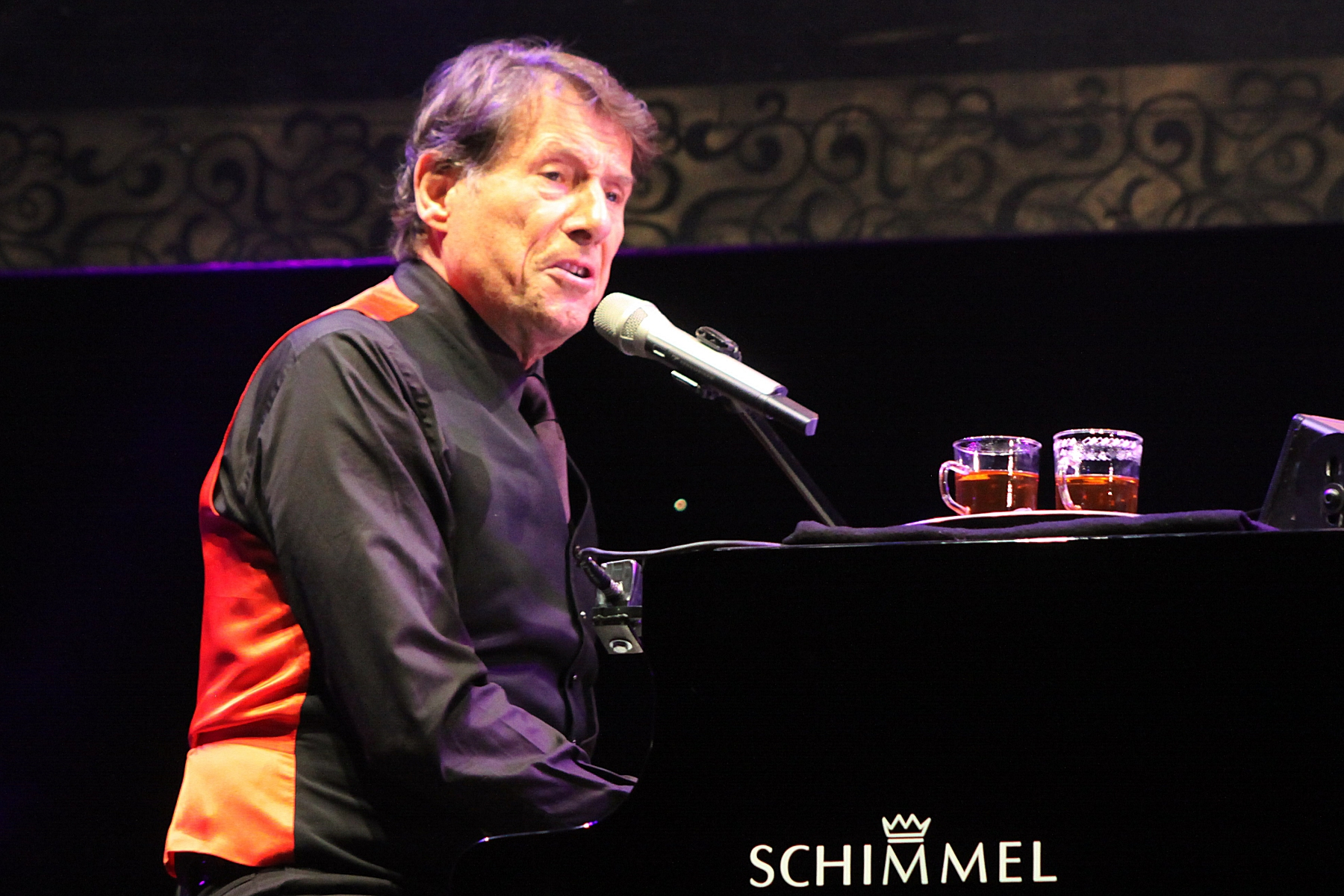
Udo Jürgens (2010)

- 56 Jahre und 289 Tage:   Udo Jürgens – Portrait in Musik (15. März 1966) → Da capo, Udo Jürgens – Stationen einer Weltkarriere (29. Dezember 2022)
- 51 Jahre und 251 Tage:  Reinhard Mey – Mein achtel Lorbeerblatt (15. September 1972) → Nach Haus (23. Mai 2024)
- 45 Jahre und 299 Tage:  Peter Maffay – Und es war Sommer (1. Januar 1977) → Tabaluga – Die Welt ist wunderbar (27. Oktober 2022)
- 44 Jahre und 112 Tage:  Udo Lindenberg (+ Panikorchester) – Ball Pompös (15. November 1974) → MTV Unplugged 2: Live vom Atlantik (Zweimaster Edition) (7. März 2019)
- 41 Jahre und 309 Tage:  Roland Kaiser – Dich zu lieben (5. Oktober 1981) → Perspektiven (10. August 2023)
- 41 Jahre und 253 Tage:  BAP/Niedeckens BAP – Für usszeschnigge! (30. August 1982) → Zeitreise / Live im Sartory (9. Mai 2024)
- 40 Jahre und 6 Tage:  Heino – Seine großen Erfolge 3 (15. Februar 1973) → Mit freundlichen Grüßen (21. Februar 2013)
- 38 Jahre und 250 Tage:  Herbert Grönemeyer – 4630 Bochum (6. August 1984) → Das ist los (13. April 2023)
- 37 Jahre und 75 Tage:  Nino de Angelo – Jenseits von Eden (6. Februar 1984) → Gesegnet & verflucht (22. April 2021)
- 36 Jahre und 196 Tage:  Ronny – Stimme der Prärie (24. September 1979) → Das Beste (7. April 2016)
- 36 Jahre und 28 Tage:  Falco – Falco 3 (2. Januar 1986) → The Sound of Musik (17. Februar 2022)
- 34 Jahre und 191 Tage:  Die Toten Hosen – Auf dem Kreuzzug ins Glück (11. Juni 1990) → Unsterblich (19. Dezember 2024)
- 34 Jahre und 72 Tage:   Howard Carpendale – Carpendale (28. September 1987) → Happy Christmas (9. Dezember 2021)
- 32 Jahre und 338 Tage:  Marius Müller-Westernhagen – Stinker (22. Juni 1981) → Alphatier (15. Mai 2014)
- 32 Jahre und 320 Tage:  Die Ärzte – Nach uns die Sintflut (21. November 1988) → Dunkel (7. Oktober 2021)
- 31 Jahre und 364 Tage:  Die Fantastischen Vier – 4 gewinnt (19. Oktober 1992) → Long Player (17. Oktober 2024)
- 31 Jahre und 126 Tage:  Böhse Onkelz – Heilige Lieder (5. Oktober 1992) → 40 Jahre Onkelz – Live im Waldstadion (8. Februar 2024)

## Alben mit den meisten Jahren zwischen der ersten und letzten Nummer-eins-Platzierung
- 29 Jahre und 359 Tage:  Die Toten Hosen – Kauf mich! (24. Mai 1993 → 18. Mai 2023)
- 24 Jahre und 365 Tage:  Die Toten Hosen – Unsterblich (20. Dezember 1999 → 19. Dezember 2024)
- 10 Jahre und 1 Tag:  Cro – Raop (20. Juli 2012 → 21. Juli 2022)
- 4 Jahre und 61 Tage:  Soundtrack – My Fair Lady – Deutsche Originalaufnahme (15. Juli 1962 → 14. September 1966)
- 2 Jahre und 88 Tage:  Helene Fischer – Farbenspiel (18. Oktober 2013 → 14. Januar 2016)
- 1 Jahr und 4 Tage:  Wincent Weiss – Wincents Weiße Weihnachten (8. Dezember 2023 → 12. Dezember 2024)